# نتایج انتخابات مجلس شورای اسلامی (۱۳۹۵–۱۳۹۴)
در انتخابات دهمین دورهٔ مجلس شورای اسلامی جناح‌های گوناگون کشور حضور فعالی داشتند.

## فهرست‌ها
سهم فهرست‌ها در ۲۹۰ کرسی مجلس
سهم گرایش‌ها در ۲۹۰ کرسی مجلس
| فهرست | فهرست                   | گرایش                    | کرسی      | کرسی       | کرسی       | کرسی       | کرسی       | کرسی       | درصد       |
| فهرست | فهرست                   | گرایش                    | دور ۱     | دور ۱      | دور ۲      | دور ۲      | مجموع      | مجموع      | درصد       |
| فهرست | فهرست                   | گرایش                    | کل        | ویژه       | کل         | ویژه       | کل         | ویژه       | درصد       |
| --- | ----------------------- | ------------------------ | --------- | ---------- | ---------- | ---------- | ---------- | ---------- | ---------- |
| | فهرست امید              | اصلاح طلبان اعتدالگرایان | ۸۶        | ۸۳         | ۴۰         | ۴۰         | ۱۲۶        | ۱۲۳        | ۴۲٫۴۱٪     |
| | ائتلاف بزرگ اصولگرایان  | اصولگرایان               | ۶۸        | ۷۵         | ۱۸         | ۱۸         | ۸۶         | ۹۳         | ۳۲٫۰۷٪     |
| | معتمدین انقلابی اصولگرا | اصولگرایان               | ۶۶        | ۷۵         | ۱۱         | ۱۸         | ۷۷         | ۹۳         | ۳۲٫۰۷٪     |
| | حزب اعتدال و توسعه      | همهٔ جناح‌ها               | ۸۶        | ۲۸         | ۳۸         |            | ۱۲۴        |            |            |
| | صدای ملت                | همهٔ جناح‌ها               | ۴۰        | ۲۸         | ۷          | ۴۷         |            |            |            |
| | جبههٔ تدبیر و توسعه      | همهٔ جناح‌ها               | ۷۶        | ۲۸         | ۴۶         | ۱۲۲        |            |            |            |
| | جبههٔ اعتدال             | همهٔ جناح‌ها               | ۲۸        | ۲۸         | ۱۴         | ۴۲         |            |            |            |
| | جبههٔ اعتدالگرایان       | همهٔ جناح‌ها               |           | ۲۸         | ۴۳         |            |            |            |            |
| | دیگران                  | همهٔ جناح‌ها               | ۳۰        | ۳۰         | ۳          | ۳          | ۳۳         | ۳۳         | ۱۱٫۳۸٪     |
| | اقلیت‌ها                 | مستقل                    | ۵         | ۵          | ۰          | ۰          | ۵          | ۵          | ۱٫۷٪       |
| مجموع کرسی‌های مجلس | مجموع کرسی‌های مجلس      | مجموع کرسی‌های مجلس       | ۲۲۱       | ۲۲۱        | ۶۹         | ۶۹         | ۲۹۰        | ۲۹۰        | ۱۰۰٪       |
| حوزه‌های ابطال‌شده | حوزه‌های ابطال‌شده        | حوزه‌های ابطال‌شده         | ۱+۲       | ۱+۲        | ۲          | ۲          | ۳+۲        | ۳+۲        | ۱٫۳۴٪      |
| مجموع | مجموع                   | مجموع                    | ۲۲۰       | ۲۲۰        | ۶۷         | ۶۷         | ۲۸۷        | ۲۸۷        | ۹۸٫۹۷٪     |
| آمار کل |                         |                          |           |            |            |            |            |            |            |
| آمار کل | آمار کل                 | آمار کل                  | آمار کل   | دور نخست   | دور نخست   | دور نخست   | دور دوم    | دور دوم    | دور دوم    |
| رای | رای                     | رای                      | رای       | ۳۳٬۹۵۶٬۶۵۱ | ۳۳٬۹۵۶٬۶۵۱ | ۳۳٬۹۵۶٬۶۵۱ | ۵٬۹۰۱٬۲۹۷  | ۵٬۹۰۱٬۲۹۷  | ۵٬۹۰۱٬۲۹۷  |
| رای درست | رای درست                | رای درست                 | رای درست  | ۳۲٬۲۸۹٬۰۴۹ | ۳۲٬۲۸۹٬۰۴۹ | ۳۲٬۲۸۹٬۰۴۹ | ۵٬۷۷۷٬۰۲۷  | ۵٬۷۷۷٬۰۲۷  | ۵٬۷۷۷٬۰۲۷  |
| رای باطله | رای باطله               | رای باطله                | رای باطله | ۱٬۶۶۷٬۶۰۲  | ۱٬۶۶۷٬۶۰۲  | ۱٬۶۶۷٬۶۰۲  | ۱۲۴٬۲۷۰    | ۱۲۴٬۲۷۰    | ۱۲۴٬۲۷۰    |
| واجدان | واجدان                  | واجدان                   | واجدان    | ۵۴٬۹۱۵٬۰۲۴ | ۵۴٬۹۱۵٬۰۲۴ | ۵۴٬۹۱۵٬۰۲۴ | ۱۷٬۶۲۶٬۳۳۵ | ۱۷٬۶۲۶٬۳۳۵ | ۱۷٬۶۲۶٬۳۳۵ |
| مشارکت | مشارکت                  | مشارکت                   | مشارکت    | ۶۱٫۸۳٪     | ۶۱٫۸۳٪     | ۶۱٫۸۳٪     | ۳۳٫۴۸٪     | ۳۳٫۴۸٪     | ۳۳٫۴۸٪     |
| منبع: مشارکت: واجدان دور نخست، مشارکت دور نخست، مشارکت دور دوم دور نخست: فهرست‌ها: ائتلاف اصولگرایان(در خبرگزاری‌ها ۷۸ نفر منسوب به فهرست اصولگرایان مطرح شده‌است، ولی طبق تطبیق فهرست رسمی ائتلاف، این نمایندگان این حوزه‌ها جزو فهرست ائتلاف اصولگرایان نبوده‌اند: کرج و ساوجبلاغ (۲–۳ نفر)، دزفول، گرمسار،دامغان، بندرعباس (۱ نفر)، قصرشیرین، زابل، خاش، چابهار)، فهرست امید (۳ نفر از افراد نسبت‌داده جزو فهرست نیستند: کازرون، سپیدان، سقز. همچنین ۵ نفر جزو فهرست امید بوده‌اند که مستقل ذکر شده‌اند: زابل (۱ نفر)، فسا (۱ نفر)، قم (۱ نفر)، تفت و میبد، نوشهر. ۲ نفر از ۳مشترک میان دو نیز تنها جزو ائتلاف اصولگرایان ذکر شده‌اند: کنگاور و آستانهٔ اشرفیه. در بابلسر و فریدونکنار نیز برخی رسانه‌ها اشتباه کرده‌بودند)، صدای ملت، جبههٔ اعتدال گرایش‌ها در داخل رسانه‌های اصولگرا ادعا کردند که با بررسی و تماس گرایش نامزدان بیرون فهرست‌ها را نیز مشخص کرده‌اند، چند خبرگزاری خارجی نیز نتیجه‌های مشابهی ارایه کردند) دور دوم: خبرگزاری بی بی سی فارسی آمار نهایی فهرستهای منتخبان دهمین دوره مجلس شورای اسلامی را منتشر کرد. |                         |                          |           |            |            |            |            |            |            |

## نمایندگان
جدول نتایج انتخابات دور اول و دوم و افراد منتخب هر حوزه به تفکیک استان‌ها به شرح زیر است:

### استان آذربایجان شرقی
| حوزهٔ انتخاباتی           | داوطلب                   | گرایش سیاسی | فهرست | دور نخست    | دور نخست    | دور نخست | دور نخست | دور نخست   | دور دوم     | دور دوم     | دور دوم  | دور دوم    | دور دوم    |
| حوزهٔ انتخاباتی           | داوطلب                   | گرایش سیاسی | فهرست | مجموع رای‌ها | رأی‌های درست | شمار رأی | درصد     | نتیجه      | مجموع رای‌ها | رأی‌های درست | شمار رأی | درصد       | نتیجه      |
| ------------------------ | ------------------------ | ----------- | --- | ----------- | ----------- | -------- | -------- | ---------- | ----------- | ----------- | -------- | ---------- | ---------- |
| تبریز و آذرشهر و اسکو    | مسعود پزشکیان            | اصلاح‌طلب    | امید صدای ملت اعتدال و توسعه تدبیر و توسعه                                                                  | ۷۶۰٬۰۵۲     | ۷۲۱٬۱۳۳     | ۲۶۱٬۶۰۵  | ۳۶٫۲۸٪   | برنده      |             |             |          |            |            |
| تبریز و آذرشهر و اسکو    | احمد علیرضابیگی          | اصولگرا     | ائتلاف اصولگرایان معتمدین انقلابی                                                                           | ۷۶۰٬۰۵۲     | ۷۲۱٬۱۳۳     | ۲۳۵٬۳۱۴  | ۳۲٫۶۳٪   | برنده      |             |             |          |            |            |
| تبریز و آذرشهر و اسکو    | زهرا ساعی                | اصلاح‌طلب    | فهرست امید\|امید صدای ملت اعتدال و توسعه تدبیر و توسعه جبههٔ اعتدال جبههٔ اعتدالگرایان (دور ۲)                | ۷۶۰٬۰۵۲     | ۷۲۱٬۱۳۳     | ۱۱۴٬۳۸۴  | ۱۵٫۸۶٪   | دور دوم    |             | ۳۱۳٬۶۴۳     | ۱۳۴٬۱۳۱  | ۴۲٫۷۶٪     | برنده      |
| تبریز و آذرشهر و اسکو    | محمدحسین فرهنگی          | اصولگرا     | ائتلاف اصولگرایان معتمدین انقلابی صدای ملت                                                                  | ۷۶۰٬۰۵۲     | ۷۲۱٬۱۳۳     | ۱۴۳٬۳۷۹  | ۱۹٫۸۸٪   | دور دوم    | ۱۱۶٬۷۳۸     | ۳۱۳٬۶۴۳     | ۳۷٫۲۲٪   | برنده      |            |
| تبریز و آذرشهر و اسکو    | شهاب‌الدین بی‌مقدار        | اصلاح‌طلب    | فهرست امید\|امید اعتدال و توسعه (دور ۲) تدبیر و توسعه (دور ۲) جبههٔ اعتدالگرایان (دور ۲)                     | ۷۶۰٬۰۵۲     | ۷۲۱٬۱۳۳     | ۹۶٬۲۸۱   | ۱۳٫۳۵٪   | دور دوم    | ۱۱۲٬۳۴۵     | ۳۱۳٬۶۴۳     | ۳۵٫۸۱٪   | برنده      |            |
| تبریز و آذرشهر و اسکو    | محمداسماعیل سعیدی        | اصولگرا     | ائتلاف اصولگرایان معتمدین انقلابی                                                                           | ۷۶۰٬۰۵۲     | ۷۲۱٬۱۳۳     | ۱۰۵٬۳۲۹  | ۱۴٫۶۱٪   | دور دوم    | ۱۰۹٬۰۴۲     | ۳۱۳٬۶۴۳     | ۳۴٫۷۶٪   | برنده      |            |
| تبریز و آذرشهر و اسکو    | علیرضا منادی سفیدان      | مستقل       | اعتدال و توسعه صدای ملت تدبیر و توسعه جبههٔ اعتدال                                                           | ۷۶۰٬۰۵۲     | ۷۲۱٬۱۳۳     | ۱۱۳٬۷۴۸  | ۱۵٫۷۷٪   | دور دوم    | ۱۰۹٬۱۴۹     | ۳۱۳٬۶۴۳     | ۳۴٫۸۰٪   | رای نیاورد |            |
| تبریز و آذرشهر و اسکو    | میر علی‌اصغر الموسوی      | اصلاح‌طلب    | فهرست امید\|امید اعتدال و توسعه (دور ۲) تدبیر و توسعه جبههٔ اعتدالگرایان (دور ۲)                             | ۷۶۰٬۰۵۲     | ۷۲۱٬۱۳۳     | ۱۰۲٬۲۵۵  | ۱۴٫۱۸٪   | دور دوم    | ۱۰۷٬۵۹۸     | ۳۱۳٬۶۴۳     | ۳۴٫۳۰٪   | رای نیاورد |            |
| تبریز و آذرشهر و اسکو    | عباس عباس‌زاده            | اصلاح‌طلب    | فهرست امید\|امید صدای ملت تدبیر و توسعه جبههٔ اعتدالگرایان (دور ۲)                                           | ۷۶۰٬۰۵۲     | ۷۲۱٬۱۳۳     | ۸۸٬۸۵۵   | ۱۲٫۳۲٪   | دور دوم    | ۱۰۵٬۳۴۶     | ۳۱۳٬۶۴۳     | ۳۳٫۵۸٪   | رای نیاورد |            |
| تبریز و آذرشهر و اسکو    | سید محمدرضا میرتاج‌الدینی | اصولگرا     | ائتلاف اصولگرایان معتمدین انقلابی                                                                           | ۷۶۰٬۰۵۲     | ۷۲۱٬۱۳۳     | ۹۸٬۵۶۳   | ۱۳٫۶۷٪   | دور دوم    | ۱۰۰٬۷۹۷     | ۳۱۳٬۶۴۳     | ۳۲٫۱۳٪   | رای نیاورد |            |
| تبریز و آذرشهر و اسکو    | علیرضا نوین              | مستقل       | اعتدال و توسعه                                                                                              | ۷۶۰٬۰۵۲     | ۷۲۱٬۱۳۳     | ۸۶٬۳۱۰   | ۱۱٫۹۷٪   | رای نیاورد |             |             |          |            |            |
| تبریز و آذرشهر و اسکو    | محمدرضا اسلامی           | اصلاح‌طلب    | فهرست امید\|امید                                                                                            | ۷۶۰٬۰۵۲     | ۷۲۱٬۱۳۳     | ۸۴٬۳۳۸   | ۱۱٫۷۰٪   | رای نیاورد |             |             |          |            |            |
| مراغه و عجب‌شیر           | محمدعلی حسین‌زاده         | اصولگرا     | ائتلاف اصولگرایان (دور ۲) تدبیر و توسعه (دور ۲) جبههٔ اعتدالگرایان (دور ۲)                                   | ۱۵۳٬۵۶۶     | ۱۴۲٬۰۵۵     | ۲۶٬۵۱۲   | ۱۸٫۶۶٪   | دور دوم    |             | ۹۰٬۵۴۸      | ۵۰٬۹۸۰   | ۵۶٫۳۰٪     | درگذشت     |
| مراغه و عجب‌شیر           | مهدی دواتگری             | مستقل       | فهرست امید\|امید (دور ۲) اعتدال و توسعه (دور ۲) صدای ملت معتمدین انقلابی                                    | ۱۵۳٬۵۶۶     | ۱۴۲٬۰۵۵     | ۲۹٬۰۶۶   | ۲۰٫۴۶٪   | دور دوم    | ۳۹٬۵۶۸      | ۹۰٬۵۴۸      | ۴۳٫۶۹٪   | رای نیاورد |            |
| مرند و جلفا              | محمد حسن‌نژاد             | اصولگرا     | ائتلاف اصولگرایان (دور ۲) معتمدین انقلابی                                                                   | ۱۶۴٬۶۰۳     | ۱۵۸٬۳۲۴     | ۲۹٬۰۶۳   | ۱۸٫۳۶٪   | دور دوم    |             | ۱۱۹٬۴۲۰     | ۶۰٬۰۵۵   | ۵۰٫۲۸٪     | برنده      |
| مرند و جلفا              | کریم شافعی               | اصلاح‌طلب    | فهرست امید\|امید اعتدال و توسعه (دور ۲) تدبیر و توسعه (دور ۲) جبههٔ اعتدال جبههٔ اعتدالگرایان (دور ۲)         | ۱۶۴٬۶۰۳     | ۱۵۸٬۳۲۴     | ۲۹٬۶۷۲   | ۱۸٫۷۴٪   | دور دوم    | ۵۹٬۳۶۵      | ۱۱۹٬۴۲۰     | ۴۹٫۷۱٪   | رای نیاورد |            |
| اهر و هریس               | بیت‌الله عبداللهی         | اصلاح‌طلب    | فهرست امید\|امید اعتدال و توسعه (دور ۲) تدبیر و توسعه (دور ۲) جبههٔ اعتدال                                   | ۸۶٬۳۷۴      | ۷۹٬۸۹۵      | ۱۷٬۰۷۲   | ۲۱٫۳۷٪   | دور دوم    |             | ۶۳٬۵۹۵      | ۳۲٬۵۸۵   | ۵۱٫۲۳٪     | ابطال آراء |
| اهر و هریس               | مهدی حسینیان سراجه لو    | اصولگرا     | ائتلاف اصولگرایان معتمدین انقلابی جبههٔ اعتدالگرایان (دور ۲)                                                 | ۸۶٬۳۷۴      | ۷۹٬۸۹۵      | ۱۳٬۳۴۳   | ۱۶٫۷۰٪   | دور دوم    | ۳۱٬۰۱۰      | ۶۳٬۵۹۵      | ۴۸٫۷۶٪   | رای نیاورد |            |
| میانه                    | فردین فرمند              | اصلاح‌طلب    | بدون فهرست                                                                                                  | ۹۶٬۹۶۷      | ۹۴٬۵۶۴      | ۲۴٬۹۸۰   | ۲۶٫۴۲٪   | برنده      |             |             |          |            |            |
| میانه                    | یعقوب شیویاری            | اصولگرا     | ائتلاف اصولگرایان معتمدین انقلابی تدبیر و توسعه جبههٔ اعتدال                                                 | ۹۶٬۹۶۷      | ۹۴٬۵۶۴      | ۲۳٬۹۱۹   | ۲۵٫۲۹٪   | برنده      |             |             |          |            |            |
| سراب                     | یوسف داوودی              | اصلاح‌طلب    | جبههٔ اعتدالگرایان (دور ۲)                                                                                   | ۷۴٬۷۶۵      | ۷۳٬۰۴۹      | ۱۶٬۲۸۴   | ۲۱٫۷۸٪   | دور دوم    |             | ۵۴٬۰۵۶      | ۳۱٬۱۵۸   | ۵۷٫۶۴٪     | برنده      |
| سراب                     | مجید نصیرپور سردهایی     | اصلاح‌طلب    | فهرست امید\|امید اعتدال و توسعه (دور ۲) تدبیر و توسعه جبههٔ اعتدال                                           | ۷۴٬۷۶۵      | ۷۳٬۰۴۹      | ۱۶٬۲۸۴   | ۲۱٫۷۸٪   | دور دوم    | ۲۲٬۸۹۸      | ۵۴٬۰۵۶      | ۴۲٫۳۵٪   | رای نیاورد |            |
| بناب                     | ضیاءالله اعزازی ملکی     | اصولگرا     | ائتلاف اصولگرایان معتمدین انقلابی                                                                           | ۷۷٬۲۳۷      | ۷۴٬۶۸۸      | ۲۶٬۳۸۳   | ۳۵٫۳۲٪   | برنده      |             |             |          |            |            |
| شبستر                    | معصومه آقاپور علی‌شاهی    | اصلاح‌طلب    | فهرست امید\|امید (دور ۲) اعتدال و توسعه (دور ۲) تدبیر و توسعه (دور ۲) جبههٔ اعتدال جبههٔ اعتدالگرایان (دور ۲) | ۷۸٬۸۴۴      | ۷۶٬۲۲۵      | ۱۲٬۳۱۴   | ۱۶٫۱۵٪   | دور دوم    |             | ۳۹٬۷۵۴      | ۲۴٬۹۵۲   | ۶۲٫۷۶٪     | برنده      |
| شبستر                    | علی علی‌لو                | اصولگرا     | ائتلاف اصولگرایان معتمدین انقلابی                                                                           | ۷۸٬۸۴۴      | ۷۶٬۲۲۵      | ۸٬۵۱۱    | ۱۱٫۱۷٪   | دور دوم    | ۱۴٬۶۵۹      | ۳۹٬۷۵۴      | ۳۶٫۸۷٪   | رای نیاورد |            |
| ملکان                    | سلمان خدادادی            | اصولگرا     | تدبیر و توسعه جبههٔ اعتدال                                                                                   | ۶۶٬۶۹۹      | ۶۶٬۶۹۹      | ۳۳٬۱۳۲   | ۴۹٫۶۷٪   | برنده      |             |             |          |            |            |
| کلیبر، خداآفرین و هوراند | قلی‌الله قلی‌زاده          | اصولگرا     | ائتلاف اصولگرایان معتمدین انقلابی                                                                           | ۶۲٬۴۸۰      | ۶۱٬۷۱۱      | ۳۶٬۹۳۶   | ۵۹٫۸۵٪   | برنده      |             |             |          |            |            |
| بستان‌آباد                | محمد وحدتی هلان          | مستقل       | تدبیر و توسعه                                                                                               | ۶۴٬۵۴۸      | ۶۲٬۷۲۱      | ۲۰٬۰۰۶   | ۳۱٫۹۰٪   | برنده      |             |             |          |            |            |
| هشترود و چاراویماق       | سید حمزه امینی           | مستقل       | بدون فهرست                                                                                                  | ۵۵٬۵۴۹      | ۵۴٬۷۴۷      | ۱۵٬۰۵۸   | ۲۷٫۵۰٪   | برنده      |             |             |          |            |            |
| ورزقان                   | رضا علیزاده              | اصولگرا     | ائتلاف اصولگرایان تدبیر و توسعه                                                                             | ۴۹٬۵۹۴      | ۴۹٬۰۸۸      | ۱۵٬۸۹۱   | ۳۲٫۳۷٪   | برنده      |             |             |          |            |            |

### استان آذربایجان غربی
| حوزهٔ انتخاباتی               | داوطلب                 | گرایش سیاسی          | فهرست                                                                                               | دور نخست    | دور نخست    | دور نخست | دور نخست   | دور نخست | دور دوم     | دور دوم     | دور دوم    | دور دوم | دور دوم |
| حوزهٔ انتخاباتی               | داوطلب                 | گرایش سیاسی          | فهرست                                                                                               | مجموع رای‌ها | رأی‌های درست | شمار رأی | درصد       | نتیجه    | مجموع رای‌ها | رأی‌های درست | شمار رأی   | درصد    | نتیجه   |
| ---------------------------- | ---------------------- | -------------------- | --------------------------------------------------------------------------------------------------- | ----------- | ----------- | -------- | ---------- | -------- | ----------- | ----------- | ---------- | ------- | ------- |
| ارومیه                       | نادر قاضی‌پور           | اصولگرا              | ائتلاف اصولگرایان صدای ملت معتمدین انقلابی                                                          |             | ۴۴۰٬۱۱۹     | ۱۶۹٬۰۹۸  | ۳۸٫۴۲٪     | برنده    |             |             |            |         |         |
| ارومیه                       | سید هادی بهادری        | اصلاح‌طلب             | فهرست امید\|امید اعتدال و توسعه تدبیر و توسعه جبههٔ اعتدال جبههٔ اعتدالگرایان (دور ۲)                 | ۱۰۲٬۹۸۴     | ۴۴۰٬۱۱۹     | ۲۳٫۴۰٪   | دور دوم    |          | ۳۵۴٬۱۰۸     | ۲۲۰٬۱۹۷     | ۶۲٫۱۸٪     | برنده   |         |
| ارومیه                       | روح‌الله حضرت‌پور طلائیه | مستقل                | تدبیر و توسعه (دور ۲)                                                                               | ۸۶٬۲۵۷      | ۴۴۰٬۱۱۹     | ۱۹٫۶۰٪   | دور دوم    | ۲۰۹٬۷۰۵  | ۳۵۴٬۱۰۸     | ۵۹٫۲۲٪      | برنده      |         |         |
| ارومیه                       | حاکم ممکان             | مستقل                | اعتدال و توسعه (دور ۲)                                                                              | ۱۰۴٬۲۶۹     | ۴۴۰٬۱۱۹     | ۲۳٫۶۹٪   | دور دوم    | ۱۱۶٬۳۸۲  | ۳۵۴٬۱۰۸     | ۳۲٫۸۶٪      | رای نیاورد |         |         |
| ارومیه                       | مجید دودکانلوی میلان   | اصلاح‌طلب             | فهرست امید\|امید جبههٔ اعتدالگرایان (دور ۲)                                                          | ۸۲٬۹۱۳      | ۴۴۰٬۱۱۹     | ۱۸٫۸۴٪   | دور دوم    | ۹۸٬۸۹۵   | ۳۵۴٬۱۰۸     | ۲۷٫۹۲٪      | رای نیاورد |         |         |
| بوکان                        | محمدقسیم عثمانی        | اصلاح‌طلب             | فهرست امید\|امید جبههٔ اعتدال                                                                        |             | ۱۰۶٬۶۰۹     | ۴۷٬۱۶۲   | ۴۴٫۲۴٪     | برنده    |             |             |            |         |         |
| پیرانشهر و سرداشت            | رسول خضری              | مستقل                | اعتدال و توسعه تدبیر و توسعه                                                                        |             | ۱۰۶٬۸۶۱     | ۲۷٬۷۶۰   | ۲۵٫۹۸٪     | برنده    |             |             |            |         |         |
| خوی و چایپاره                | تقی کبیری              | اصولگرا              | ائتلاف اصولگرایان معتمدین انقلابی                                                                   |             | ۱۹۲٬۰۲۹     | ۷۳٬۶۹۴   | ۳۸٫۳۸٪     | برنده    |             |             |            |         |         |
| سلماس                        | شهروز برزگر کلشانی     | اصولگرا اصلاح‌طلب     | فهرست امید\|امید (دور ۲) تدبیر و توسعه (دور ۲)                                                      |             | ۹۸٬۸۵۸      | ۱۶٬۴۶۳   | ۱۶٫۶۵٪     | دور دوم  |             | ۷۱٬۸۷۴      | ۳۹٬۸۰۹     | ۵۵٫۳۸٪  | برنده   |
| سلماس                        | رسول جلایر سرنقی       | اصولگرا              | ائتلاف اصولگرایان اعتدال و توسعه (دور ۲) معتمدین انقلابی جبههٔ اعتدال                                | ۱۸٬۳۲۱      | ۹۸٬۸۵۸      | ۱۸٫۵۳٪   | دور دوم    | ۳۲٬۰۶۵   | ۴۴٫۶۱٪      | ۷۱٬۸۷۴      | رای نیاورد |         |         |
| ماکو و چالدران و پلدشت و شوط | عین‌الله شریف‌پور        | اصلاح‌طلب             | فهرست امید\|امید اعتدال و توسعه تدبیر و توسعه                                                       |             | ۱۱۱٬۳۰۰     | ۲۷٬۸۳۰   | ۲۵٪        | برنده    |             |             |            |         |         |
| ماکو و چالدران و پلدشت و شوط | محرم اکبرزاده          | اصولگرا              | | ۲۰٬۸۸۴      | ۱۱۱٬۳۰۰     | ۱۸٫۷۶٪   | رای نیاورد |          |             |             |            |         |         |
| مهاباد                       | جلال محمودزاده         | اصلاح‌طلب             | جبههٔ اعتدال                                                                                         |             | ۸۵٬۷۹۶      | ۴۶٬۸۵۴   | ۵۴٫۶۱٪     | برنده    |             |             |            |         |         |
| میاندوآب و شاهین‌دژ و تکاب    | همایون هاشمی           | اصولگرا              | فهرست امید\|امید (دور ۲) اعتدال و توسعه (دور ۲)                                                     |             | ۲۲۱٬۳۰۱     | ۵۱٬۴۸۸   | ۲۳٫۲۷٪     | دور دوم  |             | ۱۷۶٬۵۵۰     | ۶۱٬۵۵۵     | ۳۴٫۸۶٪  | برنده   |
| میاندوآب و شاهین‌دژ و تکاب    | جهانبخش محبی‌نیا        | اصولگرا              | ائتلاف اصولگرایان (دور ۲) تدبیر و توسعه جبههٔ اعتدالگرایان (دور ۲)                                   | ۴۸٬۱۳۶      | ۲۲۱٬۳۰۱     | ۲۱٫۷۵٪   | دور دوم    | ۶۱٬۱۷۷   | ۳۴٫۶۵٪      | ۱۷۶٬۵۵۰     | برنده      |         |         |
| میاندوآب و شاهین‌دژ و تکاب    | محمد میرزایی           | اصلاح‌طلب             | فهرست امید\|امید (دور ۲) اعتدال و توسعه تدبیر و توسعه (دور ۲) جبههٔ اعتدال جبههٔ اعتدالگرایان (دور ۲) | ۴۹٬۸۴۶      | ۲۲۱٬۳۰۱     | ۲۲٫۵۲٪   | دور دوم    | ۵۹٬۷۲۶   | ۳۳٫۸۲٪      | ۱۷۶٬۵۵۰     | رای نیاورد |         |         |
| میاندوآب و شاهین‌دژ و تکاب    | مهدی عیسی‌زاده          | اصولگرا              | ائتلاف اصولگرایان                                                                                   | ۴۳٬۴۶۱      | ۲۲۱٬۳۰۱     | ۱۹٫۶۴٪   | دور دوم    | ۵۴٬۰۵۷   | ۳۰٫۶۱٪      | ۱۷۶٬۵۵۰     | رای نیاورد |         |         |
| نقده و اشنویه                | عبدالکریم حسین‌زاده     | اصلاح‌طلب (اعتدالگرا) | فهرست امید\|امید اعتدال و توسعه تدبیر و توسعه جبههٔ اعتدال                                           |             | ۱۱۸٬۶۲۴     | ۶۱٬۹۷۲   | ۵۲٫۲۴٪     | برنده    |             |             |            |         |         |

### استان اردبیل
| حوزهٔ انتخاباتی      | داوطلب             | گرایش سیاسی        | فهرست                                                                                           | دور نخست    | دور نخست    | دور نخست | دور نخست | دور نخست | دور دوم     | دور دوم     | دور دوم    | دور دوم | دور دوم |
| حوزهٔ انتخاباتی      | داوطلب             | گرایش سیاسی        | فهرست                                                                                           | مجموع رای‌ها | رأی‌های درست | شمار رأی | درصد     | نتیجه    | مجموع رای‌ها | رأی‌های درست | شمار رأی   | درصد    | نتیجه   |
| ------------------- | ------------------ | ------------------ | ----------------------------------------------------------------------------------------------- | ----------- | ----------- | -------- | -------- | -------- | ----------- | ----------- | ---------- | ------- | ------- |
| اردبیل و نمین و نیر | صدیف بدری          | اصولگرا            | ائتلاف اصولگرایان                                                                               |             | ۲۷۰٬۷۵۲     | ۸۷٬۷۸۴   | ۳۱٫۸۴٪   | برنده    |             |             |            |         |         |
| اردبیل و نمین و نیر | رضا کریمی          | اصلاحطلب اعتدالگرا | فهرست امید\|امید اعتدال و توسعه جبههٔ اعتدال                                                     | ۸۶٬۸۳۹      | ۲۷۰٬۷۵۲     | ۳۱٫۵۰٪   | برنده    |          |             |             |            |         |         |
| اردبیل و نمین و نیر | محمد فیضی زنگیر    | اصلاح‌طلب           | فهرست امید\|امید اعتدال و توسعه جبههٔ اعتدال جبههٔ اعتدالگرایان (دور ۲)                           | ۶۲٬۴۵۷      | ۲۷۰٬۷۵۲     | ۲۲٫۶۵٪   | دور دوم  |          | ۱۳۶٬۸۱۰     | ۷۶٬۱۴۵      | ۵۵٫۶۵٪     | برنده   |         |
| اردبیل و نمین و نیر | سید کاظم موسوی     | مستقل              | ائتلاف اصولگرایان (دور ۲)                                                                       | ۵۵٬۵۱۱      | ۲۷۰٬۷۵۲     | ۲۰٫۱۳٪   | دور دوم  | ۶۰٬۶۶۵   | ۱۳۶٬۸۱۰     | ۴۴٫۳۴٪      | رای نیاورد |         |         |
| پارس‌آباد و بیله‌سوار | شکور پورحسین شقلان | مستقل              | فهرست امید\|امید (دور ۲) اعتدال و توسعه (دور ۲) تدبیر و توسعه (دور ۲) جبههٔ اعتدالگرایان (دور ۲) |             | ۱۲۸٬۸۷۹     | ۱۷٬۴۷۵   | ۱۳٫۶۷٪   | دور دوم  |             | ۱۰۱٬۳۰۶     | ۵۲٬۷۳۱     | ۵۲٫۰۵٪  | برنده   |
| پارس‌آباد و بیله‌سوار | ایرج بیگدل‌لو       | اصولگرا            | ائتلاف اصولگرایان (دور ۲)                                                                       | ۲۰٬۴۹۹      | ۱۲۸٬۸۷۹     | ۱۶٫۰۳٪   | دور دوم  | ۵۱٬۰۰۰   | ۵۰٫۳۴٪      | ۱۰۱٬۳۰۶     | رای نیاورد |         |         |
| گرمی                | میر حمایت میرزاده  | اصلاح‌طلب           | فهرست امید\|امید اعتدال و توسعه جبههٔ اعتدال                                                     |             | ۴۷٬۸۰۳      | ۲۱٬۳۹۹   | ۴۴٫۷۶٪   | برنده    |             |             |            |         |         |
| مشکین‌شهر            | ولی ملکی           | اصلاح‌طلب           |                                                                                                 |             | ۸۳٬۷۹۹      | ۲۲٬۴۵۷   | ۲۶٫۸۰٪   | برنده    |             |             |            |         |         |
| خلخال و کوثر        | بشیر خالقی         | اصولگرا            | [ ۷۳ ] [ ۷۶ ]                                                                                   |             | ۵۹٬۲۲۵      | ۱۹٬۱۲۰   | ۳۲٫۲۸٪   | برنده    |             |             |            |         |         |

### استان اصفهان
| حوزهٔ انتخاباتی             | داوطلب                 | گرایش سیاسی         | فهرست                                                                                               | دور نخست    | دور نخست    | دور نخست | دور نخست | دور نخست   | دور دوم     | دور دوم     | دور دوم    | دور دوم | دور دوم |
| حوزهٔ انتخاباتی             | داوطلب                 | گرایش سیاسی         | فهرست                                                                                               | مجموع رای‌ها | رأی‌های درست | شمار رأی | درصد     | نتیجه      | مجموع رای‌ها | رأی‌های درست | شمار رأی   | درصد    | نتیجه   |
| -------------------------- | ---------------------- | ------------------- | --------------------------------------------------------------------------------------------------- | ----------- | ----------- | -------- | -------- | ---------- | ----------- | ----------- | ---------- | ------- | ------- |
| اصفهان                     | حمیدرضا فولادگر        | اصولگرا             | ائتلاف اصولگرایان صدای ملت معتمدین انقلابی                                                          | ۷۳۴٬۶۱۲     | ۶۷۱٬۴۷۱     | ۲۰۰٬۶۹۰  | ۲۹٫۸۹٪   | برنده      |             |             |            |         |         |
| اصفهان                     | ناهید تاج الدین        | اصلاح‌طلب            | فهرست امید\|امید اعتدال و توسعه                                                                     | ۷۳۴٬۶۱۲     | ۶۷۱٬۴۷۱     | ۱۹۵٬۰۶۶  | ۲۹٫۰۵٪   | برنده      |             |             |            |         |         |
| اصفهان                     | مینو خالقی             | اصلاح‌طلب            | فهرست امید\|امید اعتدال و توسعه                                                                     | ۷۳۴٬۶۱۲     | ۶۷۱٬۴۷۱     | ۱۹۳٬۳۹۹  | ۲۸٫۸۰٪   | ابطال آراء |             |             |            |         |         |
| اصفهان                     | حیدر علی عابدی         | اصلاح‌طلب            | فهرست امید\|امید اعتدال و توسعه                                                                     | ۷۳۴٬۶۱۲     | ۶۷۱٬۴۷۱     | ۱۷۹٬۲۳۰  | ۲۶٫۶۹٪   | برنده      |             |             |            |         |         |
| اصفهان                     | احمد سالک              | اصولگرا             | ائتلاف اصولگرایان معتمدین انقلابی                                                                   | ۷۳۴٬۶۱۲     | ۶۷۱٬۴۷۱     | ۱۷۶٬۸۰۷  | ۲۶٫۳۳٪   | برنده      |             |             |            |         |         |
| اصفهان                     | علیرضا آجدانی          | اصلاح‌طلب            | فهرست امید\|امید اعتدال و توسعه                                                                     | ۷۳۴٬۶۱۲     | ۶۷۱٬۴۷۱     | ۱۷۵٬۹۳۸  | ۲۶٫۲۰٪   | رای نیاورد |             |             |            |         |         |
| اصفهان                     | مسعود حمیدی طوقچی      | اصلاح‌طلب            | فهرست امید\|امید اعتدال و توسعه                                                                     | ۷۳۴٬۶۱۲     | ۶۷۱٬۴۷۱     | ۱۶۲٬۷۶۷  | ۲۴٫۲۴٪   | رای نیاورد |             |             |            |         |         |
| اردستان                    | سید صادق طباطبایی نژاد | اصولگرا             | ائتلاف اصولگرایان معتمدین انقلابی تدبیر و توسعه                                                     |             | ۳۰٬۰۷۵      | ۱۶٬۱۰۰   | ۵۳٫۵۳٪   | برنده      |             |             |            |         |         |
| شاهین‌شهر و میمه و برخوار   | حسینعلی حاجی دلیگانی   | اصولگرا             | ائتلاف اصولگرایان معتمدین انقلابی جبههٔ اعتدال                                                       |             | ۱۱۶٬۸۸۵     | ۶۰٬۴۱۱   | ۵۱٫۶۸٪   | برنده      |             |             |            |         |         |
| خمینی‌شهر                   | سید محمدجواد ابطحی     | اصولگرا             | ائتلاف اصولگرایان معتمدین انقلابی                                                                   |             | ۱۰۵٬۷۷۱     | ۴۵٬۵۱۴   | ۴۳٫۰۳٪   | برنده      |             |             |            |         |         |
| سمیرم                      | اصغر سلیمی             | اصولگرا اصلاحطلب    | فهرست امید\|امید (دور ۲) اعتدال و توسعه (دور ۲) تدبیر و توسعه جبههٔ اعتدال جبههٔ اعتدالگرایان (دور ۲) |             | ۴۱٬۹۴۰      | ۷٬۸۳۲    | ۱۸٫۶۷٪   | دور دوم    |             | ۲۸٬۷۳۷      | ۱۶٬۳۵۷     | ۵۶٫۹۱٪  | برنده   |
| سمیرم                      | بهروز جعفری            | اصولگرا             | ائتلاف اصولگرایان معتمدین انقلابی                                                                   | ۷٬۴۴۴       | ۴۱٬۹۴۰      | ۱۷٫۷۵٪   | دور دوم  |            |             | ۲۸٬۷۳۷      | رای نیاورد |         |         |
| شهرضا و سمیرم سفلا         | سمیه محمودی            | اصلاح‌طلب            | فهرست امید\|امید (دور ۲) اعتدال و توسعه (دور ۲) جبههٔ اعتدالگرایان (دور ۲)                           |             | ۷۸٬۱۵۵      | ۱۲٬۳۲۴   | ۱۵٫۷۷٪   | دور دوم    |             | ۵۰٬۴۹۳      | ۲۸٬۹۰۵     | ۵۷٫۲۴٪  | برنده   |
| شهرضا و سمیرم سفلا         | محمدرضا آقایی          | اصولگرا             | ائتلاف اصولگرایان معتمدین انقلابی جبههٔ اعتدال                                                       | ۱۶٬۲۵۸      | ۷۸٬۱۵۵      | ۲۰٫۰۸٪   | دور دوم  |            |             | ۵۰٬۴۹۳      | رای نیاورد |         |         |
| فریدن و چادگان و فریدون‌شهر | اکبر ترکی              | اصولگرا             | ائتلاف اصولگرایان معتمدین انقلابی                                                                   |             | ۸۷٬۰۰۴      | ۲۲٬۵۳۶   | ۲۵٫۹۰٪   | برنده      |             |             |            |         |         |
| فلاورجان                   | سید ناصر موسوی لارگانی | اصولگرا             | ائتلاف اصولگرایان معتمدین انقلابی                                                                   |             | ۹۷٬۱۷۱      | ۵۶٬۲۰۸   | ۵۷٫۸۴٪   | برنده      |             |             |            |         |         |
| کاشان و آران و بیدگل       | سید جواد ساداتی نژاد   | اصولگرا             | ائتلاف اصولگرایان معتمدین انقلابی                                                                   |             | ۱۶۱٬۴۸۵     | ۷۰٬۷۶۱   | ۴۳٫۸۲٪   | برنده      |             |             |            |         |         |
| گلپایگان و خوانسار         | علی بختیار             | اصلاح‌طلب            | فهرست امید\|امید                                                                                    |             | ۵۲٬۶۵۱      | ۱۴٬۳۷۱   | ۲۷٫۲۹٪   | برنده      |             |             |            |         |         |
| لنجان                      | محسن کوهکن             | اصولگرا             | ائتلاف اصولگرایان                                                                                   |             | ۱۱۳٬۸۱۹     | ۳۸٬۱۷۷   | ۳۳٫۵۴٪   | برنده      |             |             |            |         |         |
| مبارکه                     | زهرا سعیدی مبارکه      | مستقل               | |             | ۶۶٬۳۴۵      | ۲۰٬۴۶۳   | ۳۰٫۸۴٪   | برنده      |             |             |            |         |         |
| نایین                      | عباسعلی پوربافرانی     | اصولگرا (اعتدالگرا) | |             | ۳۹٬۵۲۹      | ۱۱٬۱۵۴   | ۲۸٫۲۲٪   | برنده      |             |             |            |         |         |
| نجف‌آباد و تیران و کرون     | ابوالفضل ابوترابی      | اصولگرا             | ائتلاف اصولگرایان معتمدین انقلابی تدبیر و توسعه جبههٔ اعتدال                                         |             | ۱۳۷٬۶۴۷     | ۶۴٬۵۲۷   | ۴۶٫۸۸٪   | برنده      |             |             |            |         |         |
| نطنز و قمصر                | مرتضی صفاری نطنزی      | مستقل اصولگرا       | |             | ۳۷٬۶۴۴      | ۹٬۸۴۲    | ۲۶٫۱۴٪   | برنده      |             |             |            |         |         |

### استان البرز
| حوزهٔ انتخاباتی              | داوطلب           | گرایش سیاسی | فهرست                             | دور نخست    | دور نخست    | دور نخست | دور نخست   | دور نخست |
| حوزهٔ انتخاباتی              | داوطلب           | گرایش سیاسی | فهرست                             | مجموع رای‌ها | رأی‌های درست | شمار رأی | درصد       | نتیجه    |
| --------------------------- | ---------------- | ----------- | --------------------------------- | ----------- | ----------- | -------- | ---------- | -------- |
| کرج                         | عزیز اکبریان     | اصولگرا     | بدون فهرست                        |             | ۵۵۴٬۰۶۵     | ۱۴۸٬۲۱۸  | ۲۶٫۷۵٪     | برنده    |
| کرج                         | محمدجواد کولیوند | اصولگرا     | اعتدال و توسعه                    | ۱۴۳٬۴۳۴     | ۵۵۴٬۰۶۵     | ۲۵٫۸۹٪   | برنده      |          |
| کرج                         | رشید جلالی       | اصولگرا     | ائتلاف اصولگرایان معتمدین انقلابی | ۶۶٬۰۲۵      | ۵۵۴٬۰۶۵     | ۱۱٫۹۲٪   | رای نیاورد |          |
| کرج                         | طاهره پورشمسیان  | اصولگرا     | ائتلاف اصولگرایان معتمدین انقلابی |             | ۵۵۴٬۰۶۵     |          | رای نیاورد |          |
| ساوجبلاغ و طالقان و نظرآباد | محمود بهمنی      | اصولگرا     | جبههٔ اعتدال                       |             | ۱۵۹٬۶۳۴     | ۵۰٬۱۰۵   | ۳۱٫۳۹٪     | برنده    |
| ساوجبلاغ و طالقان و نظرآباد | علی حدادی        | اصولگرا     | ائتلاف اصولگرایان معتمدین انقلابی | ۲۶٬۷۸۴      | ۱۵۹٬۶۳۴     | ۱۶٫۷۸٪   | رای نیاورد |          |

### استان ایلام
| حوزهٔ انتخاباتی                          | داوطلب          | گرایش سیاسی | فهرست                                                                     | دور نخست    | دور نخست    | دور نخست | دور نخست | دور نخست | دور دوم     | دور دوم     | دور دوم    | دور دوم | دور دوم |
| حوزهٔ انتخاباتی                          | داوطلب          | گرایش سیاسی | فهرست                                                                     | مجموع رای‌ها | رأی‌های درست | شمار رأی | درصد     | نتیجه    | مجموع رای‌ها | رأی‌های درست | شمار رأی   | درصد    | نتیجه   |
| --------------------------------------- | --------------- | ----------- | ------------------------------------------------------------------------- | ----------- | ----------- | -------- | -------- | -------- | ----------- | ----------- | ---------- | ------- | ------- |
| ایلام و ایوان و شیروان و چرداول و مهران | جلال میرزایی    | اصلاح‌طلب    | فهرست امید\|امید اعتدال و توسعه تدبیر و توسعه جبههٔ اعتدالگرایان (دور ۲)   |             | ۲۱۶٬۰۹۵     | ۳۶٬۴۷۰   | ۱۶٫۸۸٪   | دور دوم  |             | ۱۶۵٬۲۸۹     | ۶۲٬۲۳۱     | ۳۷٫۶۴٪  | برنده   |
| ایلام و ایوان و شیروان و چرداول و مهران | سلام امینی      | مستقل       | بدون فهرست                                                                | ۳۹٬۳۶۳      | ۲۱۶٬۰۹۵     | ۱۸٫۲۲٪   | دور دوم  | ۶۱٬۳۳۸   | ۳۷٫۱۰٪      | ۱۶۵٬۲۸۹     | برنده      |         |         |
| ایلام و ایوان و شیروان و چرداول و مهران | سارا فلاحی      | مستقل       | ائتلاف اصولگرایان (دور ۲) تدبیر و توسعه (دور ۲) جبههٔ اعتدالگرایان (دور ۲) | ۳۸٬۵۵۶      | ۲۱۶٬۰۹۵     | ۱۷٫۸۴٪   | دور دوم  |          |             | ۱۶۵٬۲۸۹     | رای نیاورد |         |         |
| ایلام و ایوان و شیروان و چرداول و مهران | لطیف صادقی      | اصولگرا     | ائتلاف اصولگرایان (دور ۲)                                                 | ۳۱٬۳۸۴      | ۲۱۶٬۰۹۵     | ۱۴٫۵۲٪   | دور دوم  |          |             | ۱۶۵٬۲۸۹     | رای نیاورد |         |         |
| دهلران و دره‌شهر و آبدانان               | شادمهر کاظم‌زاده | مستقل       | ائتلاف اصولگرایان (دور ۲) اعتدال و توسعه (دور ۲) تدبیر و توسعه            |             | ۱۰۲٬۴۹۲     | ۲۵٬۵۲۲   | ۲۴٫۹۰٪   | دور دوم  |             | ۸۹٬۷۴۲      | ۵۱٬۶۰۴     | ۵۷٫۵۰٪  | برنده   |
| دهلران و دره‌شهر و آبدانان               | علی‌محمد احمدی   | اعتدالگرا   | تدبیر و توسعه (د                                                          | ۲۲٬۷۴۹      | ۱۰۲٬۴۹۲     | ۲۲٫۲۰٪   | دور دوم  |          |             | ۸۹٬۷۴۲      | رای نیاورد |         |         |

### استان بوشهر
| حوزهٔ انتخاباتی          | داوطلب                 | گرایش سیاسی         | فهرست                                         | دور نخست    | دور نخست    | دور نخست | دور نخست | دور نخست |
| حوزهٔ انتخاباتی          | داوطلب                 | گرایش سیاسی         | فهرست                                         | مجموع رای‌ها | رأی‌های درست | شمار رأی | درصد     | نتیجه    |
| ----------------------- | ---------------------- | ------------------- | --------------------------------------------- | ----------- | ----------- | -------- | -------- | -------- |
| بوشهر، گناوه و دیلم     | عبدالحمید خدری         | اعتدالگرا اصلاح طلب | فهرست امید\|امید اعتدال و توسعه تدبیر و توسعه |             | ۱۴۱٬۰۶۱     | ۴۱٬۹۲۲   | ۲۹٫۷۲٪   | برنده    |
| دشتی و تنگستان          | سید کمال الدین شهریاری | اصولگرا             | ائتلاف اصولگرایان معتمدین انقلابی             |             | ۸۵٬۰۱۶      | ۵۴٬۲۰۸   | ۶۳٫۷۶٪   | برنده    |
| دشتستان                 | محمدباقر سعادت         | اصلاح طلب اعتدالگرا | فهرست امید\|امید اعتدال و توسعه تدبیر و توسعه |             | ۱۰۶٬۳۱۵     | ۳۶٬۹۱۶   | ۳۴٫۷۲٪   | برنده    |
| کنگان، عسلویه، دیر و جم | سکینه الماسی           | اعتدالگرا اصلاح طلب | اعتدال و توسعه تدبیر و توسعه                  |             | ۱۱۰٬۶۷۸     | ۴۱٬۸۰۴   | ۳۷٫۷۷٪   | برنده    |

### استان تهران
| حوزهٔ انتخاباتی                        | داوطلب                 | گرایش سیاسی            | فهرست                                                                                    | دور نخست    | دور نخست    | دور نخست  | دور نخست   | دور نخست | دور دوم     | دور دوم     | دور دوم    | دور دوم | دور دوم |
| حوزهٔ انتخاباتی                        | داوطلب                 | گرایش سیاسی            | فهرست                                                                                    | مجموع رای‌ها | رأی‌های درست | شمار رأی  | درصد       | نتیجه    | مجموع رای‌ها | رأی‌های درست | شمار رأی   | درصد    | نتیجه   |
| ------------------------------------- | ---------------------- | ---------------------- | ---------------------------------------------------------------------------------------- | ----------- | ----------- | --------- | ---------- | -------- | ----------- | ----------- | ---------- | ------- | ------- |
| تهران، ری، شمیرانات، اسلامشهر و پردیس | محمدرضا عارف           | اصلاح‌طلب               | فهرست امید\|امید اعتدال و توسعه تدبیر و توسعه                                            |             | ۳٬۲۴۶٬۹۹۱   | ۱٬۶۰۸٬۹۲۶ | ۴۹٫۵۵٪     | برنده    |             |             |            |         |         |
| تهران، ری، شمیرانات، اسلامشهر و پردیس | علی مطهری              | مستقل                  | صدای ملت فهرست امید\|امید اعتدال و توسعه تدبیر و توسعه                                   | ۱٬۴۴۷٬۷۱۳   | ۳٬۲۴۶٬۹۹۱   | ۴۴٫۵۸٪    | برنده      |          |             |             |            |         |         |
| تهران، ری، شمیرانات، اسلامشهر و پردیس | سهیلا جلودارزاده       | اصلاح‌طلب               | فهرست امید\|امید اعتدال و توسعه صدای ملت                                                 | ۱٬۳۳۳٬۳۲۷   | ۳٬۲۴۶٬۹۹۱   | ۴۱٫۰۶٪    | برنده      |          |             |             |            |         |         |
| تهران، ری، شمیرانات، اسلامشهر و پردیس | علیرضا محجوب           | اصلاح‌طلب               | فهرست امید\|امید اعتدال و توسعه صدای ملت تدبیر و توسعه                                   | ۱٬۳۱۱٬۳۷۵   | ۳٬۲۴۶٬۹۹۱   | ۴۰٫۳۸٪    | برنده      |          |             |             |            |         |         |
| تهران، ری، شمیرانات، اسلامشهر و پردیس | الیاس حضرتی            | اصلاح‌طلب               | فهرست امید\|امید اعتدال و توسعه صدای ملت تدبیر و توسعه                                   | ۱٬۲۹۶٬۵۸۰   | ۳٬۲۴۶٬۹۹۱   | ۳۹٫۹۳٪    | برنده      |          |             |             |            |         |         |
| تهران، ری، شمیرانات، اسلامشهر و پردیس | کاظم جلالی             | اصولگرا (رهروان ولایت) | فهرست امید\|امید اعتدال و توسعه صدای ملت تدبیر و توسعه                                   | ۱٬۲۹۲٬۶۸۶   | ۳٬۲۴۶٬۹۹۱   | ۳۹٫۸۱٪    | برنده      |          |             |             |            |         |         |
| تهران، ری، شمیرانات، اسلامشهر و پردیس | فریده اولادقباد        | اصلاح‌طلب               | فهرست امید\|امید اعتدال و توسعه                                                          | ۱٬۲۶۲٬۱۱۲   | ۳٬۲۴۶٬۹۹۱   | ۳۸٫۸۷٪    | برنده      |          |             |             |            |         |         |
| تهران، ری، شمیرانات، اسلامشهر و پردیس | محمدرضا بادامچی        | اصلاح‌طلب               | فهرست امید\|امید اعتدال و توسعه                                                          | ۱٬۲۶۱٬۲۵۲   | ۳٬۲۴۶٬۹۹۱   | ۳۸٫۸۴٪    | برنده      |          |             |             |            |         |         |
| تهران، ری، شمیرانات، اسلامشهر و پردیس | مصطفی کواکبیان         | اصلاح‌طلب               | فهرست امید\|امید اعتدال و توسعه صدای ملت تدبیر و توسعه                                   | ۱٬۲۶۰٬۱۷۴   | ۳٬۲۴۶٬۹۹۱   | ۳۸٫۸۱٪    | برنده      |          |             |             |            |         |         |
| تهران، ری، شمیرانات، اسلامشهر و پردیس | سیده فاطمه حسینی       | اصلاح‌طلب               | فهرست امید\|امید اعتدال و توسعه تدبیر و توسعه                                            | ۱٬۲۱۸٬۷۲۷   | ۳٬۲۴۶٬۹۹۱   | ۳۷٫۵۳٪    | برنده      |          |             |             |            |         |         |
| تهران، ری، شمیرانات، اسلامشهر و پردیس | ابوالفضل سروش          | اصلاح‌طلب               | فهرست امید\|امید اعتدال و توسعه                                                          | ۱٬۲۰۰٬۰۱۸   | ۳٬۲۴۶٬۹۹۱   | ۳۶٫۹۵٪    | برنده      |          |             |             |            |         |         |
| تهران، ری، شمیرانات، اسلامشهر و پردیس | پروانه سلحشوری         | اصلاح‌طلب               | فهرست امید\|امید اعتدال و توسعه                                                          | ۱٬۱۹۸٬۷۶۰   | ۳٬۲۴۶٬۹۹۱   | ۳۶٫۹۱٪    | برنده      |          |             |             |            |         |         |
| تهران، ری، شمیرانات، اسلامشهر و پردیس | غلامرضا حیدری          | اصلاح‌طلب               | فهرست امید\|امید اعتدال و توسعه                                                          | ۱٬۱۸۰٬۰۹۵   | ۳٬۲۴۶٬۹۹۱   | ۳۶٫۳۴٪    | برنده      |          |             |             |            |         |         |
| تهران، ری، شمیرانات، اسلامشهر و پردیس | فاطمه سعیدی            | اصلاح‌طلب               | فهرست امید\|امید اعتدال و توسعه                                                          | ۱٬۱۷۶٬۹۰۵   | ۳٬۲۴۶٬۹۹۱   | ۳۶٫۲۴٪    | برنده      |          |             |             |            |         |         |
| تهران، ری، شمیرانات، اسلامشهر و پردیس | مهدی شیخ               | اصلاح‌طلب               | فهرست امید\|امید اعتدال و توسعه                                                          | ۱٬۱۷۴٬۴۱۰   | ۳٬۲۴۶٬۹۹۱   | ۳۶٫۱۶٪    | برنده      |          |             |             |            |         |         |
| تهران، ری، شمیرانات، اسلامشهر و پردیس | علی نوبخت حقیقی        | اعتدالگرا              | اعتدال و توسعه فهرست امید\|امید صدای ملت تدبیر و توسعه                                   | ۱٬۱۷۳٬۰۳۶   | ۳٬۲۴۶٬۹۹۱   | ۳۶٫۱۲٪    | برنده      |          |             |             |            |         |         |
| تهران، ری، شمیرانات، اسلامشهر و پردیس | محمود صادقی            | اصلاح‌طلب               | فهرست امید\|امید اعتدال و توسعه صدای ملت                                                 | ۱٬۱۶۴٬۳۶۸   | ۳٬۲۴۶٬۹۹۱   | ۳۵٫۸۵٪    | برنده      |          |             |             |            |         |         |
| تهران، ری، شمیرانات، اسلامشهر و پردیس | محمدعلی وکیلی          | اصلاح‌طلب               | فهرست امید\|امید اعتدال و توسعه صدای ملت تدبیر و توسعه                                   | ۱٬۱۶۳٬۰۵۲   | ۳٬۲۴۶٬۹۹۱   | ۳۵٫۸۱٪    | برنده      |          |             |             |            |         |         |
| تهران، ری، شمیرانات، اسلامشهر و پردیس | پروانه مافی            | اصلاح‌طلب               | فهرست امید\|امید اعتدال و توسعه صدای ملت                                                 | ۱٬۱۶۲٬۱۹۵   | ۳٬۲۴۶٬۹۹۱   | ۳۵٫۷۹٪    | برنده      |          |             |             |            |         |         |
| تهران، ری، شمیرانات، اسلامشهر و پردیس | بهروز نعمتی            | اصولگرا (رهروان ولایت) | فهرست امید\|امید اعتدال و توسعه صدای ملت تدبیر و توسعه                                   | ۱٬۱۵۸٬۰۳۶   | ۳٬۲۴۶٬۹۹۱   | ۳۵٫۶۶٪    | برنده      |          |             |             |            |         |         |
| تهران، ری، شمیرانات، اسلامشهر و پردیس | سیده فاطمه ذوالقدر     | اصلاح‌طلب               | فهرست امید\|امید اعتدال و توسعه                                                          | ۱٬۱۵۵٬۲۸۴   | ۳٬۲۴۶٬۹۹۱   | ۳۵٫۵۸٪    | برنده      |          |             |             |            |         |         |
| تهران، ری، شمیرانات، اسلامشهر و پردیس | محمدجواد فتحی          | اصلاح‌طلب               | فهرست امید\|امید اعتدال و توسعه                                                          | ۱٬۱۳۹٬۷۱۰   | ۳٬۲۴۶٬۹۹۱   | ۳۵٫۱۰٪    | برنده      |          |             |             |            |         |         |
| تهران، ری، شمیرانات، اسلامشهر و پردیس | طیبه سیاوشی شاه عنایتی | اصلاح‌طلب               | فهرست امید\|امید اعتدال و توسعه                                                          | ۱٬۱۲۸٬۳۷۰   | ۳٬۲۴۶٬۹۹۱   | ۳۴٫۷۵٪    | برنده      |          |             |             |            |         |         |
| تهران، ری، شمیرانات، اسلامشهر و پردیس | سید فرید موسوی         | اصلاح‌طلب               | فهرست امید\|امید اعتدال و توسعه                                                          | ۱٬۱۲۵٬۹۹۲   | ۳٬۲۴۶٬۹۹۱   | ۳۴٫۶۷٪    | برنده      |          |             |             |            |         |         |
| تهران، ری، شمیرانات، اسلامشهر و پردیس | احمد مازنی             | اصلاح‌طلب               | فهرست امید\|امید اعتدال و توسعه                                                          | ۱٬۱۲۵٬۶۰۸   | ۳٬۲۴۶٬۹۹۱   | ۳۴٫۶۶٪    | برنده      |          |             |             |            |         |         |
| تهران، ری، شمیرانات، اسلامشهر و پردیس | محسن علیجانی زمانی     | اصلاح‌طلب               | فهرست امید\|امید اعتدال و توسعه                                                          | ۱٬۱۲۲٬۲۵۶   | ۳٬۲۴۶٬۹۹۱   | ۳۴٫۵۶٪    | برنده      |          |             |             |            |         |         |
| تهران، ری، شمیرانات، اسلامشهر و پردیس | داوود محمدی            | اصلاح‌طلب               | فهرست امید\|امید اعتدال و توسعه                                                          | ۱٬۱۲۱٬۰۴۲   | ۳٬۲۴۶٬۹۹۱   | ۳۴٫۵۲٪    | برنده      |          |             |             |            |         |         |
| تهران، ری، شمیرانات، اسلامشهر و پردیس | محمدرضا نجفی           | اصلاح‌طلب               | فهرست امید\|امید اعتدال و توسعه                                                          | ۱٬۱۱۸٬۱۱۹   | ۳٬۲۴۶٬۹۹۱   | ۳۴٫۴۳٪    | برنده      |          |             |             |            |         |         |
| تهران، ری، شمیرانات، اسلامشهر و پردیس | علیرضا رحیمی           | اصلاح‌طلب               | فهرست امید\|امید اعتدال و توسعه                                                          | ۱٬۱۱۴٬۸۳۹   | ۳٬۲۴۶٬۹۹۱   | ۳۴٫۳۳٪    | برنده      |          |             |             |            |         |         |
| تهران، ری، شمیرانات، اسلامشهر و پردیس | عبدالرضا هاشم زائی     | اصلاح‌طلب               | فهرست امید\|امید اعتدال و توسعه                                                          | ۱٬۰۷۸٬۸۱۷   | ۳٬۲۴۶٬۹۹۱   | ۳۳٫۲۲٪    | برنده      |          |             |             |            |         |         |
| تهران، ری، شمیرانات، اسلامشهر و پردیس | غلامعلی حداد عادل      | اصولگرا                | ائتلاف اصولگرایان معتمدین انقلابی                                                        | ۱٬۰۵۷٬۶۳۹   | ۳٬۲۴۶٬۹۹۱   | ۳۲٫۵۷٪    | رای نیاورد |          |             |             |            |         |         |
| تهران، ری، شمیرانات، اسلامشهر و پردیس | مرتضی آقاتهرانی        | اصولگرا                | ائتلاف اصولگرایان معتمدین انقلابی                                                        | ۸۸۴٬۰۳۴     | ۳٬۲۴۶٬۹۹۱   | ۲۷٫۲۲٪    | رای نیاورد |          |             |             |            |         |         |
| تهران، ری، شمیرانات، اسلامشهر و پردیس | محمدحسن ابوترابی فرد   | اصولگرا                | ائتلاف اصولگرایان معتمدین انقلابی                                                        | ۸۷۱٬۴۹۷     | ۳٬۲۴۶٬۹۹۱   | ۲۶٫۸۴٪    | رای نیاورد |          |             |             |            |         |         |
| تهران، ری، شمیرانات، اسلامشهر و پردیس | احمد توکلی             | اصولگرا                | ائتلاف اصولگرایان معتمدین انقلابی                                                        | ۸۶۲٬۷۲۳     | ۳٬۲۴۶٬۹۹۱   | ۲۶٫۵۶٪    | رای نیاورد |          |             |             |            |         |         |
| تهران، ری، شمیرانات، اسلامشهر و پردیس | مرضیه وحید دستجردی     | اصولگرا                | ائتلاف اصولگرایان معتمدین انقلابی                                                        | ۸۶۰٬۳۳۳     | ۳٬۲۴۶٬۹۹۱   | ۲۶٫۴۹٪    | رای نیاورد |          |             |             |            |         |         |
| تهران، ری، شمیرانات، اسلامشهر و پردیس | بیژن نوباوه وطن        | اصولگرا                | ائتلاف اصولگرایان معتمدین انقلابی                                                        | ۷۸۲٬۰۹۴     | ۳٬۲۴۶٬۹۹۱   | ۲۴٫۰۸٪    | رای نیاورد |          |             |             |            |         |         |
| تهران، ری، شمیرانات، اسلامشهر و پردیس | مهرداد بذرپاش          | اصولگرا                | ائتلاف اصولگرایان معتمدین انقلابی                                                        | ۷۷۷٬۸۷۱     | ۳٬۲۴۶٬۹۹۱   | ۲۳٫۹۵٪    | رای نیاورد |          |             |             |            |         |         |
| تهران، ری، شمیرانات، اسلامشهر و پردیس | یحیی آل اسحاق          | اصولگرا                | ائتلاف اصولگرایان معتمدین انقلابی                                                        | ۷۷۰٬۳۳۳     | ۳٬۲۴۶٬۹۹۱   | ۲۳٫۷۲٪    | رای نیاورد |          |             |             |            |         |         |
| تهران، ری، شمیرانات، اسلامشهر و پردیس | علیرضا زاکانی          | اصولگرا                | ائتلاف اصولگرایان معتمدین انقلابی                                                        | ۷۶۷٬۲۵۸     | ۳٬۲۴۶٬۹۹۱   | ۲۳٫۶۲٪    | رای نیاورد |          |             |             |            |         |         |
| تهران، ری، شمیرانات، اسلامشهر و پردیس | فاطمه رهبر             | اصولگرا                | ائتلاف اصولگرایان معتمدین انقلابی                                                        | ۷۶۳٬۰۸۲     | ۳٬۲۴۶٬۹۹۱   | ۲۳٫۵۰٪    | رای نیاورد |          |             |             |            |         |         |
| تهران، ری، شمیرانات، اسلامشهر و پردیس | فاطمه آلیا             | اصولگرا                | ائتلاف اصولگرایان معتمدین انقلابی                                                        | ۷۵۳٬۶۳۴     | ۳٬۲۴۶٬۹۹۱   | ۲۳٫۲۱٪    | رای نیاورد |          |             |             |            |         |         |
| تهران، ری، شمیرانات، اسلامشهر و پردیس | لاله افتخاری           | اصولگرا                | ائتلاف اصولگرایان معتمدین انقلابی                                                        | ۷۴۶٬۱۳۹     | ۳٬۲۴۶٬۹۹۱   | ۲۲٫۹۷٪    | رای نیاورد |          |             |             |            |         |         |
| تهران، ری، شمیرانات، اسلامشهر و پردیس | مجتبی رحماندوست        | اصولگرا                | ائتلاف اصولگرایان معتمدین انقلابی                                                        | ۷۳۱٬۷۱۰     | ۳٬۲۴۶٬۹۹۱   | ۲۲٫۷۱٪    | رای نیاورد |          |             |             |            |         |         |
| تهران، ری، شمیرانات، اسلامشهر و پردیس | محمد سلیمانی           | اصولگرا                | ائتلاف اصولگرایان معتمدین انقلابی                                                        | ۷۲۱٬۶۰۳     | ۳٬۲۴۶٬۹۹۱   | ۲۲٫۲۲٪    | رای نیاورد |          |             |             |            |         |         |
| تهران، ری، شمیرانات، اسلامشهر و پردیس | غلامرضا مصباحی مقدم    | اصولگرا                | ائتلاف اصولگرایان معتمدین انقلابی                                                        | ۷۲۰٬۴۷۱     | ۳٬۲۴۶٬۹۹۱   | ۲۲٫۱۸٪    | رای نیاورد |          |             |             |            |         |         |
| تهران، ری، شمیرانات، اسلامشهر و پردیس | الیاس نادران           | اصولگرا                | ائتلاف اصولگرایان معتمدین انقلابی                                                        | ۷۲۰٬۱۳۱     | ۳٬۲۴۶٬۹۹۱   | ۲۲٫۱۷٪    | رای نیاورد |          |             |             |            |         |         |
| تهران، ری، شمیرانات، اسلامشهر و پردیس | حسین مظفر              | اصولگرا                | ائتلاف اصولگرایان معتمدین انقلابی                                                        | ۷۱۵٬۷۳۱     | ۳٬۲۴۶٬۹۹۱   | ۲۲٫۰۴٪    | رای نیاورد |          |             |             |            |         |         |
| تهران، ری، شمیرانات، اسلامشهر و پردیس | پرویز داودی            | اصولگرا                | ائتلاف اصولگرایان معتمدین انقلابی                                                        | ۷۱۵٬۲۵۶     | ۳٬۲۴۶٬۹۹۱   | ۲۲٫۰۲٪    | رای نیاورد |          |             |             |            |         |         |
| تهران، ری، شمیرانات، اسلامشهر و پردیس | زهره الهیان            | اصولگرا                | ائتلاف اصولگرایان معتمدین انقلابی                                                        | ۷۰۹٬۴۳۲     | ۳٬۲۴۶٬۹۹۱   | ۲۱٫۸۴٪    | رای نیاورد |          |             |             |            |         |         |
| تهران، ری، شمیرانات، اسلامشهر و پردیس | اسماعیل کوثری          | اصولگرا                | ائتلاف اصولگرایان معتمدین انقلابی                                                        | ۷۰۴٬۷۱۴     | ۳٬۲۴۶٬۹۹۱   | ۲۱٫۷۰٪    | رای نیاورد |          |             |             |            |         |         |
| تهران، ری، شمیرانات، اسلامشهر و پردیس | محمدنبی حبیبی          | اصولگرا                | ائتلاف اصولگرایان معتمدین انقلابی                                                        | ۶۹۲٬۹۰۲     | ۳٬۲۴۶٬۹۹۱   | ۲۱٫۳۳٪    | رای نیاورد |          |             |             |            |         |         |
| تهران، ری، شمیرانات، اسلامشهر و پردیس | محمود نبویان           | اصولگرا                | ائتلاف اصولگرایان معتمدین انقلابی                                                        | ۶۹۲٬۸۸۷     | ۳٬۲۴۶٬۹۹۱   | ۲۱٫۳۳٪    | رای نیاورد |          |             |             |            |         |         |
| تهران، ری، شمیرانات، اسلامشهر و پردیس | سید علی قریشی          | اصولگرا                | ائتلاف اصولگرایان معتمدین انقلابی                                                        | ۶۹۲٬۲۵۸     | ۳٬۲۴۶٬۹۹۱   | ۲۱٫۳۱٪    | رای نیاورد |          |             |             |            |         |         |
| تهران، ری، شمیرانات، اسلامشهر و پردیس | زهره طبیب‌زاده نوری     | اصولگرا                | ائتلاف اصولگرایان معتمدین انقلابی                                                        | ۶۷۵٬۳۸۹     | ۳٬۲۴۶٬۹۹۱   | ۲۰٫۸۰٪    | رای نیاورد |          |             |             |            |         |         |
| تهران، ری، شمیرانات، اسلامشهر و پردیس | لطف‌الله فروزنده دهکردی | اصولگرا                | ائتلاف اصولگرایان معتمدین انقلابی                                                        | ۶۷۱٬۳۹۳     | ۳٬۲۴۶٬۹۹۱   | ۲۰٫۶۷٪    | رای نیاورد |          |             |             |            |         |         |
| تهران، ری، شمیرانات، اسلامشهر و پردیس | حجت‌الله عبدالملکی      | اصولگرا                | ائتلاف اصولگرایان معتمدین انقلابی                                                        | ۶۶۷٬۱۷۸     | ۳٬۲۴۶٬۹۹۱   | ۲۰٫۵۴٪    | رای نیاورد |          |             |             |            |         |         |
| تهران، ری، شمیرانات، اسلامشهر و پردیس | مهدی وکیل پور          | اصولگرا                | ائتلاف اصولگرایان معتمدین انقلابی                                                        | ۶۶۵٬۰۱۸     | ۳٬۲۴۶٬۹۹۱   | ۲۰٫۴۸٪    | رای نیاورد |          |             |             |            |         |         |
| تهران، ری، شمیرانات، اسلامشهر و پردیس | محمد جواد عامری شهرابی | اصولگرا                | ائتلاف اصولگرایان معتمدین انقلابی                                                        | ۶۵۴٬۱۹۰     | ۳٬۲۴۶٬۹۹۱   | ۲۰٫۱۴٪    | رای نیاورد |          |             |             |            |         |         |
| تهران، ری، شمیرانات، اسلامشهر و پردیس | مسعود میرکاظمی         | اصولگرا                | ائتلاف اصولگرایان معتمدین انقلابی                                                        | ۶۲۷٬۰۳۵     | ۳٬۲۴۶٬۹۹۱   | ۱۹٫۳۱٪    | رای نیاورد |          |             |             |            |         |         |
| تهران، ری، شمیرانات، اسلامشهر و پردیس | محمد ناظمی اردکانی     | اصولگرا                | ائتلاف اصولگرایان معتمدین انقلابی                                                        | ۶۲۶٬۸۲۵     | ۳٬۲۴۶٬۹۹۱   | ۱۹٫۳۰٪    | رای نیاورد |          |             |             |            |         |         |
| تهران، ری، شمیرانات، اسلامشهر و پردیس | محمد میرکاظمی          | اصولگرا                | بدون فهرست                                                                               | ۸۰٬۵۵۶      | ۳٬۲۴۶٬۹۹۱   | ۲٫۴۸٪     | رای نیاورد |          |             |             |            |         |         |
| تهران، ری، شمیرانات، اسلامشهر و پردیس | حسین طلا               | اصولگرا                | بدون فهرست                                                                               | ۷۴٬۴۵۸      | ۳٬۲۴۶٬۹۹۱   | ۲٫۲۹٪     | رای نیاورد |          |             |             |            |         |         |
| تهران، ری، شمیرانات، اسلامشهر و پردیس | مهدی کوچک زاده         | اصولگرا                | بدون فهرست                                                                               | ۴۶٬۵۲۱      | ۳٬۲۴۶٬۹۹۱   | ۱٫۴۳٪     | رای نیاورد |          |             |             |            |         |         |
| تهران، ری، شمیرانات، اسلامشهر و پردیس | سید محمد غرضی          | مستقل                  | بدون فهرست                                                                               | ۳۴٬۱۵۰      | ۳٬۲۴۶٬۹۹۱   | ۱٫۰۵٪     | رای نیاورد |          |             |             |            |         |         |
| تهران، ری، شمیرانات، اسلامشهر و پردیس | سید شهاب الدین صدر     | اصولگرا                | بدون فهرست                                                                               | ۳۲٬۶۲۴      | ۳٬۲۴۶٬۹۹۱   | ۱٪        | رای نیاورد |          |             |             |            |         |         |
| تهران، ری، شمیرانات، اسلامشهر و پردیس | علی فلاحیان            | اصولگرا                | بدون فهرست                                                                               | ۴٬۶۸۳       | ۳٬۲۴۶٬۹۹۱   | ۰٫۱۴٪     | رای نیاورد |          |             |             |            |         |         |
| پاکدشت                                | محمد قمی               | اصلاح‌طلب               | فهرست امید\|امید اعتدال و توسعه تدبیر و توسعه                                            |             | ۹۰٬۶۰۸      | ۴۶٬۳۹۸    | ۵۱٫۲۱٪     | برنده    |             |             |            |         |         |
| پاکدشت                                | فرهاد بشیری            | اصولگرا                | ائتلاف اصولگرایان معتمدین انقلابی                                                        | ۲۷٬۱۵۸      | ۹۰٬۶۰۸      | ۲۹٫۹۷٪    | رای نیاورد |          |             |             |            |         |         |
| دماوند و فیروزکوه                     | قاسم میرزایی نیکو      | اصلاح‌طلب               | فهرست امید\|امید اعتدال و توسعه صدای ملت تدبیر و توسعه (دور ۲) جبههٔ اعتدالگرایان (دور ۲) |             | ۶۵٬۹۶۳      | ۱۰٬۲۵۹    | ۱۵٫۵۵٪     | دور دوم  |             | ۳۶٬۵۲۷      | ۲۰٬۶۵۹     | ۵۶٫۵۵٪  | برنده   |
| دماوند و فیروزکوه                     | احمد رسولی‌نژاد         | اصولگرا                | ائتلاف اصولگرایان                                                                        | ۱۲٬۷۵۰      | ۶۵٬۹۶۳      | ۱۹٫۳۳٪    | دور دوم    |          |             | ۳۶٬۵۲۷      | رای نیاورد |         |         |
| رباط کریم                             | حسن نوروزی             | اصولگرا                | ائتلاف اصولگرایان معتمدین انقلابی                                                        |             | ۲۳۴٬۲۳۰     | ۴۸٬۸۴۱    | ۲۰٫۸۵٪     | دور دوم  |             | ۸۹٬۸۶۹      | ۵۴٬۵۲۱     | ۶۰٫۶۶٪  | برنده   |
| رباط کریم                             | ابراهیم نکو            | اعتدالگرا              | فهرست امید\|امید اعتدال و توسعه تدبیر و توسعه جبههٔ اعتدالگرایان (دور ۲)                  | ۳۳٬۳۱۱      | ۲۳۴٬۲۳۰     | ۱۴٫۲۲٪    | دور دوم    |          |             | ۸۹٬۸۶۹      | رای نیاورد |         |         |
| شهریار                                | محمد محمودی شاه‌نشین    | اصلاح‌طلب               | فهرست امید\|امید تدبیر و توسعه                                                           |             | ۳۷۱٬۸۹۶     | ۶۷٬۹۶۶    | ۱۸٫۲۸٪     | دور دوم  |             | ۱۳۳٬۸۷۱     | ۸۱٬۸۲۶     | ۶۱٫۱۲٪  | برنده   |
| شهریار                                | حسین گروسی             | اعتدالگرا              | اعتدال و توسعه (دور ۲)                                                                   | ۷۵٬۵۲۴      | ۳۷۱٬۸۹۶     | ۲۰٫۳۱٪    | دور دوم    |          |             | ۱۳۳٬۸۷۱     | رای نیاورد |         |         |
| ورامین                                | سید حسین نقوی حسینی    | اصولگرا                | ائتلاف اصولگرایان معتمدین انقلابی                                                        |             | ۱۹۴٬۸۶۶     | ۹۵٬۱۴۴    | ۴۸٫۸۳٪     | برنده    |             |             |            |         |         |

### استان چهارمحال و بختیاری
| حوزهٔ انتخاباتی                | داوطلب                | گرایش سیاسی          | فهرست                                                                           | دور نخست    | دور نخست    | دور نخست | دور نخست | دور نخست | دور دوم     | دور دوم     | دور دوم    | دور دوم | دور دوم |
| حوزهٔ انتخاباتی                | داوطلب                | گرایش سیاسی          | فهرست                                                                           | مجموع رای‌ها | رأی‌های درست | شمار رأی | درصد     | نتیجه    | مجموع رای‌ها | رأی‌های درست | شمار رأی   | درصد    | نتیجه   |
| ----------------------------- | --------------------- | -------------------- | ------------------------------------------------------------------------------- | ----------- | ----------- | -------- | -------- | -------- | ----------- | ----------- | ---------- | ------- | ------- |
| شهرکرد و سامان و بن           | اردشیر نوریان         | اصلاح‌طلب (اعتدالگرا) | فهرست امید\|امید اعتدال و توسعه تدبیر و توسعه                                   |             | ۱۵۲٬۰۵۰     | ۴۲٬۱۵۲   | ۲۷٫۷۲٪   | برنده    |             |             |            |         |         |
| اردل و فارسان و کوهرنگ و کیار | علی کاظمی باباحیدری   | اصلاح‌طلب             | فهرست امید\|امید اعتدال و توسعه (دور ۲) تدبیر و توسعه جبههٔ اعتدالگرایان (دور ۲) |             | ۱۵۱٬۲۷۱     | ۲۱٬۹۵۶   | ۱۴٫۵۱٪   | دور دوم  |             | ۸۰٬۳۶۷      | ۵۱٬۵۸۸     | ۶۴٫۱۹٪  | برنده   |
| اردل و فارسان و کوهرنگ و کیار | قدرت‌الله حمزه شلمزاری | اصولگرا              | ائتلاف اصولگرایان معتمدین انقلابی                                               | ۱۸٬۱۹۷      | ۱۵۱٬۲۷۱     | ۱۲٫۰۳٪   | دور دوم  |          |             | ۸۰٬۳۶۷      | رای نیاورد |         |         |
| بروجن                         | خدیجه ربیعی فرادنبه   | اصولگرا اعتدالگرا    | تدبیر و توسعه جبههٔ اعتدالگرایان (دور ۲)                                         |             | ۶۴٬۱۸۲      | ۱۴٬۶۴۲   | ۲۲٫۸۱٪   | دور دوم  |             | ۴۱٬۲۵۳      | ۲۲٬۲۷۵     | ۵۳٫۹۹٪  | برنده   |
| بروجن                         | علی نادری فرد         | اصلاح‌طلب             |                                                                                 | ۱۰٬۱۰۸      | ۶۴٬۱۸۲      | ۱۵٫۷۵٪   | دور دوم  |          |             | ۴۱٬۲۵۳      | رای نیاورد |         |         |
| لردگان                        | محمد خالدی سردشتی     | اصلاح‌طلب             | تدبیر و توسعه                                                                   |             | ۱۲۷٬۵۴۷     | ۳۸٬۷۵۱   | ۳۰٫۳۸٪   | برنده    |             |             |            |         |         |

### استان خراسان جنوبی
| حوزهٔ انتخاباتی              | داوطلب              | گرایش سیاسی | فهرست                             | دور نخست    | دور نخست    | دور نخست | دور نخست | دور نخست |
| حوزهٔ انتخاباتی              | داوطلب              | گرایش سیاسی | فهرست                             | مجموع رای‌ها | رأی‌های درست | شمار رأی | درصد     | نتیجه    |
| --------------------------- | ------------------- | ----------- | --------------------------------- | ----------- | ----------- | -------- | -------- | -------- |
| بیرجند و درمیان             | سید محمدباقر عبادی  | اصولگرا     | ائتلاف اصولگرایان معتمدین انقلابی |             | ۱۷۲٬۵۴۳     | ۵۹٬۳۶۱   | ۳۴٫۴۰٪   | برنده    |
| نهبندان و سربیشه            | نظر افضلی           | اصولگرا     | ائتلاف اصولگرایان معتمدین انقلابی |             | ۵۴٬۸۶۳      | ۱۹٬۵۵۳   | ۳۵٫۶۴٪   | برنده    |
| قائنات                      | فرهاد فلاحتی        | اصولگرا     | ائتلاف اصولگرایان معتمدین انقلابی |             | ۸۵٬۲۱۶      | ۳۰٬۰۱۲   | ۳۵٫۲۲٪   | برنده    |
| فردوس، طبس، سرایان و بشرویه | محمدرضا امیرحسنخانی | اصولگرا     | تدبیر و توسعه جبههٔ اعتدال         |             | ۱۰۴٬۲۱۴     | ۵۱٬۶۱۵   | ۴۹٫۵۳٪   | برنده    |

### استان خراسان رضوی
| حوزهٔ انتخاباتی                   | داوطلب                      | گرایش سیاسی          | فهرست                                                                                   | دور نخست    | دور نخست    | دور نخست | دور نخست   | دور نخست | دور دوم     | دور دوم     | دور دوم    | دور دوم | دور دوم |
| حوزهٔ انتخاباتی                   | داوطلب                      | گرایش سیاسی          | فهرست                                                                                   | مجموع رای‌ها | رأی‌های درست | شمار رأی | درصد       | نتیجه    | مجموع رای‌ها | رأی‌های درست | شمار رأی   | درصد    | نتیجه   |
| -------------------------------- | --------------------------- | -------------------- | --------------------------------------------------------------------------------------- | ----------- | ----------- | -------- | ---------- | -------- | ----------- | ----------- | ---------- | ------- | ------- |
| مشهد و کلات                      | سید امیرحسین قاضی‌زاده هاشمی | اصولگرا              | ائتلاف اصولگرایان معتمدین انقلابی                                                       |             | ۱٬۰۷۱٬۵۶۱   | ۳۸۶٬۴۲۰  | ۳۶٫۰۶٪     | برنده    |             |             |            |         |         |
| مشهد و کلات                      | نصرالله پژمان‌فر             | اصولگرا              | ائتلاف اصولگرایان معتمدین انقلابی                                                       | ۳۸۰٬۵۳۶     | ۱٬۰۷۱٬۵۶۱   | ۳۵٫۵۱٪   | برنده      |          |             |             |            |         |         |
| مشهد و کلات                      | محمدحسین حسین‌زاده بحرینی    | اصولگرا              | ائتلاف اصولگرایان معتمدین انقلابی                                                       | ۳۵۷٬۰۲۱     | ۱٬۰۷۱٬۵۶۱   | ۳۳٫۳۲٪   | برنده      |          |             |             |            |         |         |
| مشهد و کلات                      | رضا شیران خراسانی           | اصولگرا              | ائتلاف اصولگرایان معتمدین انقلابی                                                       | ۳۴۹٬۰۷۵     | ۱٬۰۷۱٬۵۶۱   | ۳۲٫۵۸٪   | برنده      |          |             |             |            |         |         |
| مشهد و کلات                      | جواد کریمی قدوسی            | اصولگرا              | ائتلاف اصولگرایان معتمدین انقلابی                                                       | ۳۲۸٬۶۹۰     | ۱٬۰۷۱٬۵۶۱   | ۳۰٫۶۷٪   | برنده      |          |             |             |            |         |         |
| مشهد و کلات                      | حسین امینی                  | اصلاح‌طلب             | فهرست امید\|امید اعتدال و توسعه صدای ملت                                                | ۲۷۲٬۰۷۰     | ۱٬۰۷۱٬۵۶۱   | ۲۵٫۳۹٪   | رای نیاورد |          |             |             |            |         |         |
| مشهد و کلات                      | نسرین یوسفی                 | اصلاح‌طلب             | فهرست امید\|امید                                                                        | ۲۵۱٬۱۸۵     | ۱٬۰۷۱٬۵۶۱   | ۲۳٫۴۴٪   | رای نیاورد |          |             |             |            |         |         |
| مشهد و کلات                      | علیرضا شهریاری              | اصلاح‌طلب             | فهرست امید\|امید                                                                        | ۲۴۰٬۲۱۹     | ۱٬۰۷۱٬۵۶۱   | ۲۲٫۴۱٪   | رای نیاورد |          |             |             |            |         |         |
| مشهد و کلات                      | محمدرضا کلایی               | اصلاح‌طلب             | فهرست امید\|امید                                                                        | ۲۳۵٬۶۹۵     | ۱٬۰۷۱٬۵۶۱   | ۲۱٫۹۹٪   | رای نیاورد |          |             |             |            |         |         |
| مشهد و کلات                      | تقی ابراهیمی سالاری         | اصلاح‌طلب             | فهرست امید\|امید                                                                        | ۲۲۶٬۶۴۵     | ۱٬۰۷۱٬۵۶۱   | ۲۱٫۱۵٪   | رای نیاورد |          |             |             |            |         |         |
| تربت جام و تایباد                | جلیل رحیمی                  | اصلاح‌طلب             | اعتدال و توسعه تدبیر و توسعه جبههٔ اعتدال                                                |             | ۱۹۹٬۷۳۴     | ۱۰۸٬۹۳۴  | ۵۴٫۵۴٪     | برنده    |             |             |            |         |         |
| تربت حیدریه و مه ولات            | سعید باستانی                | اصلاح‌طلب (اعتدالگرا) | فهرست امید\|امید (دور ۲) اعتدال و توسعه تدبیر و توسعه (دور ۲) جبههٔ اعتدالگرایان (دور ۲) |             | ۱۶۷٬۳۹۱     | ۳۹٬۵۷۱   | ۲۳٫۶۴٪     | دور دوم  |             | ۱۰۷٬۶۴۳     | ۶۶٬۷۳۷     | ۶۱٫۹۹٪  | برنده   |
| تربت حیدریه و مه ولات            | ابوالقاسم خسروی سهل آبادی   | اصولگرا              | ائتلاف اصولگرایان معتمدین انقلابی                                                       | ۳۱٬۳۱۷      | ۱۶۷٬۳۹۱     | ۱۸٫۷۱٪   | دور دوم    | ۴۰٬۹۶۰   | ۳۸٫۰۵٪      | ۱۰۷٬۶۴۳     | رای نیاورد |         |         |
| چناران و بینالود                 | محمد دهقانی نقندر           | اصولگرا              | ائتلاف اصولگرایان معتمدین انقلابی                                                       |             | ۱۲۱٬۴۲۵     | ۳۹٬۰۶۲   | ۳۲٫۱۷٪     | برنده    |             |             |            |         |         |
| خواف و رشتخوار                   | محمود نگهبان سلامی          | اصلاح‌طلب             | تدبیر و توسعه جبههٔ اعتدال                                                               |             | ۱۱۳٬۳۵۷     | ۴۴٬۳۷۹   | ۳۹٫۱۵٪     | برنده    |             |             |            |         |         |
| درگز                             | عبدالله حاتمیان             | اصلاح‌طلب             | فهرست امید\|امید تدبیر و توسعه جبههٔ اعتدال                                              |             | ۴۱٬۸۶۵      | ۱۱٬۹۲۰   | ۲۸٫۴۷٪     | برنده    |             |             |            |         |         |
| سبزوار و جغتای و جوین            | حسین مقصودی                 | اصولگرا              |                                                                                         |             | ۲۳۷٬۹۷۷     | ۱۰۲٬۳۴۵  | ۴۳٫۰۱٪     | برنده    |             |             |            |         |         |
| سبزوار و جغتای و جوین            | رمضانعلی سبحانی‌فر           | اصلاح‌طلب             | فهرست امید\|امید اعتدال و توسعه تدبیر و توسعه جبههٔ اعتدال                               | ۷۵٬۳۰۸      | ۲۳۷٬۹۷۷     | ۳۱٫۶۵٪   | برنده      |          |             |             |            |         |         |
| فریمان و سرخس و احمدآباد و رضویه | سید احسان قاضی‌زاده هاشمی    | اصولگرا              | ائتلاف اصولگرایان معتمدین انقلابی                                                       |             | ۱۳۵٬۴۱۹     | ۳۶٬۷۴۳   | ۲۷٫۱۳٪     | برنده    |             |             |            |         |         |
| قوچان و فاروج                    | هادی شوشتری                 | اصلاح‌طلب             | اعتدال و توسعه صدای ملت تدبیر و توسعه جبههٔ اعتدال                                       |             | ۱۱۶٬۷۵۰     | ۴۱٬۲۱۸   | ۳۵٫۳۰٪     | برنده    |             |             |            |         |         |
| کاشمر و خلیل‌آباد و بردسکن        | بهروز بنیادی                | اصلاح‌طلب             | فهرست امید\|امید اعتدال و توسعه جبههٔ اعتدال                                             |             | ۱۶۲٬۲۱۵     | ۴۸٬۶۶۰   | ۳۰٪        | برنده    |             |             |            |         |         |
| گناباد و بجستان                  | حمید بنایی                  | اصولگرا              |                                                                                         |             | ۷۱٬۰۴۵      | ۱۹٬۹۰۱   | ۲۸٫۰۱٪     | برنده    |             |             |            |         |         |
| نیشابور و تخت جلگه               | حمید گرمابی                 | اصلاح‌طلب             | فهرست امید\|امید                                                                        |             | ۲۳۸٬۷۱۱     | ۷۵٬۶۸۶   | ۳۱٫۷۱٪     | برنده    |             |             |            |         |         |
| نیشابور و تخت جلگه               | هاجر چنارانی                | اصولگرا              |                                                                                         | ۷۵٬۳۸۴      | ۲۳۸٬۷۱۱     | ۳۱٫۵۸٪   | برنده      |          |             |             |            |         |         |

### استان خراسان شمالی
| حوزهٔ انتخاباتی                 | داوطلب         | گرایش سیاسی       | فهرست                                                                               | دور نخست    | دور نخست    | دور نخست | دور نخست | دور نخست |
| حوزهٔ انتخاباتی                 | داوطلب         | گرایش سیاسی       | فهرست                                                                               | مجموع رای‌ها | رأی‌های درست | شمار رأی | درصد     | نتیجه    |
| ------------------------------ | -------------- | ----------------- | ----------------------------------------------------------------------------------- | ----------- | ----------- | -------- | -------- | -------- |
| بجنورد و مانه و سملقان و جاجرم | علی اکبری      | اصلاح‌طلب          | فهرست امید\|امید اعتدال و توسعه تدبیر و توسعه جبههٔ اعتدال                           |             | ۲۶۰٬۳۷۱     | ۱۰۳٬۰۴۶  | ۳۹٫۵۸٪   | برنده    |
| بجنورد و مانه و سملقان و جاجرم | علی قربانی     | اصلاح‌طلب          | فهرست امید\|امید جبههٔ اعتدال                                                        | ۹۹٬۲۰۴      | ۲۶۰٬۳۷۱     | ۳۸٫۱۰٪   | برنده    |          |
| اسفراین                        | هادی قوامی     | اصولگرا اعتدالگرا | ائتلاف اصولگرایان اعتدال و توسعه معتمدین انقلابی صدای ملت تدبیر و توسعه جبههٔ اعتدال |             | ۷۱٬۶۰۸      | ۲۴٬۱۹۵   | ۳۳٫۷۹٪   | برنده    |
| شیروان                         | عبدالرضا عزیزی | مستقل             | تدبیر و توسعه جبههٔ اعتدال                                                           |             | ۸۰٬۱۱۸      | ۲۷٬۱۹۲   | ۳۳٫۹۲٪   | برنده    |

### استان خوزستان
| حوزهٔ انتخاباتی                    | داوطلب                | گرایش سیاسی          | فهرست                                                                                   | دور نخست    | دور نخست    | دور نخست | دور نخست   | دور نخست | دور دوم     | دور دوم     | دور دوم    | دور دوم | دور دوم |
| حوزهٔ انتخاباتی                    | داوطلب                | گرایش سیاسی          | فهرست                                                                                   | مجموع رای‌ها | رأی‌های درست | شمار رأی | درصد       | نتیجه    | مجموع رای‌ها | رأی‌های درست | شمار رأی   | درصد    | نتیجه   |
| --------------------------------- | --------------------- | -------------------- | --------------------------------------------------------------------------------------- | ----------- | ----------- | -------- | ---------- | -------- | ----------- | ----------- | ---------- | ------- | ------- |
| اهواز، باوی، حمیدیه و کارون       | جواد کاظم‌نسب (الباجی) | اصلاح‌طلب             | فهرست امید\|امید اعتدال و توسعه (دور ۲) تدبیر و توسعه (دور ۲) جبههٔ اعتدالگرایان (دور ۲) |             | ۴۶۲٬۵۵۸     | ۸۸٬۷۷۷   | ۱۹٫۱۹٪     | دور دوم  |             | ۲۶۷٬۵۸۹     | ۱۲۵٬۱۹۸    | ۴۶٫۷۸٪  | برنده   |
| اهواز، باوی، حمیدیه و کارون       | علی ساری              | اصلاح‌طلب             | فهرست امید\|امید اعتدال و توسعه (دور ۲) تدبیر و توسعه (دور ۲) جبههٔ اعتدالگرایان (دور ۲) | ۶۶٬۹۵۴      | ۴۶۲٬۵۵۸     | ۱۴٫۴۷٪   | دور دوم    | ۱۱۳٬۳۵۱  | ۴۲٫۳۶٪      | ۲۶۷٬۵۸۹     | برنده      |         |         |
| اهواز، باوی، حمیدیه و کارون       | همایون یوسفی          | اصلاح‌طلب (اعتدالگرا) | فهرست امید\|امید اعتدال و توسعه تدبیر و توسعه جبههٔ اعتدالگرایان (دور ۲)                 | ۱۰۷٬۷۸۲     | ۴۶۲٬۵۵۸     | ۲۳٫۳۰٪   | دور دوم    | ‍۱۱۲٬۸۸۸   | ۴۲٫۱۸٪      | ۲۶۷٬۵۸۹     | برنده      |         |         |
| اهواز، باوی، حمیدیه و کارون       | سید شریف حسینی        | مستقل                | ائتلاف اصولگرایان (دور ۲) صدای ملت                                                      | ۷۱٬۹۱۹      | ۴۶۲٬۵۵۸     | ۱۵٫۵۵٪   | دور دوم    | ۱۰۳٬۷۳۰  | ۳۸٫۷۶٪      | ۲۶۷٬۵۸۹     | رای نیاورد |         |         |
| اهواز، باوی، حمیدیه و کارون       | شبیب جویجری           | اصولگرا              | ائتلاف اصولگرایان اعتدال و توسعه صدای ملت معتمدین انقلابی تدبیر و توسعه                 | ۶۸٬۸۸۱      | ۴۶۲٬۵۵۸     | ۱۴٫۸۹٪   | دور دوم    | ۹۳٬۰۳۶   | ۳۴٫۷۶٪      | ۲۶۷٬۵۸۹     | رای نیاورد |         |         |
| اهواز، باوی، حمیدیه و کارون       | شکرخدا موسوی          | اصولگرا              | ائتلاف اصولگرایان معتمدین انقلابی                                                       | ۸۲٬۲۰۰      | ۴۶۲٬۵۵۸     | ۱۷٫۷۷٪   | دور دوم    | ۷۹٬۵۷۶   | ۲۹٫۷۳٪      | ۲۶۷٬۵۸۹     | رای نیاورد |         |         |
| اهواز، باوی، حمیدیه و کارون       | سید کریم حسینی        |                      | تدبیر و توسعه                                                                           | ۵۷٬۶۴۵      | ۴۶۲٬۵۵۸     | ۱۲٫۴۶٪   | رای نیاورد |          |             |             |            |         |         |
| اهواز، باوی، حمیدیه و کارون       | ناصر سودانی           | اصولگرا              | ائتلاف اصولگرایان معتمدین انقلابی                                                       | ۵۰٬۵۵۲      | ۴۶۲٬۵۵۸     | ۱۰٫۹۲٪   | رای نیاورد |          |             |             |            |         |         |
| آبادان                            | عامر کعبی آبادانی     | اصولگرا              | تدبیر و توسعه                                                                           |             | ۹۷٬۵۲۴      | ۲۷٬۷۰۶   | ۲۸٫۴۱٪     | برنده    |             |             |            |         |         |
| آبادان                            | جلیل مختار            | اصولگرا              | تدبیر و توسعه معتمدین انقلابی                                                           | ۲۵٬۴۱۲      | ۹۷٬۵۲۴      | ۲۶٫۰۶٪   | برنده      |          |             |             |            |         |         |
| آبادان                            | غلامرضا شرفی          | اصولگرا              | ائتلاف اصولگرایان معتمدین انقلابی جبههٔ اعتدالگرایان (دور ۲)                             | ۲۳٬۴۱۸      | ۹۷٬۵۲۴      | ۲۴٫۰۱٪   | دور دوم    |          | ۴۰٬۷۲۶      | ۲۱٬۱۰۰      | ۵۱٫۸۰٪     | برنده   |         |
| آبادان                            | سید محمد مولوی        | اصولگرا              | ائتلاف اصولگرایان                                                                       | ۱۶٬۱۲۹      | ۹۷٬۵۲۴      | ۱۶٫۵۴٪   | دور دوم    |          | ۴۰٬۷۲۶      |             | رای نیاورد |         |         |
| اندیمشک                           | فریدون حسنوند         | اصولگرا              | ائتلاف اصولگرایان معتمدین انقلابی                                                       |             | ۹۶٬۰۹۹      | ۳۹٬۰۹۳   | ۴۰٫۶۸٪     | برنده    |             |             |            |         |         |
| ایذه و باغملک                     | هدایت‌الله خادمی       | مستقل                | تدبیر و توسعه (دور ۲) جبههٔ اعتدالگرایان (دور ۲)                                         |             | ۱۶۲٬۴۲۱     | ۲۳٬۵۹۹   | ۱۴٫۵۳٪     | دور دوم  |             | ۱۳۱٬۴۱۹     | ۷۲٬۸۳۸     | ۵۵٫۴۲٪  | برنده   |
| ایذه و باغملک                     | سید هادی طباطبایی     | اصولگرا              | ائتلاف اصولگرایان فهرست امید\|امید (دور ۲) معتمدین انقلابی                              | ۲۵٬۳۱۴      | ۱۶۲٬۴۲۱     | ۱۵٫۵۹٪   | دور دوم    |          |             | ۱۳۱٬۴۱۹     | رای نیاورد |         |         |
| ماهشهر، امیدیه و هندیجان          | علی گلمرادی           | اصلاح‌طلب (اعتدالگرا) | فهرست امید\|امید (دور ۲) تدبیر و توسعه جبههٔ اعتدالگرایان (دور ۲)                        |             | ۱۶۱٬۶۳۷     | ۲۸٬۶۸۷   | ۱۷٫۷۵٪     | دور دوم  |             | ۱۰۴٬۹۵۰     | ۶۰٬۱۳۳     | ۵۷٫۲۹٪  | برنده   |
| ماهشهر، امیدیه و هندیجان          | حبیب آقاجری           | اصولگرا              | ائتلاف اصولگرایان معتمدین انقلابی                                                       | ۲۹٬۰۱۰      | ۱۶۱٬۶۳۷     | ۱۷٫۹۵٪   | دور دوم    |          |             | ۱۰۴٬۹۵۰     | رای نیاورد |         |         |
| بهبهان و آغاجاری                  | حبیب‌الله کشت‌زر        | مستقل                | ائتلاف اصولگرایان (دور ۲)                                                               |             | ۱۰۱٬۱۵۶     | ۱۵٬۷۴۴   | ۱۵٫۵۶٪     | دور دوم  |             | ۸۲٬۹۶۶      | ۴۴٬۳۹۳     | ۵۳٫۵۰٪  | برنده   |
| بهبهان و آغاجاری                  | محمودرضا ضرغامی       | اصلاح‌طلب             | فهرست امید\|امید اعتدال و توسعه (دور ۲) تدبیر و توسعه (دور ۲) جبههٔ اعتدالگرایان (دور ۲) | ۲۰٬۷۳۷      | ۱۰۱٬۱۵۶     | ۲۰٫۵۰٪   | دور دوم    |          |             | ۸۲٬۹۶۶      | رای نیاورد |         |         |
| خرمشهر                            | عبدالله سامری         | اصولگرا              | بدون فهرست                                                                              |             | ۶۰٬۵۴۱      | ۱۹٬۳۱۸   | ۳۱٫۹۱٪     | برنده    |             |             |            |         |         |
| دزفول                             | عباس پاپی‌زاده         | اصولگرا              | معتمدین انقلابی                                                                         |             | ۲۰۰٬۳۹۳     | ۹۶٬۸۵۲   | ۴۸٫۳۳٪     | برنده    |             |             |            |         |         |
| دشت آزادگان و هویزه               | قاسم ساعدی            | اصولگرا              | ائتلاف اصولگرایان معتمدین انقلابی                                                       |             | ۶۸٬۰۵۳      | ۲۰٬۶۴۳   | ۳۰٫۳۳٪     | برنده    |             |             |            |         |         |
| رامهرمز و رامشیر                  | اقبال محمدیان         | اصولگرا              | ائتلاف اصولگرایان معتمدین انقلابی                                                       |             | ۹۹٬۱۵۹      | ۲۵٬۴۵۵   | ۲۵٫۶۷٪     | برنده    |             |             |            |         |         |
| شادگان                            | مجید ناصری نژاد       | اصولگرا              | ائتلاف اصولگرایان معتمدین انقلابی تدبیر و توسعه                                         |             | ۷۴٬۱۱۹      | ۳۴٬۷۱۵   | ۴۶٫۸۴٪     | برنده    |             |             |            |         |         |
| شوش                               | سید راضی نوری         | اصولگرا              | ائتلاف اصولگرایان معتمدین انقلابی تدبیر و توسعه                                         |             | ۹۰٬۹۶۳      | ۳۷٬۷۶۴   | ۴۱٫۵۲٪     | برنده    |             |             |            |         |         |
| شوشتر و گتوند                     | سهراب گیلانی          | اصولگرا              | معتمدین انقلابی                                                                         |             | ۱۳۱٬۴۱۷     | ۳۶٬۹۱۴   | ۲۸٫۰۹٪     | برنده    |             |             |            |         |         |
| مسجد سلیمان، اندیکا، لالی و هفتکل | علی‌عسگر ظاهری عبده‌وند | مستقل                | فهرست امید\|امید (دور ۲) تدبیر و توسعه (دور ۲) جبههٔ اعتدالگرایان (دور ۲)                |             | ۱۰۶٬۶۳۶     | ۲۵٬۶۴۶   | ۲۴٫۰۵٪     | دور دوم  |             | ۸۲٬۱۹۳      | ۴۵٬۵۲۲     | ۵۵٫۳۸٪  | برنده   |
| مسجد سلیمان، اندیکا، لالی و هفتکل | علیرضا ورناصری        | اصولگرا              | ائتلاف اصولگرایان معتمدین انقلابی                                                       | ۲۳٬۳۶۷      | ۱۰۶٬۶۳۶     | ۲۱٫۹۱٪   | دور دوم    |          |             | ۸۲٬۱۹۳      | رای نیاورد |         |         |

### استان زنجان
| حوزهٔ انتخاباتی   | داوطلب                | گرایش سیاسی       | فهرست                                                                                                | دور نخست    | دور نخست    | دور نخست | دور نخست | دور نخست | دور دوم     | دور دوم     | دور دوم    | دور دوم | دور دوم |
| حوزهٔ انتخاباتی   | داوطلب                | گرایش سیاسی       | فهرست                                                                                                | مجموع رای‌ها | رأی‌های درست | شمار رأی | درصد     | نتیجه    | مجموع رای‌ها | رأی‌های درست | شمار رأی   | درصد    | نتیجه   |
| ---------------- | --------------------- | ----------------- | --- | ----------- | ----------- | -------- | -------- | -------- | ----------- | ----------- | ---------- | ------- | ------- |
| زنجان و طارم     | علی وقفچی             | مستقل             | ائتلاف اصولگرایان (دور ۲) تدبیر و توسعه                                                              |             | ۲۲۴٬۱۰۰     | ۳۳٬۶۹۵   | ۱۵٫۰۴٪   | دور دوم  |             | ۱۱۵٬۵۷۴     | ۶۰٬۸۱۴     | ۵۲٫۶۱٪  | برنده   |
| زنجان و طارم     | فریدون احمدی          | اصولگرا           | ائتلاف اصولگرایان (دور ۲)                                                                            | ۵۰٬۳۷۹      | ۲۲۴٬۱۰۰     | ۲۲٫۴۸٪   | دور دوم  | ۴۴٬۳۰۳   | ۳۸٫۳۳٪      | ۱۱۵٬۵۷۴     | برنده      |         |         |
| زنجان و طارم     | سید افضل موسوی        | اصلاح‌طلب          | فهرست امید\|امید اعتدال و توسعه (دور ۲) تدبیر و توسعه جبههٔ اعتدالگرایان (دور ۲)                      | ۵۲٬۳۵۱      | ۲۲۴٬۱۰۰     | ۲۳٫۳۶٪   | دور دوم  |          |             | ۱۱۵٬۵۷۴     | رای نیاورد |         |         |
| زنجان و طارم     | کریم خانمحمدی         | اصلاح‌طلب          | فهرست امید\|امید اعتدال و توسعه (دور ۲) صدای ملت جبههٔ اعتدالگرایان (دور ۲)                           | ۳۱٬۹۱۰      | ۲۲۴٬۱۰۰     | ۱۴٫۲۴٪   | دور دوم  |          |             | ۱۱۵٬۵۷۴     | رای نیاورد |         |         |
| ابهر و خرمدره    | محمد عزیزی            | اصولگرا           | ائتلاف اصولگرایان (دور ۲) اعتدال و توسعه (دور ۲) تدبیر و توسعه جبههٔ اعتدال جبههٔ اعتدالگرایان (دور ۲) |             | ۱۲۴٬۴۴۸     | ۲۵٬۳۲۴   | ۲۰٫۳۵٪   | دور دوم  |             | ۷۳٬۰۰۲      | ۳۷٬۶۹۳     | ۵۱٫۶۳٪  | برنده   |
| ابهر و خرمدره    | محمدرضا خان‌محمدی خرمی | اصولگرا اعتدالگرا | ائتلاف اصولگرایان معتمدین انقلابی                                                                    | ۲۵٬۰۳۷      | ۱۲۴٬۴۴۸     | ۲۰٫۱۲٪   | دور دوم  |          |             | ۷۳٬۰۰۲      | رای نیاورد |         |         |
| ماه‌نشان و ایجرود | مرتضی خاتمی           | مستقل             | تدبیر و توسعه                                                                                        |             | ۵۴٬۶۹۸      | ۱۳٬۸۷۵   | ۲۵٫۳۷٪   | برنده    |             |             |            |         |         |
| خدابنده          | احمد بیگدلی           | اصلاح‌طلب          | فهرست امید\|امید (دور ۲) تدبیر و توسعه (دور ۲) اعتدال و توسعه (دور ۲)                                |             | ۹۳٬۲۵۹      | ۱۶٬۳۰۰   | ۱۷٫۴۸٪   | دور دوم  |             | ۷۳٬۳۷۱      | ۳۹٬۰۸۱     | ۵۳٫۲۶٪  | برنده   |
| خدابنده          | سید البرز حسینی       | اصولگرا           | ائتلاف اصولگرایان (دور ۲) جبههٔ اعتدال جبههٔ اعتدالگرایان (دور ۲)                                      | ۱۶٬۴۳۰      | ۹۳٬۲۵۹      | ۱۷٫۶۲٪   | دور دوم  |          |             | ۷۳٬۳۷۱      | رای نیاورد |         |         |

### استان سمنان
| حوزهٔ انتخاباتی   | داوطلب                | گرایش سیاسی | فهرست                                       | دور نخست    | دور نخست    | دور نخست | دور نخست | دور نخست |
| حوزهٔ انتخاباتی   | داوطلب                | گرایش سیاسی | فهرست                                       | مجموع رای‌ها | رأی‌های درست | شمار رأی | درصد     | نتیجه    |
| ---------------- | --------------------- | ----------- | ------------------------------------------- | ----------- | ----------- | -------- | -------- | -------- |
| سمنان و مهدی شهر | احمد همتی             | اصلاح‌طلب    | فهرست امید\|امید اعتدال و توسعه جبههٔ اعتدال |             | ۸۵٬۶۵۶      | ۳۱٬۷۷۱   | ۳۷٫۰۹٪   | برنده    |
| دامغان           | ابوالفضل حسن‌بیگی      | اصولگرا     | بدون فهرست                                  |             | ۴۹٬۴۰۲      | ۱۷٬۲۴۴   | ۳۴٫۹۱٪   | برنده    |
| شاهرود           | سید حسن حسینی شاهرودی | اصولگرا     | ائتلاف اصولگرایان معتمدین انقلابی           |             | ۱۳۰٬۳۲۰     | ۴۹٬۹۷۰   | ۳۸٫۳۴٪   | برنده    |
| گرمسار           | غلامرضا کاتب          | اصولگرا     | اعتدال و توسعه تدبیر و توسعه جبههٔ اعتدال    |             | ۴۴٬۹۴۳      | ۲۳٬۶۶۸   | ۵۲٫۶۶٪   | برنده    |

### استان سیستان و بلوچستان
| حوزهٔ انتخاباتی                                      | داوطلب              | گرایش سیاسی          | فهرست                                         | دور نخست    | دور نخست    | دور نخست | دور نخست | دور نخست |
| حوزهٔ انتخاباتی                                      | داوطلب              | گرایش سیاسی          | فهرست                                         | مجموع رای‌ها | رأی‌های درست | شمار رأی | درصد     | نتیجه    |
| --------------------------------------------------- | ------------------- | -------------------- | --------------------------------------------- | ----------- | ----------- | -------- | -------- | -------- |
| زاهدان                                              | علیم یارمحمدی       | اصلاح‌طلب (اعتدالگرا) | فهرست امید\|امید اعتدال و توسعه               |             | ۲۲۳٬۲۶۲     | ۹۸٬۱۹۱   | ۴۳٫۹۸٪   | برنده    |
| زاهدان                                              | حسینعلی شهریاری     | اصولگرا              | ائتلاف اصولگرایان معتمدین انقلابی             | ۸۶٬۰۹۸      | ۲۲۳٬۲۶۲     | ۳۸٫۵۶٪   | برنده    |          |
| ایرانشهر و سرباز و دلگان و فنوج و لاشار و بنت وآشار | محمدنعیم امینی فرد  | مستقل                | بدون فهرست                                    |             | ۲۵۰٬۲۸۳     | ۷۶٬۵۵۵   | ۳۰٫۵۹٪   | برنده    |
| چابهار و نیکشهر و کنارک                             | عبدالغفور ایران‌نژاد | اصولگرا              | تدبیر و توسعه معتمدین انقلابی                 |             | ۲۰۱٬۹۴۸     | ۸۵٬۴۷۳   | ۴۲٫۳۲٪   | برنده    |
| خاش و نصرت آباد و میرجاوه و کورین                   | علی کرد             | اصولگرا              | تدبیر و توسعه معتمدین انقلابی                 |             | ۱۰۵٬۴۶۹     | ۶۰٬۳۵۳   | ۵۷٫۲۲٪   | برنده    |
| زابل و زهک و میانکنگی                               | حبیب‌الله ده مرده    | اصولگرا              | معتمدین انقلابی                               |             | ۱۸۶٬۳۹۶     | ۱۱۴٬۴۳۹  | ۶۱٫۴۰٪   | برنده    |
| زابل و زهک و میانکنگی                               | احمدعلی کیخا        | اصلاح‌طلب             | فهرست امید\|امید اعتدال و توسعه تدبیر و توسعه | ۶۴٬۹۵۰      | ۱۸۶٬۳۹۶     | ۳۴٫۸۵٪   | برنده    |          |
| سراوان و سیب و سوران و زابلی                        | محمد باسط درازهی    | مستقل                | اعتدال و توسعه                                |             | ۱۲۲٬۱۴۴     | ۶۰٬۳۴۷   | ۴۹٫۴۱٪   | برنده    |

### استان فارس
| حوزهٔ انتخاباتی                     | داوطلب                   | گرایش سیاسی           | فهرست                                                                                               | دور نخست    | دور نخست    | دور نخست | دور نخست | دور نخست | دور دوم     | دور دوم     | دور دوم    | دور دوم | دور دوم |
| حوزهٔ انتخاباتی                     | داوطلب                   | گرایش سیاسی           | فهرست                                                                                               | مجموع رای‌ها | رأی‌های درست | شمار رأی | درصد     | نتیجه    | مجموع رای‌ها | رأی‌های درست | شمار رأی   | درصد    | نتیجه   |
| ---------------------------------- | ------------------------ | --------------------- | --------------------------------------------------------------------------------------------------- | ----------- | ----------- | -------- | -------- | -------- | ----------- | ----------- | ---------- | ------- | ------- |
| شیراز                              | بهرام پارسایی            | اصلاح‌طلب              | فهرست امید\|امید اعتدال و توسعه جبهه اعتدال                                                         |             | ۵۶۸٬۳۸۹     | ۱۹۷٬۴۷۱  | ۳۴٫۷۴٪   | برنده    |             |             |            |         |         |
| شیراز                              | فرج‌الله رجبی             | اصلاح‌طلب              | فهرست امید\|امید اعتدال و توسعه جبهه اعتدال                                                         | ۱۷۲٬۸۸۳     | ۵۶۸٬۳۸۹     | ۳۰٫۴۲٪   | برنده    |          |             |             |            |         |         |
| شیراز                              | مسعود رضایی              | اصلاح‌طلب              | فهرست امید\|امید اعتدال و توسعه جبهه اعتدال                                                         | ۱۴۶٬۶۶۷     | ۵۶۸٬۳۸۹     | ۲۵٫۱۰٪   | برنده    |          |             |             |            |         |         |
| شیراز                              | علی اکبری                | اصلاح‌طلب              | فهرست امید\|امید اعتدال و توسعه (دور ۲) تدبیر و توسعه (دور ۲) جبهه اعتدال جبههٔ اعتدالگرایان (دور ۲) | ۱۳۲٬۴۷۴     | ۵۶۸٬۳۸۹     | ۲۳٫۳۱٪   | دور دوم  |          | ۱۷۰٬۷۹۹     | ۹۸٬۸۲۲      | ۵۷٫۸۵٪     | برنده   |         |
| شیراز                              | جعفر قادری               | اصولگرا               | ائتلاف اصولگرایان صدای ملت معتمدین انقلابی                                                          | ۱۱۱٬۹۶۱     | ۵۶۸٬۳۸۹     | ۱۹٫۷۰٪   | دور دوم  | ۶۷٬۲۲۹   | ۱۷۰٬۷۹۹     | ۳۸٫۰۸٪      | رای نیاورد |         |         |
| آباده و بوانات و خرم‌بید            | رحیم زارع                | اصولگرا               | صدای ملت                                                                                            |             | ۹۸٬۷۸۴      | ۳۲٬۷۶۸   | ۳۳٫۱۷٪   | برنده    |             |             |            |         |         |
| نیریز و استهبان                    | اصغر مسعودی              | اصلاح‌طلب              | فهرست امید\|امید (دور ۲) اعتدال و توسعه (دور ۲) تدبیر و توسعه (دور ۲) جبههٔ اعتدالگرایان (دور ۲)     |             | ۹۸٬۷۷۳      | ۱۸٬۳۵۴   | ۱۸٫۵۸٪   | دور دوم  |             | ۶۸٬۶۰۹      | ۳۴٬۳۸۱     | ۵۰٫۱۱٪  | برنده   |
| نیریز و استهبان                    | فرهاد طهماسبی            | اصولگرا               | ائتلاف اصولگرایان معتمدین انقلابی                                                                   | ۱۶٬۳۳۰      | ۹۸٬۷۷۳      | ۱۶٫۵۳٪   | دور دوم  |          |             | ۶۸٬۶۰۹      | رای نیاورد |         |         |
| اقلید                              | سید حسین افضلی           | اصلاح‌طلب              | تدبیر و توسعه جبهه اعتدال                                                                           |             | ۵۵٬۹۷۲      | ۲۰٬۸۸۳   | ۳۷٫۳۱٪   | برنده    |             |             |            |         |         |
| جهرم                               | محمدرضا رضایی کوچی       | اصولگرا               | ائتلاف اصولگرایان معتمدین انقلابی                                                                   |             | ۱۰۷٬۳۴۳     | ۵۳٬۸۸۲   | ۵۰٫۲۰٪   | برنده    |             |             |            |         |         |
| داراب و زرین‌دشت                    | رضا انصاری               | اصلاح‌طلب              | فهرست امید\|امید اعتدال و توسعه تدبیر و توسعه (دور ۲) جبهه اعتدال جبههٔ اعتدالگرایان (دور ۲)         |             | ۱۳۹٬۲۲۵     | ۲۵٬۰۵۵   | ۱۸٪      | دور دوم  |             | ۱۱۶٬۶۲۹     | ۶۲٬۲۹۱     | ۵۳٫۴۰٪  | برنده   |
| داراب و زرین‌دشت                    | محمدجواد عسگری           | اصولگرا               | ائتلاف اصولگرایان معتمدین انقلابی                                                                   | ۲۷٬۲۶۱      | ۱۳۹٬۲۲۵     | ۱۹٫۵۸٪   | دور دوم  |          |             | ۱۱۶٬۶۲۹     | رای نیاورد |         |         |
| سپیدان                             | علاءالدین خادم           | اصلاح‌طلب              | جبههٔ اعتدال                                                                                         |             | ۷۷٬۴۰۲      | ۳۷٬۷۷۷   | ۴۸٫۸۱٪   | برنده    |             |             |            |         |         |
| سروستان و کوار و کربال             | داریوش اسماعیلی          | اصولگرا               | ائتلاف اصولگرایان صدای ملت معتمدین انقلابی جبهه اعتدال                                              |             | ۹۸٬۷۶۵      | ۵۶٬۹۴۱   | ۵۷٫۶۵٪   | برنده    |             |             |            |         |         |
| فسا                                | محمدجواد جمالی نوبندگانی | اصولگرا               | صدای ملت                                                                                            |             | ۱۰۲٬۳۲۹     | ۴۴٬۴۰۳   | ۴۳٫۳۹٪   | برنده    |             |             |            |         |         |
| فیروزآباد و فراشبند و قیر و کارزین | کورش کرم‌پور حقیقی        | اصلاح‌طلب (اعتدالگرا)  | فهرست امید\|امید اعتدال و توسعه جبهه اعتدال                                                         |             | ۱۴۱٬۷۸۴     | ۴۸٬۹۷۳   | ۳۴٫۵۲٪   | برنده    |             |             |            |         |         |
| کازرون                             | حسین رضازاده             | اصلاح‌طلب              | بدون فهرست                                                                                          |             | ۱۲۰٬۳۴۴     | ۴۳٬۱۲۷   | ۳۵٫۸۴٪   | برنده    |             |             |            |         |         |
| لارستان و خنج                      | جمشید جعفرپور            | اصولگرا               | ائتلاف اصولگرایان معتمدین انقلابی                                                                   |             | ۱۱۳٬۷۱۶     | ۳۸٬۷۶۶   | ۳۴٫۰۹٪   | برنده    |             |             |            |         |         |
| لامرد و مهر                        | سید محسن علوی            | اعتدالگرا (اصلاح طلب) | فهرست امید\|امید تدبیر و توسعه جبهه اعتدال                                                          |             | ۸۴٬۵۹۱      | ۴۰٬۴۱۴   | ۴۷٫۷۸٪   | برنده    |             |             |            |         |         |
| مرودشت و پاسارگاد و ارسنجان        | محمدمهدی برومندی         | اصولگرا               | ائتلاف اصولگرایان صدای ملت معتمدین انقلابی جبهه اعتدال                                              |             | ۱۸۶٬۳۴۰     | ۵۵٬۷۹۷   | ۲۹٫۹۴٪   | برنده    |             |             |            |         |         |
| نورآباد و ممسنی                    | مسعود گودرزی             | اصلاح‌طلب              | فهرست امید\|امید اعتدال و توسعه تدبیر و توسعه جبهه اعتدال جبههٔ اعتدالگرایان (دور ۲)                 |             | ۱۱۵٬۷۵۷     | ۲۶٬۳۶۱   | ۲۲٫۷۶٪   | دور دوم  |             | ۹۲٬۰۳۲      | ۵۵٬۹۹۵     | ۶۰٫۸۴٪  | برنده   |
| نورآباد و ممسنی                    | عبدالرضا مرادی           | اصولگرا               | ائتلاف اصولگرایان معتمدین انقلابی                                                                   | ۲۲٬۳۹۵      | ۱۱۵٬۷۵۷     | ۱۹/۳۴٪   | دور دوم  |          |             | ۹۲٬۰۳۲      | رای نیاورد |         |         |

### استان قزوین
| حوزهٔ انتخاباتی      | داوطلب              | گرایش سیاسی        | فهرست                                         | دور نخست    | دور نخست    | دور نخست | دور نخست | دور نخست |
| حوزهٔ انتخاباتی      | داوطلب              | گرایش سیاسی        | فهرست                                         | مجموع رای‌ها | رأی‌های درست | شمار رأی | درصد     | نتیجه    |
| ------------------- | ------------------- | ------------------ | --------------------------------------------- | ----------- | ----------- | -------- | -------- | -------- |
| قزوین، آبیک و البرز | داوود محمدی         | اعتدالگرا          | صدای ملت                                      |             | ۳۳۲٬۳۸۹     | ۱۰۷٬۹۹۱  | ۳۲٫۴۸٪   | برنده    |
| قزوین، آبیک و البرز | سیده حمیده زرآبادی  | اصلاح‌طلب           | فهرست امید\|امید اعتدال و توسعه تدبیر و توسعه | ۱۰۷٬۳۹۱     | ۳۳۲٬۳۸۹     | ۳۲٫۳۰٪   | برنده    |          |
| بوئین‌زهرا           | روح‌الله بابایی صالح | اصلاح‌طلب اعتدالگرا | فهرست امید\|امید تدبیر و توسعه                |             | ۸۶٬۴۲۲      | ۳۳٬۴۸۶   | ۳۸٫۷۵٪   | برنده    |
| تاکستان             | بهمن طاهرخانی       | اصلاح‌طلب اعتدالگرا | فهرست امید\|امید تدبیر و توسعه                |             | ۸۳٬۷۳۲      | ۴۰٬۴۰۶   | ۴۸٫۲۶٪   | برنده    |

### استان قم
| حوزهٔ انتخاباتی | داوطلب                 | گرایش سیاسی            | فهرست                                                                           | دور نخست    | دور نخست    | دور نخست | دور نخست | دور نخست |
| حوزهٔ انتخاباتی | داوطلب                 | گرایش سیاسی            | فهرست                                                                           | مجموع رای‌ها | رأی‌های درست | شمار رأی | درصد     | نتیجه    |
| -------------- | ---------------------- | ---------------------- | ------------------------------------------------------------------------------- | ----------- | ----------- | -------- | -------- | -------- |
| قم             | احمد امیرآبادی فراهانی | اصولگرا                | ائتلاف اصولگرایان                                                               |             | ۴۴۳٬۷۹۷     | ۲۶۳٬۸۸۵  | ۵۹٫۴۶٪   | برنده    |
| قم             | علی اردشیر لاریجانی    | اصولگرا (رهروان ولایت) | جامعه مدرسین فهرست امید\|امید اعتدال و توسعه صدای ملت تدبیر و توسعه جبهه اعتدال | ۱۹۱٬۳۲۹     | ۴۴۳٬۷۹۷     | ۴۳٫۱۱٪   | برنده    |          |
| قم             | مجتبی ذوالنور          | اصولگرا                | ائتلاف اصولگرایان                                                               | ۱۶۸٬۳۹۷     | ۴۴۳٬۷۹۷     | ۳۷٫۹۴٪   | برنده    |          |

### استان کردستان
| حوزهٔ انتخاباتی              | داوطلب        | گرایش سیاسی | فهرست                                                                              | دور نخست    | دور نخست    | دور نخست | دور نخست | دور نخست | دور دوم     | دور دوم     | دور دوم    | دور دوم | دور دوم |
| حوزهٔ انتخاباتی              | داوطلب        | گرایش سیاسی | فهرست                                                                              | مجموع رای‌ها | رأی‌های درست | شمار رأی | درصد     | نتیجه    | مجموع رای‌ها | رأی‌های درست | شمار رأی   | درصد    | نتیجه   |
| --------------------------- | ------------- | ----------- | ---------------------------------------------------------------------------------- | ----------- | ----------- | -------- | -------- | -------- | ----------- | ----------- | ---------- | ------- | ------- |
| سنندج و دیواندره و کامیاران | مهدی فرشادان  | اصلاح‌طلب    | اعتدال و توسعه                                                                     |             | ۲۱۲٬۱۶۴     | ۵۴٬۴۷۲   | ۲۵٫۶۷٪   | برنده    |             |             |            |         |         |
| سنندج و دیواندره و کامیاران | سید احسن علوی | اصولگرا     | صدای ملت تدبیر و توسعه (دور ۲) جبههٔ اعتدالگرایان (دور ۲)                           | ۴۸٬۶۹۵      | ۲۱۲٬۱۶۴     | ۲۲٫۹۵٪   | دور دوم  |          | ۷۹٬۸۷۲      | ۴۳٬۴۹۹      | ۵۴٫۴۶٪     | برنده   |         |
| سنندج و دیواندره و کامیاران | سالار مرادی   | اصلاح‌طلب    | فهرست امید\|امید (دور ۲) صدای ملت                                                  | ۲۵٬۴۹۶      | ۲۱۲٬۱۶۴     | ۱۲٫۰۲٪   | دور دوم  |          | ۷۹٬۸۷۲      |             | رای نیاورد |         |         |
| بیجار                       | حمدالله کریمی | اصلاح‌طلب    | اعتدال و توسعه                                                                     |             | ۴۸٬۶۵۴      | ۱۵٬۹۱۹   | ۳۲٫۷۲٪   | برنده    |             |             |            |         |         |
| سقز و بانه                  | محسن بیگلری   | اصلاح‌طلب    | صدای ملت                                                                           |             | ۱۴۰٬۷۰۸     | ۵۸٬۶۷۰   | ۴۱٫۷۰٪   | برنده    |             |             |            |         |         |
| قروه و دهگلان               | علی‌محمد مرادی | مستقل       | بدون فهرست                                                                         |             | ۹۷٬۰۲۵      | ۳۹٬۳۰۲   | ۴۰٫۵۱٪   | برنده    |             |             |            |         |         |
| مریوان و سروآباد            | منصور مرادی   | مستقل       | تدبیر و توسعه (دور ۲)                                                              |             | ۸۴٬۹۲۵      | ۱۵٬۸۱۵   | ۱۸٫۶۲٪   | دور دوم  |             | ۵۱٬۰۴۵      | ۲۸٬۱۳۸     | ۵۵٫۱۲٪  | برنده   |
| مریوان و سروآباد            | امید کریمیان  | مستقل       | فهرست امید\|امید (دور ۲) اعتدال و توسعه (دور ۲) صدای ملت جبههٔ اعتدالگرایان (دور ۲) | ۱۲٬۸۱۹      | ۸۴٬۹۲۵      | ۱۵٫۰۹٪   | دور دوم  |          |             | ۵۱٬۰۴۵      | رای نیاورد |         |         |

### استان کرمان
| حوزهٔ انتخاباتی                          | داوطلب                      | گرایش سیاسی          | فهرست                                                  | دور نخست    | دور نخست    | دور نخست | دور نخست | دور نخست |
| حوزهٔ انتخاباتی                          | داوطلب                      | گرایش سیاسی          | فهرست                                                  | مجموع رای‌ها | رأی‌های درست | شمار رأی | درصد     | نتیجه    |
| --------------------------------------- | --------------------------- | -------------------- | ------------------------------------------------------ | ----------- | ----------- | -------- | -------- | -------- |
| کرمان و راور                            | محمدرضا پورابراهیمی داورانی | اصولگرا              | ائتلاف اصولگرایان صدای ملت معتمدین انقلابی             |             | ۳۰۶٬۹۳۴     | ۱۵۷٬۴۵۰  | ۵۱٫۳۰٪   | برنده    |
| کرمان و راور                            | محمدمهدی زاهدی              | اصولگرا              | ائتلاف اصولگرایان معتمدین انقلابی                      | ۱۰۸٬۳۱۶     | ۳۰۶٬۹۳۴     | ۳۵٫۲۹٪   | برنده    |          |
| بافت                                    | علی‌برز بختیاری              | اصلاح‌طلب             | فهرست امید\|امید اعتدال و توسعه تدبیر و توسعه          |             | ۷۷٬۴۴۰      | ۲۱٬۵۷۳   | ۲۷٫۸۶٪   | برنده    |
| بم و ریگان                              | حبیب‌الله نیکزاده پناه       | اصلاح‌طلب             | فهرست امید\|امید اعتدال و توسعه تدبیر و توسعه          |             | ۱۳۹٬۴۲۷     | ۷۲٬۹۸۵   | ۵۲٫۳۵٪   | برنده    |
| جیرفت و عنبرآباد                        | یحیی کمال پور               | اصولگرا اعتدالگرا    | بدون فهرست                                             |             | ۱۵۲٬۶۲۸     | ۷۱٬۷۲۹   | ۴۷٪      | برنده    |
| رفسنجان و انار                          | احمد محمدی انارکی           | اصلاح‌طلب             | فهرست امید\|امید اعتدال و توسعه تدبیر و توسعه          |             | ۱۳۸٬۱۴۵     | ۵۶٬۴۶۴   | ۴۰٫۸۷٪   | برنده    |
| زرند و کوهبنان                          | حسین امیری خامکانی          | اصلاح‌طلب (اعتدالگرا) | فهرست امید\|امید اعتدال و توسعه صدای ملت تدبیر و توسعه |             | ۷۹٬۵۸۹      | ۳۵٬۶۹۱   | ۴۴٫۸۴٪   | برنده    |
| سیرجان و بردسیر                         | شهباز حسن‌پور بیگلری         | اصولگرا              | بدون فهرست                                             |             | ۱۴۴٬۷۰۱     | ۵۴٬۹۷۰   | ۳۷/۹۹٪   | برنده    |
| شهر بابک                                | علی اسدی کرم                | اصلاح‌طلب             | فهرست امید\|امید اعتدال و توسعه تدبیر و توسعه          |             | ۴۴٬۸۶۱      | ۱۶٬۹۵۶   | ۳۷٫۸۰٪   | برنده    |
| کهنوج و منوجان و رودبار جنوب و قلعه گنج | احمد حمزه                   | اصلاح‌طلب             | فهرست امید\|امید اعتدال و توسعه تدبیر و توسعه          |             | ۱۶۷٬۱۱۰     | ۷۹٬۲۴۳   | ۴۷٫۴۲٪   | برنده    |

### استان کرمانشاه
| حوزهٔ انتخاباتی                          | داوطلب             | گرایش سیاسی            | فهرست                                                                                   | دور نخست    | دور نخست    | دور نخست | دور نخست | دور نخست | دور دوم     | دور دوم     | دور دوم    | دور دوم | دور دوم |
| حوزهٔ انتخاباتی                          | داوطلب             | گرایش سیاسی            | فهرست                                                                                   | مجموع رای‌ها | رأی‌های درست | شمار رأی | درصد     | نتیجه    | مجموع رای‌ها | رأی‌های درست | شمار رأی   | درصد    | نتیجه   |
| --------------------------------------- | ------------------ | ---------------------- | --------------------------------------------------------------------------------------- | ----------- | ----------- | -------- | -------- | -------- | ----------- | ----------- | ---------- | ------- | ------- |
| کرمانشاه                                | عبدالرضا مصری      | اصولگرا (رهروان ولایت) | ائتلاف اصولگرایان صدای ملت معتمدین انقلابی                                              |             | ۳۳۶٬۱۴۸     | ۱۴۳٬۹۲۸  | ۴۲٫۸۲٪   | برنده    |             |             |            |         |         |
| کرمانشاه                                | سید قاسم جاسمی     | اصولگرا                | ائتلاف اصولگرایان معتمدین انقلابی                                                       | ۱۰۶٬۴۵۴     | ۳۳۶٬۱۴۸     | ۳۱٫۶۷٪   | برنده    |          |             |             |            |         |         |
| کرمانشاه                                | احمد صفری          | اصلاح‌طلب               | فهرست امید\|امید اعتدال و توسعه تدبیر و توسعه جبههٔ اعتدال جبههٔ اعتدالگرایان (دور ۲)     | ۵۳٬۸۳۴      | ۳۳۶٬۱۴۸     | ۱۶٫۰۱٪   | دور دوم  |          | ۱۲۴٬۸۵۸     | ۷۴٬۳۰۴      | ۵۹٫۵۱٪     | برنده   |         |
| کرمانشاه                                | سیدسعید حیدری طیب  | اصلاح‌طلب               | فهرست امید\|امید اعتدال و توسعه صدای ملت جبههٔ اعتدال                                    | ۷۵٬۳۲۲      | ۳۳۶٬۱۴۸     | ۲۲٫۴۱٪   | دور دوم  | ۵۰٬۵۵۴   | ۱۲۴٬۸۵۸     | ۴۰٫۴۸٪      | رای نیاورد |         |         |
| اسلام‌آباد غرب و دالاهو                  | حشمت‌الله فلاحت‌پیشه | اصولگرا                | اعتدال و توسعه صدای ملت                                                                 |             | ۱۱۸٬۰۰۰     | ۵۳٬۳۶۹   | ۴۵٫۲۳٪   | برنده    |             |             |            |         |         |
| پاوه و جوانرود و ثلاث باباجانی و روانسر | شهاب نادری         | اصولگرا                | ائتلاف اصولگرایان اعتدال و توسعه معتمدین انقلابی                                        |             | ۱۱۱٬۸۸۵     | ۳۲٬۵۱۴   | ۲۹٫۰۶٪   | برنده    |             |             |            |         |         |
| سنقر و کلیائی                           | سید جواد حسینی کیا | اصولگرا                | ائتلاف اصولگرایان معتمدین انقلابی                                                       |             | ۴۸٬۲۴۰      | ۱۰٬۵۴۳   | ۲۱٫۸۶٪   | دور دوم  |             | ۲۷٬۴۹۱      | ۱۴٬۷۸۵     | ۵۳٫۷۸٪  | برنده   |
| سنقر و کلیائی                           | محمد عمادی رستگار  | اصولگرا اعتدالگرا      | فهرست امید\|امید (دور ۲) اعتدال و توسعه تدبیر و توسعه (دور ۲) جبههٔ اعتدالگرایان (دور ۲) | ۵٬۵۸۵       | ۴۸٬۲۴۰      | ۱۱٫۵۸٪   | دور دوم  |          |             | ۲۷٬۴۹۱      | رای نیاورد |         |         |
| قصرشیرین و سرپل ذهاب وگیلانغرب          | فرهاد تجری         | اصولگرا                | بدون فهرست                                                                              |             | ۱۰۸٬۶۹۴     | ۳۰٬۷۳۱   | ۲۸٫۲۷٪   | برنده    |             |             |            |         |         |
| کنگاور، صحنه و هرسین                    | حسن سلیمانی        | اصولگرا                | ائتلاف اصولگرایان فهرست امید\|امید اعتدال و توسعه معتمدین انقلابی تدبیر و توسعه         |             | ۱۳۵٬۶۸۸     | ۴۸٬۸۹۱   | ۳۶٫۰۳٪   | برنده    |             |             |            |         |         |

### استان کهگیلویه و بویراحمد
| حوزهٔ انتخاباتی   | داوطلب           | گرایش سیاسی                 | فهرست                                         | دور نخست    | دور نخست    | دور نخست | دور نخست | دور نخست |
| حوزهٔ انتخاباتی   | داوطلب           | گرایش سیاسی                 | فهرست                                         | مجموع رای‌ها | رأی‌های درست | شمار رأی | درصد     | نتیجه    |
| ---------------- | ---------------- | --------------------------- | --------------------------------------------- | ----------- | ----------- | -------- | -------- | -------- |
| بویراحمد و دنا   | غلام‌محمد زارعی   | اعتدالگرا اصلاح طلب اصولگرا | صدای ملت                                      |             | ۱۸۱٬۴۵۶     | ۴۸٬۷۶۸   | ۲۶٫۸۸٪   | برنده    |
| کهگیلویه و بهمئی | عدل هاشمی پور    | اصولگرا                     | معتمدین انقلابی                               |             | ۱۳۶٬۵۱۸     | ۵۸٬۹۹۵   | ۴۳٫۲۱٪   | برنده    |
| گچساران          | غلامرضا تاجگردون | اصلاح‌طلب                    | فهرست امید\|امید اعتدال و توسعه تدبیر و توسعه |             | ۸۹٬۷۳۳      | ۶۶٬۱۰۳   | ۷۳٫۶۷٪   | برنده    |

### استان گلستان
| حوزهٔ انتخاباتی              | داوطلب                   | گرایش سیاسی | فهرست                                                                                            | دور نخست    | دور نخست    | دور نخست | دور نخست | دور نخست | دور دوم     | دور دوم     | دور دوم    | دور دوم | دور دوم |
| حوزهٔ انتخاباتی              | داوطلب                   | گرایش سیاسی | فهرست                                                                                            | مجموع رای‌ها | رأی‌های درست | شمار رأی | درصد     | نتیجه    | مجموع رای‌ها | رأی‌های درست | شمار رأی   | درصد    | نتیجه   |
| --------------------------- | ------------------------ | ----------- | ------------------------------------------------------------------------------------------------ | ----------- | ----------- | -------- | -------- | -------- | ----------- | ----------- | ---------- | ------- | ------- |
| گرگان و آق قلا              | نبی هزارجریبی            | اصلاح‌طلب    | فهرست امید\|امید (دور ۲) اعتدال و توسعه (دور ۲) صدای ملت تدبیر و توسعه جبههٔ اعتدالگرایان (دور ۲) |             | ۲۶۴٬۰۷۴     | ۴۵٬۹۰۴   | ۱۸٫۶۵٪   | دور دوم  |             | ۱۶۸٬۰۵۷     | ۷۸٬۰۰۱     | ۴۶٫۴۱٪  | برنده   |
| گرگان و آق قلا              | نورمحمد تربتی‌نژاد        | اصلاح‌طلب    | فهرست امید\|امید اعتدال و توسعه (دور ۲) صدای ملت تدبیر و توسعه (دور ۲) جبههٔ اعتدالگرایان (دور ۲) | ۴۷٬۶۴۷      | ۲۶۴٬۰۷۴     | ۱۹٫۲۹٪   | دور دوم  | ۷۵٬۳۲۳   | ۴۴٫۸۱٪      | ۱۶۸٬۰۵۷     | برنده      |         |         |
| گرگان و آق قلا              | عبدالغفور امان‌زاده       | مستقل       |                                                                                                  | ۴۸٬۸۹۴      | ۲۶۴٬۰۷۴     | ۱۹٫۴۶٪   | دور دوم  |          |             | ۱۶۸٬۰۵۷     | رای نیاورد |         |         |
| گرگان و آق قلا              | علی طاهری                | اصولگرا     | ائتلاف اصولگرایان معتمدین انقلابی                                                                | ۴۳٬۳۰۱      | ۲۶۴٬۰۷۴     | ۱۷٫۶۰٪   | دور دوم  |          |             | ۱۶۸٬۰۵۷     | رای نیاورد |         |         |
| رامیان و آزادشهر            | علیرضا ابراهیمی          | اصولگرا     |                                                                                                  |             | ۱۰۰٬۲۴۹     | ۲۷٬۰۸۳   | ۲۷٫۰۲٪   | برنده    |             |             |            |         |         |
| علی‌آباد کتول                | اسدالله قره‌خانی آلوستانی | مستقل       | جبههٔ اعتدال                                                                                      |             | ۸۵٬۴۷۶      | ۴۴٬۵۵۹   | ۵۲٫۱۳٪   | برنده    |             |             |            |         |         |
| کردکوی و ترکمن و بندرگز     | رامین نورقلی‌پور          | اصلاح‌طلب    | فهرست امید\|امید اعتدال و توسعه (دور ۲) تدبیر و توسعه (دور ۲) جبههٔ اعتدالگرایان (دور ۲)          |             | ۱۳۱٬۶۸۰     | ۳۲٬۵۶۵   | ۲۴٫۷۳٪   | دور دوم  |             | ۱۰۴٬۴۵۹     | ۶۹٬۴۸۰     | ۶۶٫۵۱٪  | برنده   |
| کردکوی و ترکمن و بندرگز     | رحمت‌الله جلالی میاندره   | اصولگرا     | ائتلاف اصولگرایان معتمدین انقلابی                                                                | ۲۴٬۷۳۳      | ۱۳۱٬۶۸۰     | ۱۸٫۷۸٪   | دور دوم  |          |             | ۱۰۴٬۴۵۹     | رای نیاورد |         |         |
| گنبدکاووس                   | قرجه طیار                | اصلاح‌طلب    | فهرست امید\|امید                                                                                 |             | ۱۵۸٬۱۹۴     | ۵۰٬۸۲۲   | ۳۲٫۱۳٪   | برنده    |             |             |            |         |         |
| مینودشت و کلاله و مراوه تپه | شهرام کوسه غراوی         | مستقل       | فهرست امید\|امید (دور ۲) جبههٔ اعتدالگرایان (دور ۲)                                               |             | ۱۶۹٬۰۶۴     | ۴۱٬۲۷۴   | ۲۴٫۴۱٪   | دور دوم  |             | ۱۴۲٬۳۲۶     | ۷۴٬۳۲۹     | ۵۲٫۲۲٪  | برنده   |
| مینودشت و کلاله و مراوه تپه | سید نجیب حسینی           | اصولگرا     | ائتلاف اصولگرایان (دور ۲) اعتدال و توسعه (دور ۲) صدای ملت تدبیر و توسعه (دور ۲) جبههٔ اعتدال      | ۳۸٬۷۳۶      | ۱۶۹٬۰۶۴     | ۲۲٫۹۱٪   | دور دوم  |          |             | ۱۴۲٬۳۲۶     | رای نیاورد |         |         |

### استان گیلان
| حوزهٔ انتخاباتی         | داوطلب                     | گرایش سیاسی          | فهرست                                                                                           | دور نخست    | دور نخست    | دور نخست | دور نخست | دور نخست | دور دوم     | دور دوم     | دور دوم    | دور دوم | دور دوم |
| حوزهٔ انتخاباتی         | داوطلب                     | گرایش سیاسی          | فهرست                                                                                           | مجموع رای‌ها | رأی‌های درست | شمار رأی | درصد     | نتیجه    | مجموع رای‌ها | رأی‌های درست | شمار رأی   | درصد    | نتیجه   |
| ---------------------- | -------------------------- | -------------------- | ----------------------------------------------------------------------------------------------- | ----------- | ----------- | -------- | -------- | -------- | ----------- | ----------- | ---------- | ------- | ------- |
| رشت                    | غلامعلی جعفرزاده ایمن‌آبادی | اصلاح‌طلب (اعتدالگرا) | فهرست امید\|امید اعتدال و توسعه صدای ملت تدبیر و توسعه                                          |             | ۲۵۹٬۴۴۲     | ۹۰٬۹۲۱   | ۳۵٫۰۴٪   | برنده    |             |             |            |         |         |
| رشت                    | جبار کوچکی‌نژاد ارم ساداتی  | اصولگرا              | ائتلاف اصولگرایان معتمدین انقلابی                                                               | ۵۸٬۹۲۲      | ۲۵۹٬۴۴۲     | ۲۲٫۷۱٪   | دور دوم  |          | ۱۲۷٬۵۱۶     | ۵۴٬۳۱۶      | ۴۲٫۵۹٪     | برنده   |         |
| رشت                    | محمدصادق حسنی جوریابی      | اصلاح‌طلب             | فهرست امید\|امید اعتدال و توسعه (دور ۲) تدبیر و توسعه (دور ۲) جبههٔ اعتدالگرایان (دور ۲)         | ۴۳٬۶۰۲      | ۲۵۹٬۴۴۲     | ۱۶٫۸۱٪   | دور دوم  | ۵۰٬۴۰۶   | ۱۲۷٬۵۱۶     | ۳۹٫۵۲٪      | برنده      |         |         |
| رشت                    | سید علی آقازاده دافساری    | اصولگرا              | ائتلاف اصولگرایان معتمدین انقلابی                                                               | ۵۸٬۳۹۷      | ۲۵۹٬۴۴۲     | ۲۲٫۵۱٪   | دور دوم  | ۴۸٬۰۱۳   | ۱۲۷٬۵۱۶     | ۳۷٫۶۵٪      | رای نیاورد |         |         |
| رشت                    | سید ولی‌الله عظمتی          | اصولگرا              | ائتلاف اصولگرایان معتمدین انقلابی                                                               | ۵۳٬۳۹۲      | ۲۵۹٬۴۴۲     | ۲۰٫۵۸٪   | دور دوم  | ۲۹٬۸۷۶   | ۱۲۷٬۵۱۶     | ۲۳٫۴۳٪      | رای نیاورد |         |         |
| آستارا                 | ولی داداشی                 | اصولگرا              |                                                                                                 | ۵۰٬۸۶۶      | ۴۹٬۷۲۹      | ۱۴٬۱۷۳   | ۲۸٪      | برنده    |             |             |            |         |         |
| آستانه اشرفیه          | محمدحسین قربانی            | اصولگرا              | فهرست امید\|امید ائتلاف اصولگرایان اعتدال و توسعه                                               |             | ۵۴٬۵۷۴      | ۱۹٬۳۱۱   | ۳۵٫۳۸٪   | برنده    |             |             |            |         |         |
| بندر انزلی             | حسن خسته‌بند                | اصولگرا              | ائتلاف اصولگرایان معتمدین انقلابی                                                               |             | ۴۸٬۵۹۲      | ۱۴٬۹۴۸   | ۳۰٫۷۶٪   | برنده    |             |             |            |         |         |
| رودبار                 | منوچهر جمالی سوسفی         | اصلاح‌طلب             | فهرست امید\|امید (دور ۲) اعتدال و توسعه (دور ۲) تدبیر و توسعه (دور ۲) جبههٔ اعتدالگرایان (دور ۲) |             | ۷۸٬۱۵۵      | ۸٬۲۵۹    | ۱۰٫۵۷٪   | دور دوم  |             | ۴۹٬۶۷۶      | ۲۸٬۳۷۰     | ۵۷٫۱۱٪  | برنده   |
| رودبار                 | صمد مرعشی                  | اصولگرا              | ائتلاف اصولگرایان (دور ۲) اعتدال و توسعه                                                        | ۱۳٬۲۴۰      | ۷۸٬۱۵۵      | ۱۶٫۹۴٪   | دور دوم  | ۲۱٬۳۰۶   | ۴۲٫۸۹٪      | ۴۹٬۶۷۶      | رای نیاورد |         |         |
| رودسر و املش           | اسدالله عباسی              | اصولگرا              | ائتلاف اصولگرایان معتمدین انقلابی                                                               |             | ۱۰۸٬۸۴۰     | ۴۰٬۳۴۵   | ۳۷٫۰۷٪   | برنده    |             |             |            |         |         |
| صومعه‌سرا               | سید کاظم دلخوش اباتری      | اصلاح‌طلب اعتدالگرا   | اعتدال و توسعه صدای ملت تدبیر و توسعه                                                           |             | ۸۳٬۰۴۵      | ۳۵٬۹۰۶   | ۴۳٫۲۴٪   | برنده    |             |             |            |         |         |
| تالش، رضوانشهر و ماسال | محمود شکری                 | اصولگرا              | ائتلاف اصولگرایان معتمدین انقلابی                                                               |             | ۱۸۲٬۵۹۴     | ۴۸٬۸۸۶   | ۲۶٫۷۷٪   | برنده    |             |             |            |         |         |
| فومن و شفت             | محمدمهدی افتخاری           | اصلاح‌طلب             | فهرست امید\|امید تدبیر و توسعه                                                                  |             | ۱۱۱٬۳۸۸     | ۳۳٬۶۴۷   | ۳۰٫۲۱٪   | برنده    |             |             |            |         |         |
| لاهیجان و سیاهکل       | ذبیح نیکفر لیالستانی       | اصولگرا              | ائتلاف اصولگرایان معتمدین انقلابی                                                               |             | ۹۱٬۸۶۰      | ۴۷٬۳۴۱   | ۵۱٫۵۴٪   | برنده    |             |             |            |         |         |
| لنگرود                 | مهرداد بائوج لاهوتی        | اصلاح‌طلب             | فهرست امید\|امید اعتدال و توسعه                                                                 |             | ۷۵٬۷۳۳      | ۲۸٬۸۴۶   | ۳۸٫۰۹٪   | برنده    |             |             |            |         |         |

### استان لرستان
| حوزهٔ انتخاباتی | داوطلب              | گرایش سیاسی            | فهرست | دور نخست    | دور نخست    | دور نخست | دور نخست | دور نخست | دور دوم     | دور دوم     | دور دوم    | دور دوم | دور دوم |
| حوزهٔ انتخاباتی | داوطلب              | گرایش سیاسی            | فهرست | مجموع رای‌ها | رأی‌های درست | شمار رأی | درصد     | نتیجه    | مجموع رای‌ها | رأی‌های درست | شمار رأی   | درصد    | نتیجه   |
| -------------- | ------------------- | ---------------------- | --- | ----------- | ----------- | -------- | -------- | -------- | ----------- | ----------- | ---------- | ------- | ------- |
| خرم‌آباد و دوره | سید محمد بیرانوندی  | اصلاح‌طلب               | فهرست امید\|امید اعتدال و توسعه تدبیر و توسعه جبههٔ اعتدالگرایان (دور ۲)                                                                      |             | ۲۵۱٬۲۱۷     | ۵۲٬۵۴۱   | ۲۰٫۹۱٪   | دور دوم  |             | ۱۷۷٬۱۹۵     | ۷۵٬۰۰۸     | ۴۲٫۳۳٪  | برنده   |
| خرم‌آباد و دوره | محمدرضا ملکشاهی راد | اصولگرا                | ائتلاف اصولگرایان (دور ۲) | ۳۲٬۱۲۷      | ۲۵۱٬۲۱۷     | ۱۲٫۷۹٪   | دور دوم  | ۶۳٬۷۱۰   | ۳۵٫۹۵٪      | ۱۷۷٬۱۹۵     | برنده      |         |         |
| خرم‌آباد و دوره | مرتضی محمودوند      | اصولگرا (رهروان ولایت) | فهرست امید\|امید (دور ۲) اعتدال و توسعه (دور ۲) معتمدین انقلابی                                                                              | ۳۰٬۴۴۴      | ۲۵۱٬۲۱۷     | ۱۲٫۱۲٪   | دور دوم  |          |             | ۱۷۷٬۱۹۵     | رای نیاورد |         |         |
| خرم‌آباد و دوره | اعظم محمدی نیا      |                        | تدبیر و توسعه (دور ۲) جبههٔ اعتدالگرایان (دور ۲)                                                                                              | ۳۱٬۷۲۳      | ۲۵۱٬۲۱۷     | ۱۲٫۶۳٪   | دور دوم  |          |             | ۱۷۷٬۱۹۵     | رای نیاورد |         |         |
| الیگودرز       | محمد خدابخش         | اصولگرا                | بدون فهرست |             | ۷۱٬۲۰۱      | ۲۰٬۹۹۱   | ۲۹٫۴۸٪   | برنده    |             |             |            |         |         |
| بروجرد         | عباس گودرزی بروجردی | اصولگرا                | ائتلاف اصولگرایان (دور ۲) معتمدین انقلابی |             | ۱۴۱٬۹۵۶     | ۲۷٬۵۲۷   | ۱۹٫۳۹٪   | دور دوم  |             | ۱۰۳٬۸۲۹     | ۴۷٬۱۵۶     | ۴۵٫۴۱٪  | برنده   |
| بروجرد         | علاءالدین بروجردی   | اصولگرا (رهروان ولایت) | ائتلاف اصولگرایان اعتدال و توسعه معتمدین انقلابی                                                                                             | ۳۰٬۴۶۶      | ۱۴۱٬۹۵۶     | ۲۱٫۴۶٪   | دور دوم  | ۴۱٬۳۳۰   | ۳۹٫۸۰٪      | ۱۰۳٬۸۲۹     | برنده      |         |         |
| بروجرد         | هادی مقدسی          | اصولگرا                | فهرست امید\|امید (دور ۲) تدبیر و توسعه(دور ۲) جبههٔ اعتدالگرایان (دور ۲)                                                                      | ۲۹٬۱۰۸      | ۱۴۱٬۹۵۶     | ۲۰٫۵۰٪   | دور دوم  |          |             | ۱۰۳٬۸۲۹     | رای نیاورد |         |         |
| بروجرد         | فاطمه مقصودی        | مستقل                  | فهرست امید\|امید (دور ۲) اعتدال و توسعه (دور ۲) تدبیر و توسعه(دور ۲) جبههٔ اعتدالگرایان (دور ۲)                                               | ۲۶٬۸۱۵      | ۱۴۱٬۹۵۶     | ۱۸٫۸۹٪   | دور دوم  |          |             | ۱۰۳٬۸۲۹     | رای نیاورد |         |         |
| پلدختر         | سید حمیدرضا کاظمی   | اصولگرا (رهروان ولایت) | ائتلاف اصولگرایان اعتدال و توسعه |             | ۵۰٬۶۴۲      | ۱۸٬۹۵۰   | ۳۷٫۴۲٪   | برنده    |             |             |            |         |         |
| دلفان و سلسله  | علی رستمیان         | اصولگرا                | بدون فهرست |             | ۱۱۹٬۶۰۳     | ۴۸٬۴۴۰   | ۴۰٫۵۰٪   | برنده    |             |             |            |         |         |
| دورود و ازنا   | مجید کیانپور        | مستقل                  | بدون فهرست |             | ۱۱۸٬۲۸۸     | ۲۰٬۵۷۴   | ۱۷٫۳۹٪   | دور دوم  |             | ۸۹٬۲۴۴      | ۴۵٬۵۵۵     | ۵۱٫۰۴٪  | برنده   |
| دورود و ازنا   | حسین گودرزی         | اصولگرا                | ائتلاف اصولگرایان فهرست امید\|امید (دور ۲) اعتدال و توسعه (دور ۲) معتمدین انقلابی تدبیر و توسعه(دور ۲) جبههٔ اعتدال جبههٔ اعتدالگرایان (دور ۲) | ۲۰٬۹۹۴      | ۱۱۸٬۲۸۸     | ۱۷٫۷۵٪   | دور دوم  |          |             | ۸۹٬۲۴۴      | رای نیاورد |         |         |
| کوهدشت         | اللهیار ملکشاهی     | اعتدالگرا (اصولگرا)    | اعتدال و توسعه صدای ملت تدبیر و توسعه جبههٔ اعتدال                                                                                            |             | ۱۲۸٬۶۲۱     | ۵۷٬۷۱۳   | ۴۴٫۸۷٪   | برنده    |             |             |            |         |         |

### استان مازندران
| ساری و میاندورود                                | علی‌اصغر یوسف‌نژاد    | اصلاح‌طلب           | فهرست امید\|امید اعتدال و توسعه صدای ملت تدبیر و توسعه                                                  |        | ۲۵۶٬۳۲۹ | ۱۱۶٬۵۴۰ | ۴۵٫۴۷٪  | برنده |         |        |            |       |
| ساری و میاندورود                                | محمد دامادی         | اصلاح‌طلب           | فهرست امید\|امید اعتدال و توسعه صدای ملت تدبیر و توسعه                                                  | ۶۷٬۱۵۸ | ۲۵۶٬۳۲۹ | ۲۶٫۲۰٪  | برنده   |       |         |        |            |       |
| بابل                                            | علی نجفی            | اصلاح‌طلب           | فهرست امید\|امید تدبیر و توسعه                                                                          |        | ۲۴۳٬۹۴۱ | ۶۲٬۷۰۸  | ۲۵٫۷۱٪  | برنده |         |        |            |       |
| بابل                                            | حسین نیاز آذری      | مستقل              | اعتدال و توسعه تدبیر و توسعه جبههٔ اعتدالگرایان (دور ۲)                                                  | ۵۸٬۸۴۶ | ۲۴۳٬۹۴۱ | ۲۴٫۱۲٪  | دور دوم |       | ۱۲۳٬۷۵۲ | ۶۳٬۲۰۹ | ۵۱٫۰۷٪     | برنده |
| بابل                                            | نعمت‌الله طاهرنژاد   | اصلاح‌طلب           | اعتدال و توسعه (دور ۲)                                                                                  | ۵۵٬۱۵۸ | ۲۴۳٬۹۴۱ | ۲۲٫۶۱٪  | دور دوم |       | ۱۲۳٬۷۵۲ |        | رای نیاورد |       |
| قائمشهر، سوادکوه، جویبار، سوادکوه شمالی و سیمرغ | عبدالله رضیان       | اصلاح‌طلب           | فهرست امید\|امید اعتدال و توسعه صدای ملت                                                                |        | ۲۲۵٬۰۵۲ | ۶۲٬۱۹۲  | ۲۷٫۶۳٪  | برنده |         |        |            |       |
| قائمشهر، سوادکوه، جویبار، سوادکوه شمالی و سیمرغ | سید علی ادیانی راد  | اصولگرا            | ائتلاف اصولگرایان اعتدال و توسعه (دور ۲) معتمدین انقلابی تدبیر و توسعه(دور ۲) جبههٔ اعتدالگرایان (دور ۲) | ۴۷٬۲۰۳ | ۲۲۵٬۰۵۲ | ۲۰٫۹۷٪  | دور دوم |       | ۱۰۰٬۱۲۰ | ۵۱٬۲۲۲ | ۵۱٫۱۶٪     | برنده |
| قائمشهر، سوادکوه، جویبار، سوادکوه شمالی و سیمرغ | کمال علیپور         | اصولگرا            | ائتلاف اصولگرایان معتمدین انقلابی                                                                       | ۴۶٬۵۱۲ | ۲۲۵٬۰۵۲ | ۲۰٫۶۷٪  | دور دوم |       | ۱۰۰٬۱۲۰ |        | رای نیاورد |       |
| آمل                                             | عزت‌الله یوسفیان ملا | مستقل              | اعتدال و توسعه تدبیر و توسعه                                                                            |        | ۱۸۱٬۹۶۷ | ۸۴٬۴۵۳  | ۴۶٫۴۱٪  | برنده |         |        |            |       |
| بهشهر، نکا و گلوگاه                             | علی‌محمد شاعری       | اصولگرا            | |        | ۱۶۷٬۶۶۸ | ۷۰٬۴۰۳  | ۴۱٫۹۹٪  | برنده |         |        |            |       |
| تنکابن، رامسر و عباس‌آباد                        | شمس‌الله شریعت‌نژاد   | اصلاح‌طلب اعتدالگرا | فهرست امید\|امید اعتدال و توسعه تدبیر و توسعه                                                           |        | ۱۳۵٬۱۳۴ | ۴۶٬۵۲۸  | ۳۴٫۴۳٪  | برنده |         |        |            |       |
| نوشهر، چالوس و کلاردشت                          | قاسم احمدی لاشکی    | اعتدالگرا اصولگرا  | فهرست امید\|امید اعتدال و توسعه صدای ملت تدبیر و توسعه جبههٔ اعتدال                                      |        | ۱۱۲٬۷۶۹ | ۳۹٬۹۸۶  | ۳۵٫۴۶٪  | برنده |         |        |            |       |
| نور و محمودآباد                                 | صفرعلی اسماعیلی     | اصلاح‌طلب           | |        | ۱۳۶٬۳۳۱ | ۳۶٬۸۹۱  | ۲۷٫۰۶٪  | برنده |         |        |            |       |
| بابلسر و فریدونکنار                             | ولی‌الله نانواکناری  | اصولگرا            | ائتلاف اصولگرایان اعتدال و توسعه معتمدین انقلابی تدبیر و توسعه                                          |        | ۹۱٬۹۳۵  | ۳۹٬۳۱۹  | ۴۲٫۷۷٪  | برنده |         |        |            |       |

### استان مرکزی
| حوزهٔ انتخاباتی       | داوطلب            | گرایش سیاسی | فهرست                                                                                                | دور نخست    | دور نخست    | دور نخست | دور نخست | دور نخست | دور دوم     | دور دوم     | دور دوم    | دور دوم | دور دوم |
| حوزهٔ انتخاباتی       | داوطلب            | گرایش سیاسی | فهرست                                                                                                | مجموع رای‌ها | رأی‌های درست | شمار رأی | درصد     | نتیجه    | مجموع رای‌ها | رأی‌های درست | شمار رأی   | درصد    | نتیجه   |
| -------------------- | ----------------- | ----------- | --- | ----------- | ----------- | -------- | -------- | -------- | ----------- | ----------- | ---------- | ------- | ------- |
| اراک، کمیجان و خنداب | علی اکبر کریمی    | اصولگرا     | ائتلاف اصولگرایان معتمدین انقلابی                                                                    |             | ۲۶۵٬۲۸۸     | ۱۰۳٬۲۳۴  | ۳۸٫۹۱٪   | برنده    |             |             |            |         |         |
| اراک، کمیجان و خنداب | سید مهدی مقدسی    | اصلاح‌طلب    | فهرست امید\|امید اعتدال و توسعه (دور ۲) صدای ملت تدبیر و توسعه جبههٔ اعتدال جبههٔ اعتدالگرایان (دور ۲) | ۵۴٬۵۴۶      | ۲۶۵٬۲۸۸     | ۲۰٫۵۶٪   | دور دوم  |          | ۱۴۰٬۶۰۲     | ۸۸٬۰۹۴      | ۶۲٫۶۵٪     | برنده   |         |
| اراک، کمیجان و خنداب | محمدحسن آصفری     | اصولگرا     | ائتلاف اصولگرایان معتمدین انقلابی                                                                    | ۶۷٬۱۵۸      | ۲۶۵٬۲۸۸     | ۲۶٫۲۰٪   | دور دوم  |          | ۱۴۰٬۶۰۲     |             | رای نیاورد |         |         |
| تفرش و آشتیان        | محمد حسینی        | اصلاح‌طلب    | بدون فهرست                                                                                           |             | ۴۸٬۴۶۳      | ۱۳٬۰۴۲   | ۲۶٫۹۱٪   | برنده    |             |             |            |         |         |
| خمین                 | محمدابراهیم رضایی | اصولگرا     | تدبیر و توسعه                                                                                        |             | ۴۹٬۳۱۵      | ۲۲٬۶۶۴   | ۴۵٫۹۶٪   | برنده    |             |             |            |         |         |
| ساوه و زرندیه        | محمدرضا منصوری    | اصلاح‌طلب    | فهرست امید\|امید (دور ۲) اعتدال و توسعه (دور ۲) تدبیر و توسعه(دور ۲)                                 |             | ۱۲۲٬۶۲۴     | ۲۲٬۷۶۲   | ۱۸٫۵۶٪   | دور دوم  |             | ۶۸٬۲۲۶      | ۳۶٬۲۶۴     | ۵۳٫۱۵٪  | برنده   |
| ساوه و زرندیه        | شهلا میرگلوبیات   | اصولگرا     | ائتلاف اصولگرایان معتمدین انقلابی جبههٔ اعتدال جبههٔ اعتدالگرایان (دور ۲)                              | ۲۳٬۸۸۱      | ۱۲۲٬۶۲۴     | ۱۹٫۴۷٪   | دور دوم  |          |             | ۶۸٬۲۲۶      | رای نیاورد |         |         |
| شازند                | علی ابراهیمی      | اصلاح‌طلب    | فهرست امید\|امید اعتدال و توسعه (دور ۲) تدبیر و توسعه(دور ۲) جبههٔ اعتدال جبههٔ اعتدالگرایان (دور ۲)   |             | ۶۸٬۴۷۴      | ۱۱٬۵۸۳   | ۱۶٫۹۲٪   | دور دوم  |             | ۴۳٬۸۸۵      | ۲۳٬۵۳۶     | ۵۳٫۶۳٪  | برنده   |
| شازند                | صاحبعلی غفاری     | اصولگرا     | ائتلاف اصولگرایان (دور ۲)                                                                            | ۱۵٬۷۱۹      | ۶۸٬۴۷۴      | ۲۲٫۹۶٪   | دور دوم  |          |             | ۴۳٬۸۸۵      | رای نیاورد |         |         |
| محلات و دلیجان       | علیرضا سلیمی      | اصولگرا     | ائتلاف اصولگرایان صدای ملت معتمدین انقلابی                                                           |             | ۴۳٬۱۴۱      | ۱۱٬۴۷۰   | ۲۶٫۵۹٪   | برنده    |             |             |            |         |         |

### استان هرمزگان
| حوزهٔ انتخاباتی                            | داوطلب             | گرایش سیاسی       | فهرست                                                       | دور نخست    | دور نخست    | دور نخست | دور نخست | دور نخست | دور دوم     | دور دوم     | دور دوم    | دور دوم | دور دوم    |
| حوزهٔ انتخاباتی                            | داوطلب             | گرایش سیاسی       | فهرست                                                       | مجموع رای‌ها | رأی‌های درست | شمار رأی | درصد     | نتیجه    | مجموع رای‌ها | رأی‌های درست | شمار رأی   | درصد    | نتیجه      |
| ----------------------------------------- | ------------------ | ----------------- | ----------------------------------------------------------- | ----------- | ----------- | -------- | -------- | -------- | ----------- | ----------- | ---------- | ------- | ---------- |
| بندرعباس و قشم وابوموسی و حاجی‌آباد و خمیر | حسین هاشمی تختی    | اصولگرا           | ائتلاف اصولگرایان معتمدین انقلابی                           |             | ۳۶۲٬۰۴۲     | ۱۷۷٬۸۲۶  | ۴۹٫۱۲٪   | برنده    |             |             |            |         |            |
| بندرعباس و قشم وابوموسی و حاجی‌آباد و خمیر | احمد مرادی         | اصولگرا اعتدالگرا | تدبیر و توسعه                                               | ۱۳۶٬۹۳۵     | ۳۶۲٬۰۴۲     | ۳۷٫۸۲٪   | برنده    |          |             |             |            |         |            |
| بندرعباس و قشم وابوموسی و حاجی‌آباد و خمیر | محمد آشوری تازیانی | اصولگرا           | ائتلاف اصولگرایان صدای ملت معتمدین انقلابی                  | ۱۲۷٬۳۶۹     | ۳۶۲٬۰۴۲     | ۳۵٫۱۸٪   | برنده    |          |             |             |            |         |            |
| بندرلنگه و بستک و پارسیان                 | خالد زمزم نژاد     | اصلاح‌طلب          | فهرست امید\|امید تدبیر و توسعه(دور ۲)                       |             | ۱۲۴٬۳۴۲     | ۲۹٬۷۹۹   | ۲۳٫۹۷٪   | دور دوم  |             | ۹۹٬۵۳۶      | ۶۰٬۷۵۹     | ۶۱٫۰۴٪  | ابطال آراء |
| بندرلنگه و بستک و پارسیان                 | احمد جباری         | اصولگرا           | ائتلاف اصولگرایان معتمدین انقلابی جبههٔ اعتدالگرایان (دور ۲) | ۲۹٬۱۵۰      | ۱۲۴٬۳۴۲     | ۲۳٫۴۴٪   | دور دوم  |          |             | ۹۹٬۵۳۶      | رای نیاورد |         |            |
| میناب و رودان و جاسک و سیریک              | سید مصطفی ذوالقدر  | اصلاح‌طلب          | فهرست امید\|امید تدبیر و توسعه                              |             | ۲۴۷٬۰۶۱     | ۷۵٬۱۷۵   | ۳۰٫۴۳٪   | برنده    |             |             |            |         |            |

### استان همدان
| حوزهٔ انتخاباتی   | داوطلب               | گرایش سیاسی            | فهرست                                                                                       | دور نخست    | دور نخست    | دور نخست | دور نخست   | دور نخست | دور دوم     | دور دوم     | دور دوم    | دور دوم | دور دوم |
| حوزهٔ انتخاباتی   | داوطلب               | گرایش سیاسی            | فهرست                                                                                       | مجموع رای‌ها | رأی‌های درست | شمار رأی | درصد       | نتیجه    | مجموع رای‌ها | رأی‌های درست | شمار رأی   | درصد    | نتیجه   |
| ---------------- | -------------------- | ---------------------- | ------------------------------------------------------------------------------------------- | ----------- | ----------- | -------- | ---------- | -------- | ----------- | ----------- | ---------- | ------- | ------- |
| همدان و فامنین   | حمیدرضا حاجی بابایی  | اصولگرا                | ائتلاف اصولگرایان معتمدین انقلابی                                                           |             | ۲۶۸٬۷۳۹     | ۱۳۳٬۳۴۳  | ۴۹٫۶۲٪     | برنده    |             |             |            |         |         |
| همدان و فامنین   | امیر خجسته           | اصولگرا (رهروان ولایت) | صدای ملت تدبیر و توسعه جبههٔ اعتدال                                                          | ۸۰٬۳۰۶      | ۲۶۸٬۷۳۹     | ۲۹٫۸۸٪   | برنده      |          |             |             |            |         |         |
| همدان و فامنین   | سید محمدکاظم حجازی   | اصولگرا                | ائتلاف اصولگرایان                                                                           | ۵۵٬۳۶۴      | ۲۶۸٬۷۳۹     | ۲۰٫۶۰٪   | رای نیاورد |          |             |             |            |         |         |
| همدان و فامنین   | سید مرتضی حسنی حلم   | اصولگرا                | فهرست امید\|امید                                                                            | ۴۸٬۳۲۸      | ۲۶۸٬۷۳۹     | ۱۷٫۹۸٪   | رای نیاورد |          |             |             |            |         |         |
| همدان و فامنین   | علی اسدی             | اصلاح‌طلب               | فهرست امید\|امید                                                                            | ۲۹٬۰۰۵      | ۲۶۸٬۷۳۹     | ۱۰٫۷۹٪   | رای نیاورد |          |             |             |            |         |         |
| اسدآباد          | اکبر رنجبرزاده       | اصولگرا                | ائتلاف اصولگرایان معتمدین انقلابی                                                           |             | ۵۲٬۴۳۸      | ۱۹٬۴۳۰   | ۳۷٫۰۵٪     | برنده    |             |             |            |         |         |
| بهار و کبودراهنگ | محمدعلی پورمختار     | اصولگرا (رهروان ولایت) | ائتلاف اصولگرایان                                                                           |             | ۱۴۲٬۳۶۶     | ۳۹٬۷۲۵   | ۲۷٫۹۰٪     | برنده    |             |             |            |         |         |
| تویسرکان         | محمدمهدی مفتح        | اصولگرا (رهروان ولایت) | ائتلاف اصولگرایان فهرست امید\|امید صدای ملت معتمدین انقلابی جبههٔ اعتدال                     |             | ۵۲٬۹۹۰      | ۳۹٬۶۲۳   | ۷۴٫۷۷٪     | برنده    |             |             |            |         |         |
| رزن              | حسن لطفی             | اصلاح‌طلب               | فهرست امید\|امید اعتدال و توسعه (دور ۲) تدبیر و توسعه جبههٔ اعتدال جبههٔ اعتدالگرایان (دور ۲) |             | ۶۳٬۸۲۰      | ۱۵٬۰۱۳   | ۲۳٫۵۲٪     | دور دوم  |             | ۴۸٬۹۳۴      | ۲۵٬۹۹۷     | ۵۳٫۰۸٪  | برنده   |
| رزن              | عطاءالله سلطانی صبور | اصولگرا                | ائتلاف اصولگرایان معتمدین انقلابی                                                           | ۱۴٬۸۹۹      | ۶۳٬۸۲۰      | ۲۳٫۳۵٪   | دور دوم    | ۲۳٬۱۳۸   | ۴۷٫۲۸٪      | ۴۸٬۹۳۴      | رای نیاورد |         |         |
| ملایر            | محمد کاظمی           | اصلاح‌طلب               | فهرست امید\|امید تدبیر و توسعه جبههٔ اعتدال                                                  |             | ۱۳۳٬۵۸۲     | ۴۵٬۲۸۲   | ۳۳٫۹۰٪     | برنده    |             |             |            |         |         |
| ملایر            | احد آزادیخواه        | اصولگرا                | ائتلاف اصولگرایان معتمدین انقلابی                                                           | ۲۹٬۸۷۲      | ۱۳۳٬۵۸۲     | ۲۲٫۳۶٪   | دور دوم    |          | ۶۷٬۸۶۷      | ۳۴٬۳۱۳      | ۵۰٫۵۵٪     | برنده   |         |
| ملایر            | علیرضا امامی         | اصلاح‌طلب               | فهرست امید\|امید اعتدال و توسعه (دور ۲) تدبیر و توسعه(دور ۲) جبههٔ اعتدالگرایان (دور ۲)      | ۲۱٬۰۳۲      | ۱۳۳٬۵۸۲     | ۱۵٫۷۴٪   | دور دوم    | ۳۳٬۵۵۴   | ۶۷٬۸۶۷      | ۴۹٫۴۴٪      | رای نیاورد |         |         |
| نهاوند           | حسن بهرام نیا        | اصولگرا                | ائتلاف اصولگرایان معتمدین انقلابی                                                           |             | ۹۰٬۴۳۲      | ۳۱٬۱۳۲   | ۳۴٫۴۳٪     | برنده    |             |             |            |         |         |

### استان یزد
| حوزهٔ انتخاباتی               | داوطلب                   | گرایش سیاسی | فهرست                                                     | دور نخست    | دور نخست    | دور نخست | دور نخست | دور نخست | دور دوم     | دور دوم     | دور دوم    | دور دوم | دور دوم |
| حوزهٔ انتخاباتی               | داوطلب                   | گرایش سیاسی | فهرست                                                     | مجموع رای‌ها | رأی‌های درست | شمار رأی | درصد     | نتیجه    | مجموع رای‌ها | رأی‌های درست | شمار رأی   | درصد    | نتیجه   |
| ---------------------------- | ------------------------ | ----------- | --------------------------------------------------------- | ----------- | ----------- | -------- | -------- | -------- | ----------- | ----------- | ---------- | ------- | ------- |
| یزد و صدوق                   | سید ابوالفضل موسوی بیوکی | اصلاح‌طلب    | فهرست امید\|امید تدبیر و توسعه جبههٔ اعتدال                |             | ۲۴۷٬۲۵۹     | ۱۲۴٬۴۴۸  | ۵۰٫۳۳٪   | برنده    |             |             |            |         |         |
| اردکان                       | محمدرضا تابش             | اصلاح‌طلب    | فهرست امید\|امید صدای ملت تدبیر و توسعه جبههٔ اعتدال       |             | ۴۱٬۸۴۱      | ۲۵٬۵۷۱   | ۶۱٫۱۱٪   | برنده    |             |             |            |         |         |
| مهریز و بافق و ابرکوه و خاتم | محمدرضا صباغیان بافقی    | اصلاح‌طلب    | فهرست امید\|امید (دور ۲) جبههٔ اعتدالگرایان (دور ۲)        |             | ۱۱۱٬۸۳۱     | ۲۷٬۴۸۳   | ۲۴٫۵۸٪   | دور دوم  |             | ۷۳٬۲۲۳      | ۴۲٬۱۵۹     | ۵۷٫۵۷٪  | برنده   |
| مهریز و بافق و ابرکوه و خاتم | محمدرضا بابایی دره       | اصولگرا     | ائتلاف اصولگرایان معتمدین انقلابی                         | ۲۲٬۱۴۱      | ۱۱۱٬۸۳۱     | ۱۹٫۸۰٪   | دور دوم  | ۳۱٬۰۴۶   | ۴۲٫۴۰٪      | ۷۳٬۲۲۳      | رای نیاورد |         |         |
| تفت و میبد                   | کمال دهقانی فیروزآبادی   | اصلاح‌طلب    | فهرست امید\|امید اعتدال و توسعه تدبیر و توسعه جبههٔ اعتدال |             | ۶۸٬۳۳۴      | ۲۷٬۴۸۰   | ۴۰٫۲۱٪   | برنده    |             |             |            |         |         |

### اقلیت‌های دینی
| حوزهٔ انتخاباتی         | داوطلب                      | گرایش سیاسی | فهرست      | دور نخست    | دور نخست    | دور نخست | دور نخست | دور نخست |
| حوزهٔ انتخاباتی         | داوطلب                      | گرایش سیاسی | فهرست      | مجموع رای‌ها | رأی‌های درست | شمار رأی | درصد     | نتیجه    |
| ---------------------- | --------------------------- | ----------- | ---------- | ----------- | ----------- | -------- | -------- | -------- |
| مسیحیان ارمنی جنوب     | ژرژیک ابرامیان              | مستقل       | بدون فهرست |             | ۲٬۲۹۰       | ۲٬۲۹۰    | ۱۰۰٪     | برنده    |
| مسیحیان ارمنی شمال     | کارن خانلری                 | مستقل       | بدون فهرست |             | ۱۱٬۸۴۰      | ۸٬۶۳۱    | ۷۲٫۹۰٪   | برنده    |
| زرتشتیان               | اسفندیار اختیاری کسنویه یزد | مستقل       | بدون فهرست |             | ۶٬۶۷۲       | ۳٬۹۶۶    | ۵۹٫۴۴٪   | برنده    |
| کلیمیان                | سیامک مره صدق               | مستقل       | بدون فهرست |             | ۳٬۳۹۷       | ۲٬۴۴۹    | ۷۲٫۰۹٪   | برنده    |
| مسیحیان آشوری و کلدانی | یوناتن بت کلیا              | مستقل       | بدون فهرست |             | ۳٬۸۰۵       | ۲٬۲۱۲    | ۵۸٫۱۳٪   | برنده    |

## دور نخست
طبق قانون هر نماینده‌ای که بتواند چهاریک رای‌های حوزه‌اش را بیاورد، برگزیده می‌شود، وگرنه انتخابات در دور دوم برگزار می‌گردد. در دور دوم دو برابر نیاز کرسی‌ها رقابت می‌کنند.
دور نخست این انتخابات در سراسر ایران با مشارکت حدود ۳۴ میلیون نفر از مردم برگزار شد که معادل ۶۲٪ واجدین شرایط شرکت در انتخابات به‌شمار می‌رفت. مشارکت در تهران حدود ۵۰٪ بود.
در دور اول این انتخابات تکلیف حدود ۲۲۰ کرسی از ۲۹۰ کرسی مشخص شد. فهرست امید و فهرست ائتلاف اصولگرایان رقابت تنگاتنگی داشتند. فهرست امید حدود ۸۳ کرسی و فهرست ائتلاف اصولگرایان حدود ۷۸ کرسی به دست آوردند. فهرست صدای ملت نیز حدود ۱۰ کرسی به دست آورد.
بر پایهٔ آمار بررسی گرایش‌ها از سوی برخی رسانه‌های خبری اصولگرا و خارجی، در مجموع اصولگرایان حدود ۹۲≈۱۰۳ کرسی و اصلاح‌طلبان و اعتدالگرایان حدود ۸۴≈۹۵ کرسی و مستقلان نزدیک به ۲۳≈۴۵ کرسی به دست آوردند. ۵ کرسی نیز سهم اقلیت‌های دینی بود.
در دور نخست هیچ‌کدام از فهرست‌ها و گرایش‌ها نتوانستند اکثریت مطلق را به دست آورند.
در حوزه انتخابیه تهران، شمیرانات، ری و اسلامشهر اصلاح‌طلبان و حامیان دولت هر ۳۰ کرسی را تصاحب کردند.
در نتیجهٔ این انتخابات، شماری از نمایندگان عالی رتبهٔ مجلس نهم همچون محمدحسن ابوترابی فرد نایب رئیس مجلس نهم از ورود به مجلس دهم بازماند. از ۱۲ عضو هیئت رئیسه مجلس نهم، ۵ نفر در دور اول مستقیماً به مجلس دهم وارد شدند و دو نفر نیز به دور دوم راه یافتند.

## ابطال نتیجه‌ها

### دور نخست
رای خانم مینو خالقی نفر سوم اصفهان باطل شد و قرار شد در انتخابات میاندوره‌ای نمایندهٔ اصفهان مشخص شود.
همچنین در حوزهٔ کهنوج و منوجان و فاریاب و رودبار جنوب و قلعه‌گنج، رای دو حوزهٔ فرعی رودبار جنوب و قلعه‌گنج باطل شد و تنها رای حوزه‌های فرعی کهنوج و منوجان و فاریاب تأیید شد، البته نتیجهٔ انتخابات کل حوزه تغییری نکرد.

### دور دوم
در دور دوم نیز رأی آقای خالد زمزم‌نژاد و بیت‌الله عبداللهی ابطال گردید.

## پی‌نوشت و منبع
1. ↑  شهرام کوسه غراوی منتخب مینودشت و کلاله تپه نیز در لیست امید قرار داشته است
2. ↑  «شکاف میان لیست امید و حامیان دولت در گلستان/ سید نجیب حسینی باز هم سرش بی کلاه ماند». گلستان ما.
3. ↑  +افراد مشترک با سه فهرست قبلی همچنین علی مطهری رهبر صدای ملت مشترک با فهرست امید
4. 1 2  سه نامزد میان ائتلاف اصولگرایان و فهرست امید مشترک اند: مفتح از تویسرکان، سلیمانی از کنگاور، قربانی از آستانهٔ اشرفیه
5. ↑  شهرام کوسه غراوی منتخب مینودشت و کلاله تپه نیز در لیست امید قرار داشته است
6. ↑  «شکاف میان لیست امید و حامیان دولت در گلستان/ سید نجیب حسینی باز هم سرش بی کلاه ماند». گلستان ما.
7. ↑  ۷ نفر غیرمشترک با ائتلاف بزرگ اصولگرایان
8. ↑  اطلاعات دور دوم مربوط به نامزدهای غیرمشترک با لیست‌هایی اصلی است که به مجلس راه یافتند
9. 1 2 3 4  عمدتا مشترک با فهرست‌های دیگر
10. 1 2  نامزدان موردحمایت در دور دوم یافت نشد
11. ↑  آرای مینو خالقی منتخب سوم اصفهان+آرای دو حوزه فرعی رودبار جنوب و گنج قلعه باطل شد
12. ↑  آرای خالد زمزم نژاد منتخب بندر لنگه، بستک و پارسیان و بیت الله عبداللهی منتخب اهر و هریس باطل شد
13. ↑  ۱ منتخب+ ۲ حوزهٔ اصلی+ ۲ حوزه فرعی
14. ↑  در خبرگزاری‌ها تعداد واجدان حدود ۱۷ میلیون نفر اعلام شده‌بود. رقم کنون با تقسیم میزان مشارکت بر درصد مشارکت محاسبه شده‌است
15. ↑  در خبرگزاری‌ها مشارکت اولیه بیش از ۳۰ درصد اعلام شده‌بود که این رقم با مشارکت ۶ میلیونی در گزارش وزیر کشور و واجدان ۱۷ میلیونی اعلام‌شده از قبل سازگار است، اما در گزارش وزیر کشور رقم ۴۸٫۳۳٪ آمده‌است که قطعا غلط است و احتمالا ممیّز برعکس ذکر شده‌است، چنانچه در برخی خبرگزاری‌های نیز رقم ۳۳٫۴۸ ذکر شده‌است، مانند خانهٔ ملت خبرگزاری رسمی مجلس.
16. ↑  «مقیمی خبر داد: ۵۴ میلیون و ۹۱۵ هزار و ۲۴ نفر واجد شرایط رأی دادن در انتخابات 7 اسفند». ستاد انتخابات کشور. ۲۵ بهمن ۱۳۹۴.
17. 1 2  «گزارش وزیر کشور در افتتاحیهٔ دهمین دورهٔ مجلس شورای اسلامی». وزارت کشور جمهوری اسلامی ایران. ۸ خرداد ۱۳۹۵.
18. ↑  «نتایج انتخابات «مجلس» + جدول گرایش‌ها». ایسنا. ۱۰ اسفند ۱۳۹۴. دریافت‌شده در ۱۰ اسفند ۱۳۹۴.
19. ↑  «آمار رسمی نتایج انتخابات مجلس در سراسر کشور به تفکیک استان و گرایش سیاسی+ جدول». آفتاب. ۸ اسفند ۱۳۹۴. دریافت‌شده در ۱۳ اسفند ۱۳۹۴به اشتباه ۵ کرسی بیشتر به مستقلان اختصاص داده‌شده‌است، در دور نخست ۲۲۱ کرسی برگزیده شده‌اند
20. ↑  «تقسیم‌بندی دقیق کرسی‌های مجلس بر اساس فهرست‌های انتخاباتی/ نقش تعیین کننده مستقلین/ سرنوشت سیاسی مجلس دهم در مرحله دوم مشخص می‌شود». عصر ایران. ۱۱ اسفند ۱۳۹۴به اشتباه ۵ کرسی بیشتر به مستقلان اختصاص داده‌شده‌است، در دور نخست ۲۲۱ کرسی برگزیده شده‌اند
21. ↑  «نتایج انتخابات «مجلس» در سراسر کشور + جدول گرایش‌ها». الف. ۱۱ اسفند ۱۳۹۴به اشتباه ۵ کرسی بیشتر به مستقلان اختصاص داده‌شده‌است، در دور نخست ۲۲۱ کرسی برگزیده شده‌اند
22. ↑  «لیست نهایی نامزدهای «ائتلاف بزرگ اصولگرایان» و «خبرگان جامعه مدرسین» در سراسر کشور +اسامی». فراکسیون اصولگرایان مجلس شورای اسلامی. ۶ اسفند ۱۳۹۴از این فهرست ۶۶ نفر راهی مجلس شدند، همچنین از شاهرود و دامغان و آستانهٔ اشرفیه نیز سه نماینده از ائتلاف به مجلس راه یافتند
23. ↑  «لیست نهایی نامزدهای ائتلاف بزرگ اصولگرایان در سراسر کشور + اسامی». مشرق. ۲۹ بهمن ۱۳۹۴در این فهرست نامزد حوزه‌های دامغان و شاهرود نیز معرفی شده‌اند
24. ↑  «سردار علیزاده در گفتگو با آستان‌خبر: محمدحسین قربانی کاندیدای منتخب ائتلاف اصولگرایان گیلان شد». آستان‌خبر. ۵ اسفند ۱۳۹۴نامزد ائتلاف در آستانهٔ اشرفیه
25. 1 2 3 4 5 6  «چه کسانی از البرز به مجلس راه یافتند/ اصول‌گرایان در راه بهارستان». مهر. ۱۰ اسفند ۱۳۹۴نامزدان موردحمایت ائتلاف در استان البرز هیچ‌کدام رای نیاورده‌اند، البته نامزدان برگزیده هرسه اصولگرا اند
26. ↑  «راهیابی نامزد مستقل به مجلس از گرمسار». خبرآنلاین. ۸ اسفند ۱۳۹۴نامزد برگزیدهٔ گرمسار جزو فهرست اصولگرایان نیست
27. ↑  «کاندیداهای مورد حمایت اصولگرایان در شاهرود و گرمسار مشخص شدند». تسنیم. ۲۶ بهمن ۱۳۹۴.
28. 1 2  «تیتریک: ائتلاف اصولگرایان نام نامزدهای این حزب را اعلام کرد که در این لیست هیچ نماینده‌ای از دامغان ندارد». تیتریک. ۳۰ بهمن ۱۳۹۴.
29. ↑  آقای مرادی در فهرست ائتلاف اصولگرایان نبوده بلکه آقای جراره بوده‌است
30. ↑  «شورای ائتلاف اصولگرایان کرمانشاه به نتیجه قطعی رسید/ اعلام کاندیداهای مورد حمایت در حوزه‌های انتخابی 6 گانه + اسامی». آبادگران جوان کرمانشاه. ۲۷ بهمن ۱۳۹۴در قصرشیرین نامزد موردحمایت ائتلاف آقای فتح‌الله حسینی بوده ولی آقای تجری نامزد اصولگرای موردحمایت آبادگران جوان راهی مجلس شد
31. 1 2 3  «لیست‌های مورد حمایت اصلاح‌طلبان در استان‌ها». ایسنا. ۵ اسفند ۱۳۹۴در کازرون و فسا نامزدی معرفی نشده‌بود. در سپیدان نیز آقای علی ناصری حمایت شده‌بود
32. ↑  «رقابت‌های داغ انتخاباتی در سقز و بانه/ نگاهی به آرایش سیاسی و برنامه کاندیداها». کردپرس. ۲ اسفند ۱۳۹۴شورای هماهنگی از آقای عزت‌پناه حمایت کرده. تنها بخشی از جوانان و دانشجویان اعتدالی از آقای بیگلری حمایت کرده‌اند
33. 1 2 3 4  «اسامی نهایی کاندیداهای اصلاح طلبان در سراسر ایران برای انتخابات مجلس دهم». عصر ایران. ۵ اسفند ۱۳۹۴در نوشهر به اشتباه نام نامزد دیگری ذکر شده‌است
34. ↑  «دکتر جواد جمالی در لیست ائتلاف فراگیر اصلاح طلبان قرار گرفت!». فسایی. ۱ اسفند ۱۳۹۴.
35. ↑  ghnews.com/fa/doc/note/174687/بررسی-تحلیلی-پیش-بینی-نتایج-انتخابات-مجلس-شورای-اسلامی-غرب-استان-مازندران «بررسی تحلیلی و پیش‌بینی نتایج انتخابات مجلس شورای اسلامی در غرب استان مازندران» مقدار |نشانی= را بررسی کنید (کمک). بلاغ مازندران. ۵ اسفند ۱۳۹۴شورای هماهنگی اصلاحطلبان از میان آقایان لاشکی و ریاحی در نهایت لاشکی را برگزیدند
36. ↑  «نامزدهای اصلاح طلبان کشور در حوزه انتخابیه کنگاور و سنقر». آبادگران جوان کرمانشاه. ۳۰ اسفند ۱۳۹۴. تاریخ وارد شده در |تاریخ= را بررسی کنید (کمک)
37. ↑  «هاشم‌ورزی گزینه نهایی اصلاح‌طلبان بابلسر و فریدونکنار». مجلس مازندران. ۲۹ بهمن ۱۳۹۴آقای هاشم‌ورزی نامزد اصلاحطلبان بود که آقای نانواکناری رای آورد
38. ↑  «تکلیف290 کرسی مجلس مشخص شد/کسب 83 کرسی توسط اطلاح طلبان/ ورود نماینده اقلیت با 100درصدآرا». خبرآنلاین. ۸ اسفند ۱۳۹۴آقای لاشکی مشترک با فهرست امید است که اشتباه ذکر شده‌است، و آقای بیگلری اختصاصی صدای ملت است که به اشتباه مشترک ذکر شده‌است
39. 1 2  «لیست نهایی جبهه اعتدال در سراسر کشور». اتاق خبر. ۴ اسفند ۱۳۹۴.
40. ↑  «نتایج انتخابات مجلس دهم در سراسر کشور+جدول تفکیکی». فارس. ۱۰ اسفند ۱۳۹۴. دریافت‌شده در ۱۳ اسفند ۱۳۹۴فارس ۹۲ کرسی به اصلاحطلبان و اعتدالگرایان (۹ کرسی بیش از فهرست) و ۹۹ کرسی به اصولگرایان (۱۲ کرسی بیش از فهرست) نسبت داده و ۲۹ تا به مستقلان. به اشتباه ۱ کرسی کمتر حساب شده‌است، در دور نخست ۲۲۱ کرسی برگزیده شده‌اند
41. ↑  «اسامی نهایی نمایندگان مجلس دهم/ تغییر ۵۳ درصدی ترکیب مجلس نهم + جدول اسامی و گرایش». تسنیم. ۱۰ اسفند ۱۳۹۴. دریافت‌شده در ۱۳ اسفند ۱۳۹۴تسنیم ۸۴ کرسی به اصلاحطلبان و اعتدالگرایان (۱ کرسی بیش از فهرست) و ۱۰۱ کرسی به اصولگرایان (۱۴ کرسی بیش از فهرست) نسبت داده و ۲۸ تا به مستقلان.
42. ↑  «بالاخره پیروز انتخابات اصولگرایان اند یا اصلاح طلبان؟! / جدول گرایش سیاسی مجلس دهم/ آمار و ارقام جالب انتخاباتی». تابناک. ۱۲ اسفند ۱۳۹۴تابناک ۸۶ کرسی به اصلاحطلبان و اعتدالگرایان (۳ کرسی بیش از فهرست) و ۹۶ کرسی به اصولگرایان (۹ کرسی بیش از فهرست) نسبت داده و ۳۹ تا به مستقلان.
43. ↑  «آرایش سیاسی مجلس دهم/ ناکامان انتخابات/ریزش آرای چهره‌ها». خبرگزاری مهر. ۱۱ اسفند ۱۳۹۴خبرگزاری مهر، ۹۸ تن اصولگرا و ۹۵ تن اصلاحطلب به مجلس راه یافته‌اند از مجموع ۲۲۱ نفر
44. ↑  "Elections gains unlikely to shift Iran power balance fast" (به انگلیسی). ۲٬۰۱۶ مارس ۱رویترز ۹۰ کرسی به اصلاحطلبان و اعتدالگرایان (۷ کرسی بیش از فهرست) و ۱۱۲ کرسی به اصولگرایان (۳۴ کرسی بیش از فهرست) نسبت داده و ۲۹ تا به مستقلان. به اشتباه ۱۰ کرسی بیشتر حساب شده‌است، در دور نخست ۲۲۱ کرسی برگزیده شده‌اند، از اینرو با توجه به شباهت آن به آمار فارس، ۱۰ کرسی را احتمالاً به اشتباه به اصولگرایان افزوده‌باشد {{cite news}}: Check date values in: |تاریخ= (help)نگهداری CS1: پست اسکریپت (link)
45. ↑  "Final tally shows strong gains for Iran president but no majority" (به انگلیسی). ۲٬۰۱۶ فوریه ۲۹خبرگزاری فرانسه ۹۵ کرسی به اصلاحطلبان و اعتدالگرایان (۱۲ کرسی بیش از فهرست) و ۱۰۳ کرسی به اصولگرایان (۲۵ کرسی بیش از فهرست) نسبت داده، به درستی و گفته ۶۹ کرسی در دور بعد مشخص خواهد شد {{cite news}}: Check date values in: |تاریخ= (help)نگهداری CS1: پست اسکریپت (link)
46. ↑  «حامیان دولت با پیروزی در دور دوم انتخابات اکثریت نسبی مجلس را به دست آوردند». بی بی سی فارسی. ۱۱ اردیبهشت ۱۳۹۵.
47. ↑  «نتایج مجلس شورای اسلامی». لیست امید. بایگانی‌شده از اصلی در ۶ مارس ۲۰۱۶.
48. 1 2 3 4 5 6 7 8 9 10 11 12 13 14 15 16 17 18 19 20 21 22 23 24 25 26 27 28 29 30 31 32 33 34 35 36 37 38 39 40 41 42 43 44 45 46 47 48 49 50 51 52 53  «آمار مستند تسنیم از سهم اصولگرایان، اصلاح‌طلبان، اعتدال‌گرایان و مستقل‌ها». نسنیمگزارش ادعایی خبرگزاری اصولگرای تسنیم مبنی بر گرایش سیاسی نمایندگان برگزیده
49. ↑  «لیست ائتلاف معتمدین انقلابی اصولگرا در سراسر کشور منتشر شد + جدول». رجا. ۳ اسفند ۱۳۹۴.
50. ↑  «لیست نهایی نامزدهای «ائتلاف بزرگ اصولگرایان» و «خبرگان جامعه مدرسین» در سراسر کشور +اسامی». فراکسیون اصولگرایان مجلس شورای اسلامی. ۶ اسفند ۱۳۹۴. بایگانی‌شده از اصلی در ۱۵ مارس ۲۰۱۶. دریافت‌شده در ۶ آوریل ۲۰۱۶.
51. 1 2 3 4 5 6 7 8 9  «جدول اسامی نامزدهای مورد حمایت «امید» در مرحله دوم انتخابات». ایسنا. ۱۸ فروردین ۱۳۹۵گزارش ادعایی خبرگزاری ایسنا مبنی بر گرایش سیاسی نمایندگان راه‌یافته به دور دوم از فهرست امید
52. 1 2 3 4 5 6 7 8 9 10 11 12 13 14 15 16 17 18 19 20 21 22 23 24 25 26 27 28 29 30 31 32 33 34 35 36 37 38 39 40 41 42 43 44 45 46 47 48 49 50 51 52 53 54 55 56 57 58 59 60 61 62 63 64 65 66 67 68 69 70 71 72 73 74 75 76 77 78 79 80 81 82 83 84 85 86 87 88 89 90 91 92 93 94 95 96 97 98 99 100 101 102 103  «آخرین نتایج انتخابات کل کشور به روایت اخبار رسمی +جدول نهایی». تابناک. ۸ اسفند ۱۳۹۴گزارش ادعایی خبرگزاری تابناک مبنی بر گرایش سیاسی نمایندگان برگزیده
53. 1 2 3 4 5 6 7 8 9 10 11 12 13 14 15 16 17 18 19 20 21 22 23 24 25 26 27 28 29 30 31 32 33 34 35 36 37 38 39 40 41 42 43 44 45 46 47 48 49 50 51 52 53 54 55 56 57 58 59 60 61 62 63 64 65 66 67 68 69 70 71 72 73 74 75 76 77 78 79 80 81 82 83 84 85 86  «نتایج انتخابات مجلس دهم در سراسر کشور+جدول تفکیکی». فارس. ۸ اسفند ۱۳۹۴گزارش ادعایی خبرگزاری اصولگرای فارس مبنی بر گرایش سیاسی نمایندگان برگزیده
54. 1 2 3 4 5 6 7 8 9 10 11 12 13 14 15 16 17 18 19 20 21 22 23 24 25 26 27 28 29 30 31 32 33 34 35 36 37 38 39 40 41 42  «آخرین نتایج شمارش آراء دهمین دوره انتخابات مجلس به تفکیک استان‌ها/ نتایج نهایی شمارش آراء در تهران +جدول». مشرق. ۸ اسفند ۱۳۹۴گزارش ادعایی خبرگزاری اصولگرای مشرق مبنی بر گرایش سیاسی نمایندگان برگزیده در دور نخست
55. 1 2 3 4 5 6 7 8 9 10 11 12 13 14 15 16 17 18 19 20 21 22 23 24 25 26 27 28 29  «جزئیات برگزاری مرحله دوم انتخابات مجلس دهم+ اسامی و گرایش نامزدها». مشرق. ۱۶ فروردین ۱۳۹۵گزارش ادعایی خبرگزاری اصولگرای مشرق مبنی بر گرایش سیاسی نمایندگان برگزیده در دور دوم
56. ↑  «حزب اعتدال و توسعه در 10حوزه انتخابیه نامزد مستقل از اصلاح‌طلبان معرفی کرد/ حمایت از افراد نزدیک به لاریجانی». فارس. ۲۰ فروردین ۱۳۹۵.
57. 1 2 3 4 5 6 7 8  ««لیست امید» برای دور دوم انتخابات مجلس شورای اسلامی نهایی شد+جدول». گام دوم. ۲۵ فروردین ۱۳۹۵.
58. ↑  «"لیست امید"مورد حمایت ائتلاف فراگیر اصلاح طلبان و حامیان دولت منتشر شد+ اسامی». انتخاب. ۳۱ فروردین ۱۳۹۵.
59. ↑  «اسامی نامزدهای مورد حمایت جبهه اعتدال گرایان در دور دوم انتخابات مجلس». تسنیم. ۵ اردیبهشت ۱۳۹۵.
60. ↑  «نتایج غیررسمی از شمارش اولیه آراء دور دوم انتخابات مجلس دهم تا این لحظه». فارس.
61. ↑  «نتایج رسمی شمارش آرا در اهواز اعلام شد». فارس.
62. ↑  «لیست کاندیداهای مورد حمایت ائتلاف اصولگرایان در مرحله دوم انتخابات مجلس + جدول». تسنیم. ۷ اردیبهشت ۱۳۹۵.
63. ↑  «فهرست کانديداهاي مورد حمایت جبهه تدبیر و توسعه در مرحله دوم انتخابات مجلس منتشر شد». جبههٔ تدبیر و توسعه. ۱ اردیبهشت ۱۳۹۵. بایگانی‌شده از اصلی در ۷ ژوئن ۲۰۱۶. دریافت‌شده در ۲۰ اوت ۲۰۱۶.
64. 1 2 3 4  «حامیان دولت در تبریز صف خود را از اصلاح طلبان جدا کردند/ از انتشار لیست جداگانه از سوی حزب اعتدال و توسعه تا جبهه تدبیر و توسعه، جبهه اعتدال و …». اعتدال‌پرس. ۱ اسفند ۱۳۹۴.[پیوند مرده]
65. 1 2 3 4 5 6 7 8 9  «اسامی کاندیداهای نهایی جبهه تدبیر و توسعه در آذربایجان شرقی». جبههٔ تدبیر و توسعه. ۲ اسفند ۱۳۹۴. بایگانی‌شده از اصلی در ۱۳ اوت ۲۰۱۶. دریافت‌شده در ۱۵ ژانویه ۲۰۲۰.
66. ↑  «رئیس ستاد انتخاباتی اصولگرایان آذربایجان‌شرقی پاسخ می‌دهد: چرا کاندیدای مورد حمایت اصولگرایان در مراغه معرفی نشد؟». دانا. ۲ اسفند ۱۳۹۴.
67. ↑  «رقابت فرماندهان سابق نظامی اصولگرا با فعالان اصلاح‌طلب». ایلنا.
68. ↑  «نتایج شمارش اولیه آرای دور دوم انتخابات مجلس دهم+جدول تفکیکی و گرایش سیاسی». فارس.
69. 1 2 3 4 5  «کاندیداهای مورد حمایت حزب اعتدال و توسعه در استان آذربایجان غربی». حزب اعتدال و توسعهٔ آذربایجان غربی. بایگانی‌شده از اصلی در ۱۵ آوریل ۲۰۱۶. دریافت‌شده در ۳ آوریل ۲۰۱۶. بیش از یک پارامتر |تاریخ دسترسی= و |accessdate= داده‌شده است (کمک)
70. 1 2 3 4 5  «اسامی کاندیداهای نهایی جبهه تدبیر و توسعه در آذربایجان غربی». جبههٔ تدبیر و توسعه. ۲ اسفند ۱۳۹۴. بایگانی‌شده از اصلی در ۱۱ ژانویه ۲۰۱۷. دریافت‌شده در ۱۵ ژانویه ۲۰۲۰.
71. 1 2  «انتخابات ماکو، شوط، پلدشت و چالدران تأیید و شریف پور منتخب مردم اعلام شد». ایرنا. ۲۵ فروردین ۱۳۹۵.
72. ↑  «http://www.tabnakazargharbi.ir/fa/news/182671/اولین-لیست-ائتلاف-اصولگرایان-آذربایجان-غربی». تابناک آذربایجان غربی. ۲۸ اسفند ۱۳۹۴. پیوند خارجی در |title= وجود دارد (کمک)
73. 1 2  «لیست نامزدهای مورد حمایت اصولگرایان اردبیل در خبرگان رهبری و مجلس اعلام شد+ اسامی». تسنیم. ۲۵ بهمن ۱۳۹۴.
74. 1 2 3  «صف‌آرایی طیف‌های سیاسی برای ۷ کرسیجولان لیست‌ها در سکوت مستقل‌ها». اعتدال. ۱ اسفند ۱۳۹۴. بایگانی‌شده از اصلی در ۱۳ آوریل ۲۰۱۶. دریافت‌شده در ۳۰ مارس ۲۰۱۶.
75. ↑  [www.siasion.ir/لیست-قطعی-و-نهایی-جبهه-اعتدال-در-استان-ا/ «لیست قطعی و نهایی جبهه اعتدال در استان اردبیل»] مقدار |نشانی= را بررسی کنید (کمک). سیاسیون. ۳ اسفند ۱۳۹۴البته نام آقای نگهدار در فهرست نهایی آمده‌بود ولی در این خبر نام آقای کریمی ذکر شده‌است
76. ↑  خبرهایی مبنی بر تکذیب آقای خالقی عضویت خود در ائتلاف را منتشر شد («بشیر خالقی ائتلاف خود را تکذیب کرد!». کیویمز. ۲۶ بهمن ۱۳۹۴. بایگانی‌شده از اصلی در ۱۶ آوریل ۲۰۱۶. دریافت‌شده در ۵ آوریل ۲۰۱۶.
77. 1 2 3 4 5  «انتخابات هفتم اسفند در استان اصفهان چگونه گذشت؟». سحام. ۲۰ اسفند ۱۳۹۴. بایگانی‌شده از اصلی در ۱ آوریل ۲۰۱۶. دریافت‌شده در ۳۰ مارس ۲۰۱۶. نامزدان مورد حمایت اعتدال و توسعه در شهرستان‌های اصفهان رأی نیاوردند «کاندیداهای شهرستان اعتدال و توسعه استان اصفهان». حزب اعتدال و توسعهٔ استان اصفهان. ۲ اسفند ۱۳۹۴. بایگانی‌شده از اصلی در ۱۸ آوریل ۲۰۱۶. دریافت‌شده در ۱۵ ژانویه ۲۰۲۰.
78. 1 2  «اسامی کاندیداهای نهایی جبهه تدبیر و توسعه ایران اسلامی در اصفهان». جبههٔ تدبیر و توسعه. ۳۰ بهمن ۱۳۹۴. بایگانی‌شده از اصلی در ۲۱ فوریه ۲۰۱۶. دریافت‌شده در ۱۵ ژانویه ۲۰۲۰.
79. 1 2  «لیست کاندیداهای مورد حمایت حزب اعتدال و توسعه البرز معرفی شدند+اسامی». تسنیم. ۲۹ بهمن ۱۳۹۴.
80. ↑  «معرفی کاندیدای مورد حمایت حزب اعتدال و توسعه در ایلام». ایسنا. ۲ اسفند ۱۳۹۴.
81. 1 2  «ااسامی کاندیداهای نهایی جبهه تدبیر و توسعه در ایلام». جبههٔ تدبیر و توسعه. ۲ اسفند ۱۳۹۴. بایگانی‌شده از اصلی در ۲۶ فوریه ۲۰۱۶. دریافت‌شده در ۱۵ ژانویه ۲۰۲۰.
82. 1 2 3  «نامزدهای مورد حمایت حزب اعتدال و توسعه در استان بوشهر معرفی شدند». جمهوری اسلامی. ۲ اسفند ۱۳۹۴.
83. 1 2 3  «ااسامی کاندیداهای نهایی جبهه تدبیر و توسعه در بوشهر». جبههٔ تدبیر و توسعه. ۲ اسفند ۱۳۹۴.[پیوند مرده]
84. 1 2 3 4 5 6 7 8 9 10  «اسامی کاندیداهای نهایی جبهه تدبیر و توسعه در تهران». جبهه تدبیر و توسعه. ۳۰ بهمن ۱۳۹۴. بایگانی‌شده از اصلی در ۱۵ مه ۲۰۱۶. دریافت‌شده در ۱۵ ژانویه ۲۰۲۰.
85. 1 2 3  حمایت-حزب-اعتدال-و-توسعه-در-4-حوزه-انتخابیه-استان-تهران-را-بشناسید «کاندیداهای مورد حمایت حزب اعتدال و توسعه در 4 حوزه انتخابیه استان تهران را بشناسید» مقدار |نشانی= را بررسی کنید (کمک). آفتاب. ۱ اسفند ۱۳۹۴.
86. 1 2 3  «اسامی کاندیداهای نهایی جبهه تدبیر و توسعه در شهرستان‌های استان تهران». جبهه تدبیر و توسعه. ۵ اسفند ۱۳۹۴. بایگانی‌شده از اصلی در ۳ آوریل ۲۰۱۶. دریافت‌شده در ۱۵ ژانویه ۲۰۲۰.
87. ↑  «حمایت معاون وزیر از یک کاندیدا در شهرکرد». فارس. ۴ اسفند ۱۳۹۴.
88. 1 2 3 4  «اسامی کاندیداهای نهایی جبهه تدبیر و توسعه در چهار محال و بختیاری». جبههٔ تدبیر و توسعه. ۳۰ بهمن ۱۳۹۴. بایگانی‌شده از اصلی در ۲۱ فوریه ۲۰۱۶. دریافت‌شده در ۱۵ ژانویه ۲۰۲۰.
89. ↑  «اسامی کاندیداهای نهایی جبهه تدبیر و توسعه در خراسان جنوبی». جبههٔ تدبیر و توسعه. ۱ اسفند ۱۳۹۴. بایگانی‌شده از اصلی در ۲۶ فوریه ۲۰۱۶. دریافت‌شده در ۱۵ ژانویه ۲۰۲۰.
90. 1 2 3 4 5 6  «لیست اعتدال و توسعه برای مجلس دهم در خراسان رضوی اعلام شد». تابناک. ۲۷ بهمن ۱۳۹۴.
91. 1 2 3 4 5  «اسامی کاندیداهای نهایی جبهه تدبیر و توسعه در خراسان رضوی». جبههٔ تدبیر و توسعه. ۴ اسفند ۱۳۹۴. بایگانی‌شده از اصلی در ۱۴ اوت ۲۰۱۶. دریافت‌شده در ۱۵ ژانویه ۲۰۲۰.
92. ↑  حوزهٔ مشترک با استان خراسان شمالی
93. 1 2  «اسامی نامزدهای مورد حمایت حزب اعتدال و توسعه خراسان شمالی اعلام شد». احراز. ۲۹ بهمن ۱۳۹۴. بایگانی‌شده از اصلی در ۹ آوریل ۲۰۱۶. دریافت‌شده در ۲۹ مارس ۲۰۱۶.
94. 1 2 3  «اسامی کاندیداهای نهایی جبهه تدبیر و توسعه در خراسان شمالی». جبههٔ تدبیر و توسعه. ۴ اسفند ۱۳۹۴. بایگانی‌شده از اصلی در ۱۴ اوت ۲۰۱۶. دریافت‌شده در ۱۵ ژانویه ۲۰۲۰.
95. 1 2  «لیست کاندیداهای اعتدال و توسعه اعلام شد». شوشان. ۱ اسفند ۱۳۹۴.
96. 1 2 3 4 5 6 7 8  «اسامی کاندیداهای نهایی جبهه تدبیر و توسعه در خوزستان». جبههٔ تدبیر و توسعه. ۲ اسفند ۱۳۹۴. بایگانی‌شده از اصلی در ۱۴ اوت ۲۰۱۶. دریافت‌شده در ۱۵ ژانویه ۲۰۲۰.
97. 1 2 3 4  «اسامی کاندیداهای نهایی جبهه تدبیر و توسعه در زنجان». جبههٔ تدبیر و توسعه. ۲ اسفند ۱۳۹۴. بایگانی‌شده از اصلی در ۲۵ فوریه ۲۰۱۶. دریافت‌شده در ۱۵ ژانویه ۲۰۲۰.
98. 1 2  «حزب اعتدال و توسعه در سمنان نامزدهای مورد حمایت خود را اعلام کرد». جمهوری اسلامی. ۵ اسفند ۱۳۹۴.
99. ↑  «اسامی کاندیداهای نهایی جبهه تدبیر و توسعه در سمنان». جبههٔ تدبیر و توسعه. ۳ اسفند ۱۳۹۴. بایگانی‌شده از اصلی در ۱۱ نوامبر ۲۰۱۶. دریافت‌شده در ۱۵ ژانویه ۲۰۲۰.
100. 1 2 3  «حزب اعتدال و توسعه سیستان و بلوچستان لیست خود را منتشر کرد/ احمدعلی کیخا و فرهاد شهرکی گزینه‌های حوزه سیستان». هامون‌پرس. ۶ اسفند ۱۳۹۴. بایگانی‌شده از اصلی در ۲۷ آوریل ۲۰۱۶. دریافت‌شده در ۳ آوریل ۲۰۱۶.
101. 1 2 3  «اسامی کاندیداهای نهایی جبهه تدبیر و توسعه در سیستان و بلوچستان». جبهه تدبیر و توسعه. ۴ اسفند ۱۳۹۴. بایگانی‌شده از اصلی در ۲۱ فوریه ۲۰۱۶. دریافت‌شده در ۱۵ ژانویه ۲۰۲۰.
102. 1 2 3 4 5 6  «لیست نهایی کاندیداهای اصلاح طلب در استان فارس + اسامی». تسنیم. ۲۹ بهمن ۱۳۹۴.
103. 1 2 3  «اسامی کاندیداهای نهایی جبهه تدبیر و توسعه در فارس». جبهه تدبیر و توسعه. ۳۰ بهمن ۱۳۹۴. بایگانی‌شده از اصلی در ۲۲ فوریه ۲۰۱۶. دریافت‌شده در ۱۵ ژانویه ۲۰۲۰.
104. ↑  «موج اعلام برائت نمایندگان منتخب از اصلاح طلبان آغاز شد». صراط. ۱ اردیبهشت ۱۳۹۴.
105. ↑  «محمد جواد جمالی: از نظر حزبی مستقل؛ اما از نظر تفکر اصولگرا هستم». فساسلام. ۱ اردیبهشت ۱۳۹۴.
106. ↑  «انتخاب کاندیدای اصولگرایان حوزه ممسنی و رستم». دیار ممسنی. ۵ اسفند ۱۳۹۴. بایگانی‌شده از اصلی در ۳۰ مارس ۲۰۱۶. دریافت‌شده در ۱۵ ژانویه ۲۰۲۰.
107. 1 2 3  «اسامی کاندیداهای نهایی جبهه تدبیر و توسعه در قزوین». جبهه تدبیر و توسعه. ۴ اسفند ۱۳۹۴. بایگانی‌شده از اصلی در ۲۶ فوریه ۲۰۱۶. دریافت‌شده در ۱۵ ژانویه ۲۰۲۰.
108. ↑  «کاندیداهای مورد حمایت جامعه مدرسین حوزه علمیه قم در دهمین دوره مجلس شورای اسلامی». جامعه مدرسین. ۲۱ بهمن ۱۳۹۴. بایگانی‌شده از اصلی در ۱۷ ژوئن ۲۰۱۶. دریافت‌شده در ۱ آوریل ۲۰۱۶.
109. ↑  «اسامی کاندیداهای نهایی جبهه تدبیر و توسعه در قم». جبهه تدبیر و توسعه. ۴ اسفند ۱۳۹۴. بایگانی‌شده از اصلی در ۱۴ مه ۲۰۱۶. دریافت‌شده در ۱۵ ژانویه ۲۰۲۰.
110. ↑  «حزب اعتدال و توسعه استان کردستان حامی یک کاندیدای در حوزه بیجار و یاسوکند شد». کردپرس. ۳ اسفند ۱۳۹۴.
111. 1 2 3 4 5 6  «معرفی نامزدهای مشترک اصلاح طلبان و حزب اعتدال و توسعه در کرمان». گفتار نو. ۲۹ بهمن ۱۳۹۴.
112. 1 2 3 4 5 6  «لیست نهایی کاندیداهای جبهه تدبیر و توسعه کرمان». جبهه تدبیر و توسعه. ۲۹ بهمن ۱۳۹۴. بایگانی‌شده از اصلی در ۱۳ اوت ۲۰۱۶. دریافت‌شده در ۱۵ ژانویه ۲۰۲۰.
113. 1 2 3 4 5 6  «لیست کاندیداهای حزب اعتدال و توسعه (حامیان دولت) در استان کرمانشاه». آبادگران جوان کرمانشاه. ۳ اسفند ۱۳۹۴. بایگانی‌شده از اصلی در ۶ آوریل ۲۰۱۶. دریافت‌شده در ۳ آوریل ۲۰۱۶.
114. ↑  «لیست نهایی کاندیداهای جبهه تدبیر و توسعه کرمانشاه». جبهه تدبیر و توسعه. ۲۹ بهمن ۱۳۹۴. بایگانی‌شده از اصلی در ۲۶ فوریه ۲۰۱۶. دریافت‌شده در ۱۵ ژانویه ۲۰۲۰.
115. ↑  تدبیر و توسعه کرمانشاه
116. ↑  «معرفی اولین کاندیدای حزب اعتدال و توسعه در کهگیلویه و بویراحمد (+تصاویر)». بویر نیوز. ۲۹ بهمن ۱۳۹۴.
117. ↑  «لیست نهایی کاندیداهای جبهه تدبیر و توسعه کهگیلویه و بویراحمد». جبهه تدبیر و توسعه. ۲۹ بهمن ۱۳۹۴. بایگانی‌شده از اصلی در ۲۸ فوریه ۲۰۱۶. دریافت‌شده در ۱۵ ژانویه ۲۰۲۰.
118. ↑  «لیست نهایی کاندیداهای جبهه تدبیر و توسعه گلستان». جبهه تدبیر و توسعه. ۲۹ بهمن ۱۳۹۴. بایگانی‌شده از اصلی در ۲۸ فوریه ۲۰۱۶. دریافت‌شده در ۱۵ ژانویه ۲۰۲۰.
119. ↑  «شکاف میان لیست امید و حامیان دولت در گلستان/ سید نجیب حسینی باز هم سرش بی کلاه ماند». گلستان ما.
120. 1 2 3 4 5  «لیست ائتلاف اعتدالگراین گیلان منتشر شد / حضور نامزدهایی با سلیقه‌های مختلف سیاسی+اسامی». کاسپین. بایگانی‌شده از اصلی در ۱۶ آوریل ۲۰۱۶. دریافت‌شده در ۳ آوریل ۲۰۱۶.
121. 1 2 3  «لیست نهایی کاندیداهای جبهه تدبیر و توسعه گیلان». جبهه تدبیر و توسعه. ۲۹ بهمن ۱۳۹۴. بایگانی‌شده از اصلی در ۱۴ اوت ۲۰۱۶. دریافت‌شده در ۲۶ سپتامبر ۲۰۱۹.
122. ↑  «محمدحسین قربانی کاندیدای منتخب ائتلاف اصولگرایان گیلان شد». آستان]بر. ۶ اسفند ۱۳۹۴. بایگانی‌شده از اصلی در ۱۲ ژوئن ۲۰۱۶. دریافت‌شده در ۱۵ ژانویه ۲۰۲۰.
123. ↑  «نتایج شمارش اولیه آرای دور دوم انتخابات مجلس دهم+جدول تفکیکی و گرایش سیاسی». فارس. ۱۰ اردیبهشت ۱۳۹۵.
124. 1 2 3  «اسامی نهایی داوطلبان حزب اعتدال و توسعه در لرستان اعلام شد». ایرنا.
125. ↑  «لیست نهایی کاندیداهای جبهه تدبیر و توسعه لرستان». جبهه تدبیر و توسعه. ۲۹ بهمن ۱۳۹۴. بایگانی‌شده از اصلی در ۱۱ نوامبر ۲۰۱۶. دریافت‌شده در ۱۵ ژانویه ۲۰۲۰.
126. ↑  اعتدال و توسعه لرستان
127. ↑  تدبیر و توسعه لرستان
128. 1 2 3 4 5 6 7  «لیست حزب اعتدال و توسعه مازندران قطعی نیست». فارس.
129. ↑  «لیست نهایی کاندیداهای جبهه تدبیر و توسعه مازندران». جبهه تدبیر و توسعه. ۲۹ بهمن ۱۳۹۴. بایگانی‌شده از اصلی در ۲۱ فوریه ۲۰۱۶. دریافت‌شده در ۱۵ ژانویه ۲۰۲۰.
130. ↑  اعتدال و توسعه مازندران
131. 1 2 3 4 5 6 7  تدبیر و توسعه مازندران
132. 1 2  «لیست نهایی کاندیداهای جبهه تدبیر و توسعه مرکزی». جبهه تدبیر و توسعه. ۲۹ بهمن ۱۳۹۴. بایگانی‌شده از اصلی در ۱۱ نوامبر ۲۰۱۶. دریافت‌شده در ۱۵ ژانویه ۲۰۲۰.
133. ↑  زرندیه-به-خانه-ملت-راه-یافتند ابراهیمی در شازند و منصوری در ساوه و زرندیه به خانه ملت راه یافتن خبرگزاری مهر
134. ↑  «لیست نهایی کاندیداهای جبهه تدبیر و توسعه هرمزگان». جبهه تدبیر و توسعه. ۲۹ بهمن ۱۳۹۴.[پیوند مرده]
135. ↑  تدبیر و توسعه هرمزگان
136. ↑  «لیست نهایی کاندیداهای جبهه تدبیر و توسعه همدان». جبهه تدبیر و توسعه. ۲۹ بهمن ۱۳۹۴.[پیوند مرده]
137. 1 2  تدبیر و توسعه همدان
138. ↑  «لیست نهایی کاندیداهای جبهه تدبیر و توسعه یزد». جبهه تدبیر و توسعه. ۲۹ بهمن ۱۳۹۴. بایگانی‌شده از اصلی در ۲۱ فوریه ۲۰۱۶. دریافت‌شده در ۱۵ ژانویه ۲۰۲۰.
139. 1 2  تدبیر و توسعه یزد
140. ↑  «حمایت اعتدال و توسعه از دهقانی فیروزآبادی». یزدان. ۲۹ بهمن ۱۳۹۴. بایگانی‌شده از اصلی در ۱۸ آوریل ۲۰۱۶. دریافت‌شده در ۱۵ ژانویه ۲۰۲۰.
141. ↑  «میزان مشارکت مردم درانتخابات هفتم اسفند؛ 62 درصد». خبرگزاری صداوسیما. ۱۰ اسفند ۱۳۹۴.[پیوند مرده]
142. ↑  «مشارکت کشوری ۶۲ در تهران ۵۰ درصد». شبکهٔ خبر. بایگانی‌شده از اصلی در ۲ مارس ۲۰۱۶. دریافت‌شده در ۱۷ مارس ۲۰۱۶.
143. ↑  «نتایج انتخابات «مجلس» + جدول گرایش‌ها». ایسنا. ۱۰ اسفند ۱۳۹۴. دریافت‌شده در ۱۰ اسفند ۱۳۹۴.
144. ↑  «آمار رسمی نتایج انتخابات مجلس در سراسر کشور به تفکیک استان و گرایش سیاسی+ جدول». آفتاب. ۸ اسفند ۱۳۹۴. دریافت‌شده در ۱۳ اسفند ۱۳۹۴به اشتباه ۵ کرسی بیشتر به مستقلان اختصاص داده‌شده‌است، در دور نخست ۲۲۱ کرسی برگزیده شده‌اند
145. ↑  «تقسیم‌بندی دقیق کرسی‌های مجلس بر اساس فهرست‌های انتخاباتی/ نقش تعیین‌کننده مستقلین/ سرنوشت سیاسی مجلس دهم در مرحله دوم مشخص می‌شود». عصر ایران. ۱۱ اسفند ۱۳۹۴به اشتباه ۵ کرسی بیشتر به مستقلان اختصاص داده‌شده‌است، در دور نخست ۲۲۱ کرسی برگزیده شده‌اند
146. ↑  «نتایج انتخابات «مجلس» در سراسر کشور + جدول گرایش‌ها». الف. ۱۱ اسفند ۱۳۹۴به اشتباه ۵ کرسی بیشتر به مستقلان اختصاص داده‌شده‌است، در دور نخست ۲۲۱ کرسی برگزیده شده‌اند
147. ↑  «نتایج انتخابات مجلس دهم در سراسر کشور+جدول تفکیکی». فارس. ۱۰ اسفند ۱۳۹۴. دریافت‌شده در ۱۳ اسفند ۱۳۹۴فارس ۹۲ کرسی به اصلاح‌طلبان و اعتدالگرایان (۹ کرسی بیش از فهرست) و ۹۹ کرسی به اصولگرایان (۱۲ کرسی بیش از فهرست) نسبت داده و ۲۹ تا به مستقلان. به اشتباه ۱ کرسی کمتر حساب شده‌است، در دور نخست ۲۲۱ کرسی برگزیده شده‌اند
148. ↑  «اسامی نهایی نمایندگان مجلس دهم/ تغییر ۵۳ درصدی ترکیب مجلس نهم + جدول اسامی و گرایش». تسنیم. ۱۰ اسفند ۱۳۹۴. دریافت‌شده در ۱۳ اسفند ۱۳۹۴تسنیم ۸۴ کرسی به اصلاح‌طلبان و اعتدالگرایان (۱ کرسی بیش از فهرست) و ۱۰۱ کرسی به اصولگرایان (۱۴ کرسی بیش از فهرست) نسبت داده و ۲۸ تا به مستقلان.
149. ↑  "Elections gains unlikely to shift Iran power balance fast" (به انگلیسی). ۲٬۰۱۶ مارس ۱رویترز ۹۰ کرسی به اصلاح‌طلبان و اعتدالگرایان (۷ کرسی بیش از فهرست) و ۱۱۲ کرسی به اصولگرایان (۳۴ کرسی بیش از فهرست) نسبت داده و ۲۹ تا به مستقلان. به اشتباه ۱۰ کرسی بیشتر حساب شده‌است، در دور نخست ۲۲۱ کرسی برگزیده شده‌اند، از اینرو با توجه به شباهت آن به آمار فارس، ۱۰ کرسی را احتمالاً به اشتباه به اصولگرایان افزوده‌باشد {{cite news}}: Check date values in: |تاریخ= (help)نگهداری CS1: پست اسکریپت (link)
150. ↑  «بالاخره پیروز انتخابات اصولگرایان اند یا اصلاح طلبان؟! / جدول گرایش سیاسی مجلس دهم/ آمار و ارقام جالب انتخاباتی». تابناک. ۱۲ اسفند ۱۳۹۴تابناک ۸۶ کرسی به اصلاح‌طلبان و اعتدالگرایان (۳ کرسی بیش از فهرست) و ۹۶ کرسی به اصولگرایان (۹ کرسی بیش از فهرست) نسبت داده و ۳۹ تا به مستقلان.
151. ↑  "Final tally shows strong gains for Iran president but no majority" (به انگلیسی). ۲٬۰۱۶ فوریه ۲۹خبرگزاری فرانسه ۹۵ کرسی به اصلاح‌طلبان و اعتدالگرایان (۱۲ کرسی بیش از فهرست) و ۱۰۳ کرسی به اصولگرایان (۲۵ کرسی بیش از فهرست) نسبت داده، به درستی و گفته ۶۹ کرسی در دور بعد مشخص خواهد شد {{cite news}}: Check date values in: |تاریخ= (help)نگهداری CS1: پست اسکریپت (link)[پیوند مرده]
152. ↑  «آرایش سیاسی مجلس دهم/ ناکامان انتخابات/ریزش آرای چهره‌ها». خبرگزاری مهر. ۱۱ اسفند ۱۳۹۴خبرگزاری مهر، ۹۸ تن اصولگرا و ۹۵ تن اصلاحطلب به مجلس راه یافته‌اند از مجموع ۲۲۱ نفر
153. ↑  «نتایج نهایی انتخابات مجلس در تهران/ پیروزی قاطع «لیست امید»». عصر ایران. ۱۰ اسفند ۱۳۹۴.
154. ↑  «پوشش همزمان؛ رویدادهای مرتبط با انتخابات مجلس و خبرگان». رادیو فردا. ۲۰۱۶-۰۲-۲۹. دریافت‌شده در ۲۰۱۶-۰۲-۲۹.
155. ↑  «شورای نگهبان: ابطال آرا منتخب سوم اصفهان / درخواست استاندار از وزیر کشور برای جویا شدن علت ابطال». عصر ایران. ۴ فروردین ۱۳۹۵.
156. ↑  «شورای نگهبان صحت انتخابات 4 حوزه انتخابیه دیگر را تأیید کرد». فارس. ۱۸ فروردین ۱۳۹۴.